# Reino Unido
Reino Unido (en inglés: United Kingdom, UK), oficialmente Reino Unido de Gran Bretaña e Irlanda del Norte (United Kingdom of Great Britain and Northern Irelandⓘ) es un país soberano e insular ubicado al noroeste de la Europa continental. Su territorio está formado geográficamente por la isla de Gran Bretaña, el noreste de la isla de Irlanda y pequeñas islas adyacentes. Su capital y ciudad más poblada es Londres. Desde la independencia de la República de Irlanda, Irlanda del Norte ha sido la única parte del país con una frontera terrestre, hasta la inauguración del Eurotúnel que une por tierra a la isla de Gran Bretaña con Francia y las tierras continentales europeas. Gran Bretaña limita al norte y al oeste con el océano Atlántico, al este con el mar del Norte, al sur con el canal de la Mancha y al oeste con el mar de Irlanda. El inglés es el idioma de facto y como tal comprende una de las naciones centrales de la angloesfera.
El Reino Unido es un Estado unitario comprendido por cuatro naciones constituyentes: Escocia, Gales, Inglaterra e Irlanda del Norte. Es gobernado mediante un sistema parlamentario con sede de gobierno y capitalidad en Londres, pero con tres administraciones nacionales descentralizadas en Edimburgo, Cardiff y Belfast, las capitales de Escocia, Gales e Irlanda del Norte, respectivamente. Es una monarquía parlamentaria, siendo Carlos III el jefe de Estado. Coloquial y erróneamente se denomina Gran Bretaña e Inglaterra, consecuencia del mayor peso de ambos (territorio y reino, respectivamente) dentro del Estado. Las dependencias de la Corona de las islas del Canal —Jersey y Guernsey— y la Isla de Man no forman parte del Reino Unido, si bien el Gobierno británico es responsable de su defensa y las relaciones internacionales.
El Reino Unido tiene catorce territorios de ultramar, todos ellos vestigios de lo que fue el Imperio británico, que en su territorio internacional llegó a alcanzar y a abarcar cerca de una quinta parte de la superficie terrestre mundial. Carlos III continúa estando a la cabeza de la Mancomunidad de Naciones y siendo jefe de Estado de cada uno de los Reinos de la Mancomunidad.
Es un país desarrollado que por su volumen neto de producto interno bruto es la quinta economía mundial (por su PIB nominal) y novena por su PIB PPA. Fue el primer país industrializado del mundo y la principal potencia mundial durante el siglo XIX y el comienzo del siglo XX (1815-1945), pero el costo económico de las dos guerras mundiales y el declive de su imperio en la segunda parte del siglo XX disminuyeron su papel en las relaciones internacionales. Sin embargo, aún mantiene una significativa influencia económica, cultural, militar y política, y es una potencia nuclear. Fue miembro de la Unión Europea entre 1973 y 2020, de la que se salió en el proceso conocido como Brexit. Es uno de los cinco miembros permanentes del Consejo de Seguridad de las Naciones Unidas con derecho a veto, miembro del G7, el G-20, la OTAN, la OCDE, la UKUSA, la Mancomunidad de Naciones y la Common Travel Area.

## Etimología
El nombre oficial del país es Reino Unido de Gran Bretaña e Irlanda del Norte (en inglés: United Kingdom of Great Britain and Northern Ireland), siendo Reino Unido o UK las formas abreviadas más utilizadas. El nombre fue propuesto por primera vez en el Acta de Unión de 1707, en la que los reinos de Inglaterra y Gales decidieron constituir un nuevo reino junto con Escocia, que tendría el nombre de Reino Unido de Gran Bretaña (United Kingdom of Great Britain). Más tarde, con el Acta de Unión de 1800 la isla de Irlanda pasó a formar parte del país, por lo que el nombre cambió a Reino Unido de Gran Bretaña e Irlanda (United Kingdom of Great Britain and Ireland). En 1927, el país obtuvo su nombre actual Reino Unido de Gran Bretaña e Irlanda del Norte. (La Irlanda del Sur se convirtió en el Estado Libre Irlandés cuando obtuvo oficialmente el autogobierno independiente en 1922 y la independencia completa con el Estatuto de Westminster de 1931).
Es denominado frecuentemente por el nombre de la isla que comprende la mayor parte de su territorio, Gran Bretaña, o también, por extensión, por el nombre de uno de sus países constituyentes, Inglaterra. El gentilicio del Reino Unido, así como el de la isla de Gran Bretaña es británico, aunque también, por extensión, se suele usar en el habla corriente el gentilicio inglés.
Aunque el Reino Unido, como Estado soberano, es un país, Inglaterra, Escocia, Gales, y en menor medida, Irlanda del Norte, también se consideran como «los países» (en su idioma original que es country, pues en español recibe el nombre de país constituyente o nación constitutiva, no aplicando ese caso), a pesar de que no son Estados soberanos. La página web del primer ministro británico ha utilizado la expresión «países dentro de un país» para describir al Reino Unido.
Algunos resúmenes estadísticos también se refieren a los países constituyentes de Inglaterra, Escocia y Gales como «regiones», mientras que a Irlanda del Norte se le conoce como «provincia».

## Historia

### Antes de 1707

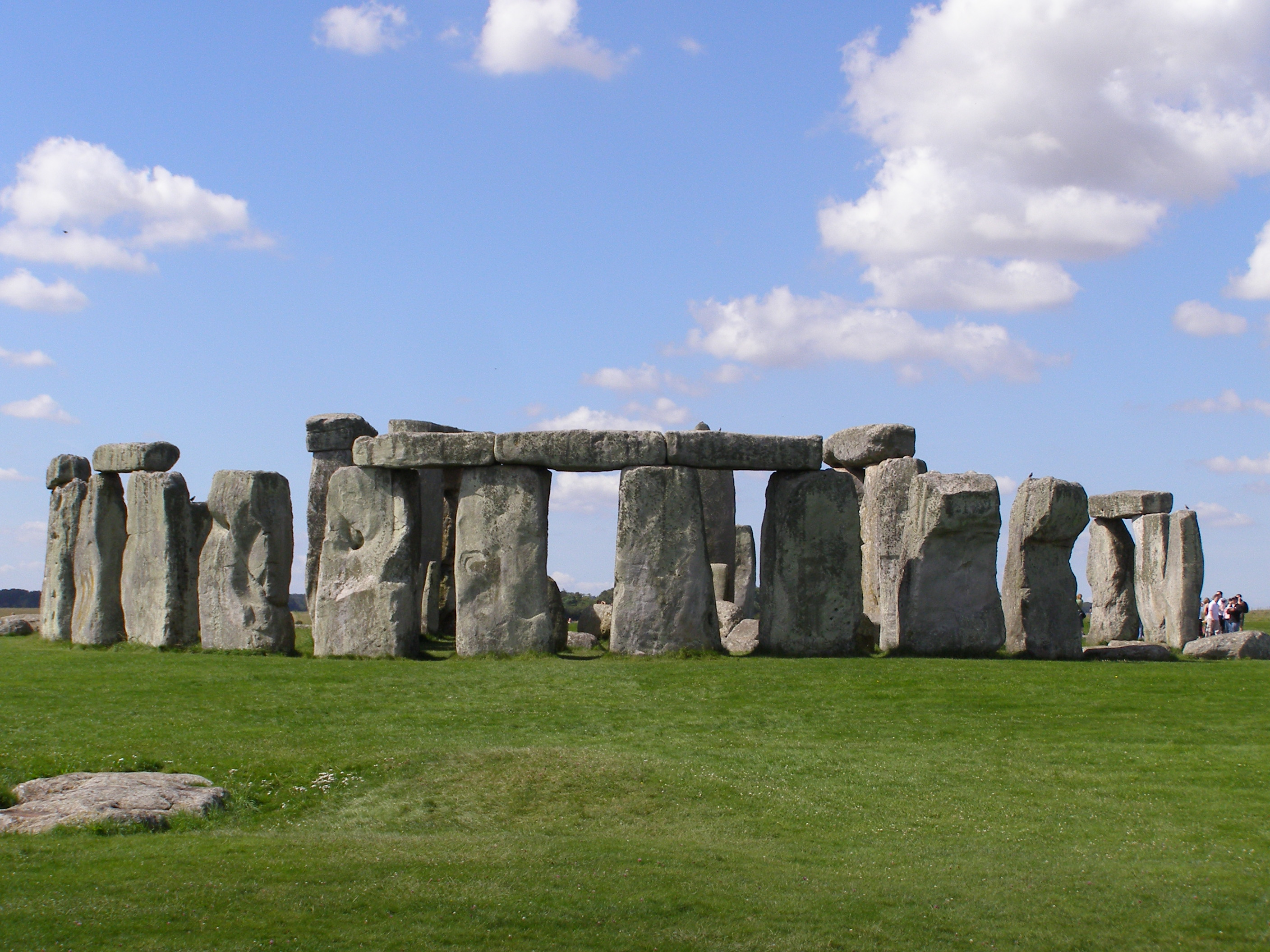
Stonehenge, en Wiltshire, se erigió alrededor del año 2500 a. C.

Los primeros asentamientos por seres humanos anatómicamente modernos en el actual territorio del Reino Unido se produjo en oleadas hace aproximadamente 30 000 años. Se cree que, hacia fines del período prehistórico de la región, la población pertenecía a la cultura de los celta insulares, que comprende a los britanos y a la Irlanda gaélica. La conquista romana, iniciada en el año 43 sometió al sur de la isla a ser una provincia del imperio por cuatro siglos. A esto, le siguió una serie de invasiones encabezadas por distintos pueblos germánicos —anglos, sajones y jutos—, que redujo el área británica hacia lo que iba erigirse como el actual territorio de Gales, Cornualles y el histórico Reino de Strathclyde. La mayor parte de la región colonizada por los anglosajones se unificó en el Reino de Inglaterra en el siglo X. Al mismo tiempo, los gaélico-hablantes en el noroeste de Bretaña —con conexiones hacia el nordeste de Irlanda y tradicionalmente se supone que han migrado desde allí en el siglo V— se unieron con los pictos para crear el denominado Reino de Escocia en el siglo IX.

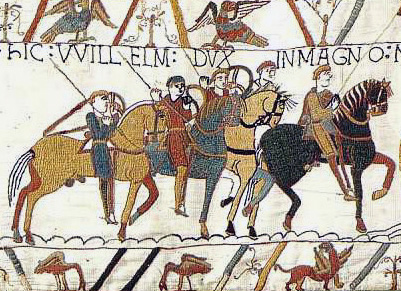
El Tapiz de Bayeux ilustra la batalla de Hastings, 1066, y los eventos en torno a ella

En 1066, los normandos invadieron Inglaterra desde Francia y después de su conquista, tomaron el poder de grandes partes de Gales, Irlanda y fueron invitados a establecerse en Escocia, introduciendo al feudalismo de cada país el modelo francés y la cultura normanda. La élite normanda influenció en gran medida, pero fue asimilada con cada una de las culturas locales. Por consiguiente, los reyes medievales ingleses conquistaron Gales y realizaron un intento fallido para anexar Escocia a su territorio. Tras la Declaración de Arbroath, Escocia mantuvo su estatus soberano, a pesar de las constantes tensiones con Inglaterra. Los monarcas ingleses, debido a la herencia que poseían sobre territorios en Francia y por las reclamaciones a la Corona francesa, mantuvieron varios conflictos en Francia, siendo el más notable de ellos la guerra de los Cien Años. En ella, Escocia se alió con Francia y finalizó en 1453, con la retirada inglesa de tierras francesas.
La Edad Moderna estuvo marcada por conflictos religiosos en torno a la reforma protestante, donde se produjo a partir de allí la introducción de las iglesias protestantes estatales en cada país. Gales fue incorporado totalmente al Reino de Inglaterra, e Irlanda fue constituido como reino en unión personal con la Corona inglesa. Dentro del actual territorio norirlandés, las tierras de la nobleza católica gaélica independiente fueron confiscadas y dadas a los colonos protestantes de Inglaterra y Escocia.

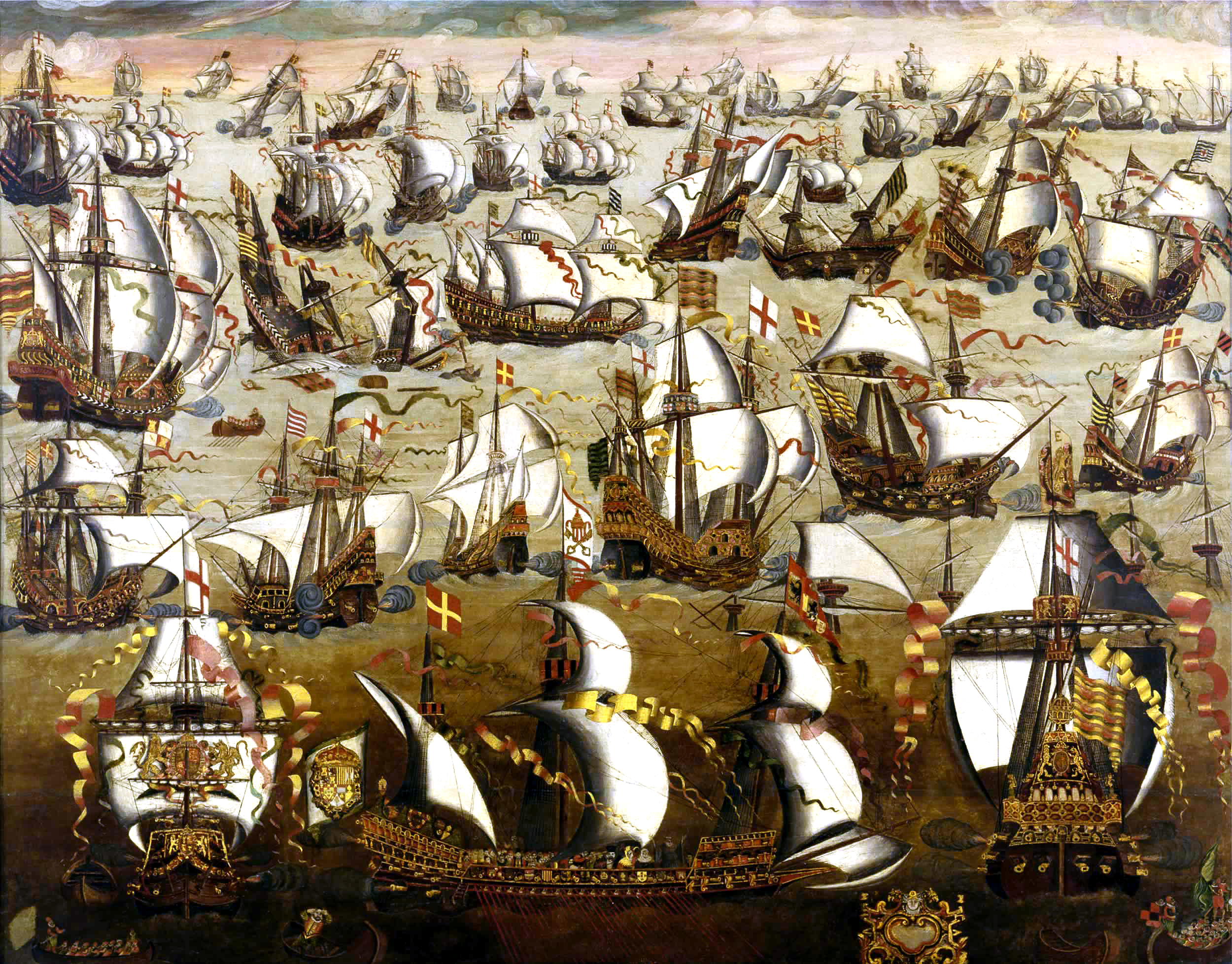
La batalla entre la Grande y Felicísima Armada y la flota inglesa en 1588

En 1603, Jacobo VI de Escocia heredó la corona de Inglaterra e Irlanda, lo cual unió a los tres reinos y se trasladó su corte desde Edimburgo a Londres; no obstante, cada país seguía siendo una entidad política independiente, al mismo tiempo que conservaban sus instituciones políticas, legales y religiosas separadas.
A mediados del siglo XVII, los tres reinos estuvieron involucrados en una serie de guerras —incluyendo la guerra civil inglesa— que desencadenaron en el derrocamiento temporal de la monarquía y el establecimiento de una república unitaria de la Mancomunidad de Inglaterra, Escocia e Irlanda. Durante los siglos XVII y XVIII, se reportaron actos de piratería (corsarios) de la flota británica, atacando y robando buques de las costas europeas y caribeñas.
Pese a restauración de la monarquía en 1660, el interregno aseguró, tras la Revolución gloriosa (1688) y la Declaración de Derechos de 1689 (en inglés, Bill of Rights) y la Ley de Derecho, que a diferencia de los demás países europeos, el absolutismo real no prevalecería, y que un profesado como católico jamás podría acceder al trono. La constitución británica se desarrollaría sobre la base de una monarquía constitucional y un sistema parlamentario. Con la fundación de la Royal Society en 1660, el estudio de la ciencia aumentó notablemente. Durante este período, particularmente en Inglaterra, el desarrollo de la armada inglesa —dentro del contexto de la denominada «era de los descubrimientos») condujo a la adquisición y liquidación de colonias de ultramar, particularmente en América del Norte.

### Tras el Acta de Unión de 1707

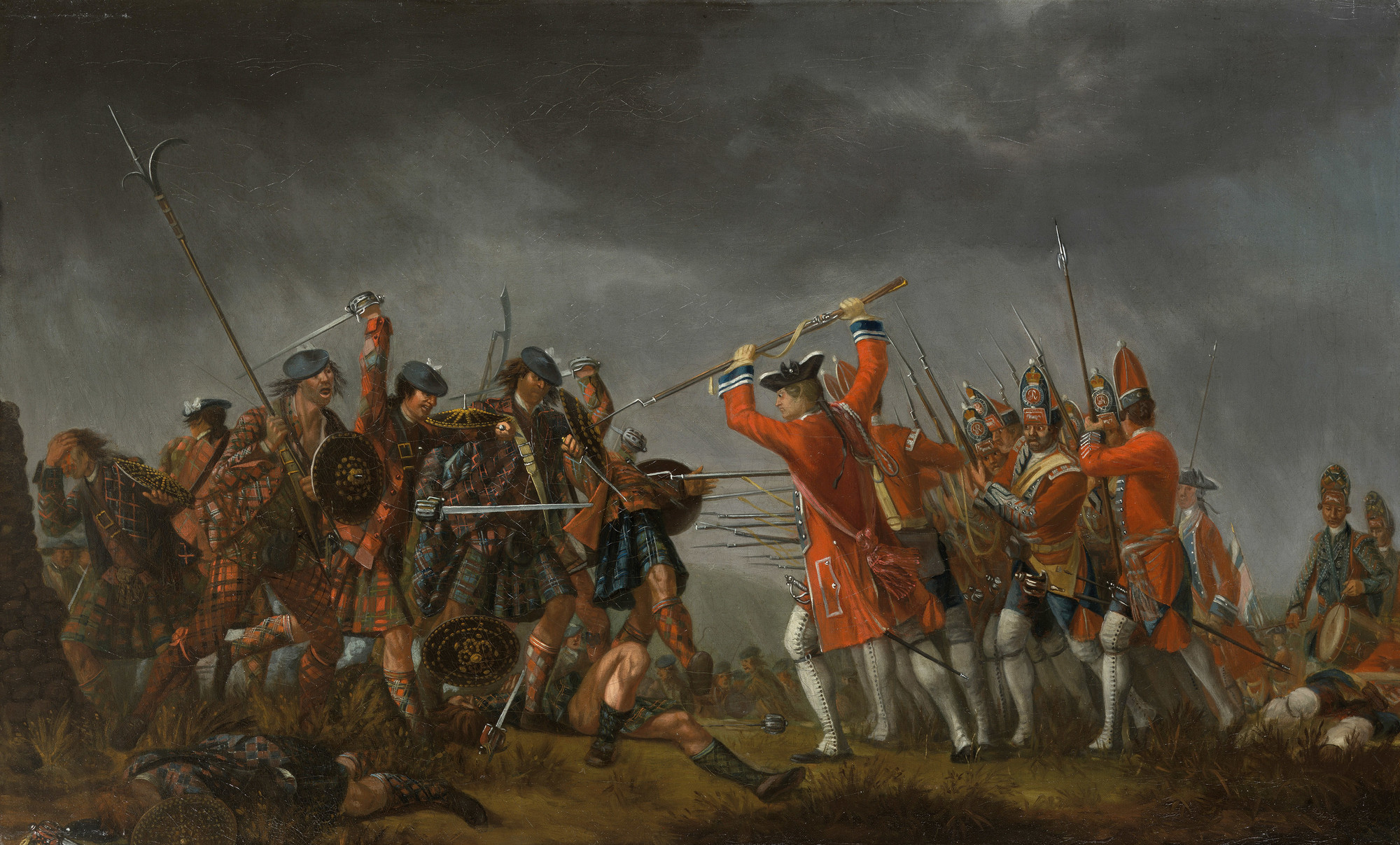
Batalla de Culloden en 1746

El 1 de mayo de 1707, se creó el Reino Unido de Gran Bretaña por medio de la unión política celebrada entre el Reino de Inglaterra (del que formaba parte Gales) y el Reino de Escocia. Este evento fue el resultado del Tratado de Unión firmado el 22 de julio de 1706 y ratificado por los parlamentos inglés y escocés para crear el Acta de Unión de 1707. Casi un siglo después, el Reino de Irlanda, bajo el dominio inglés desde 1691, se unió con el Reino de Gran Bretaña para formar el Reino Unido de Gran Bretaña e Irlanda, según lo estipulado en el Acta de Unión de 1800. Aunque Inglaterra y Escocia habían sido Estados separados antes de 1707, habían permanecido en una unión personal desde 1603, cuando se llevó a cabo la Unión de las Coronas.
En su primer siglo de existencia, el país desempeñó un papel importante en el desarrollo de las ideas occidentales sobre el sistema parlamentario, además de que realizó contribuciones significativas a la literatura, las artes y la ciencia. La Revolución Industrial, liderada por el Reino Unido, transformó al país y dio sustento al creciente Imperio británico. Durante este tiempo, al igual que otras potencias, estuvo involucrado en la explotación colonial, incluyendo el comercio de esclavos en el Atlántico, aunque con la aprobación de la Ley de esclavos en 1807, el país fue uno de los pioneros en la lucha contra la esclavitud.

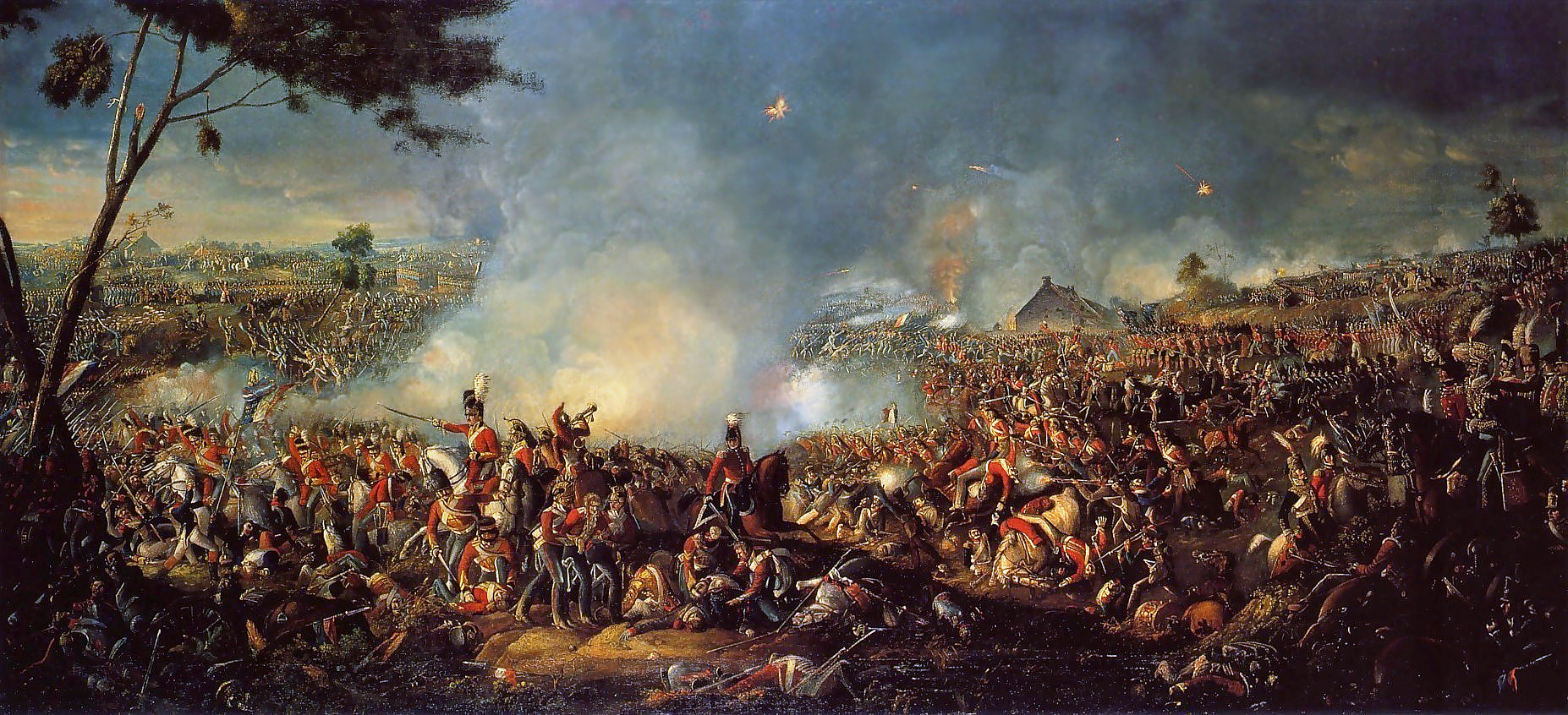
La batalla de Waterloo marcó el fin de las Guerras Napoleónicas y el comienzo de la Pax Britannica.

### Apogeo del Imperio británico
Después de la derrota de Napoleón Bonaparte en las guerras napoleónicas, la nación emergió como la principal potencia naval y económica del siglo XIX y continuó siendo una potencia eminente hasta el siglo XX. La capital, Londres, fue la ciudad más grande del mundo desde 1831 hasta 1925. Tras la participación del Reino Unido en la Primera Guerra Mundial, el Imperio británico alcanzó su máxima extensión. En 1921, después de la guerra, la Sociedad de Naciones le otorgó el mandato sobre las antiguas posesiones del Imperio colonial alemán y, como consecuencia de la partición del Imperio otomano, también posesiones de este último. Un año más tarde, se creó la Compañía de Radiodifusión Británica (British Broadcasting Company), que posteriormente se convirtió en la British Broadcasting Corporation (BBC), la primera radiodifusora a gran escala de todo el mundo.

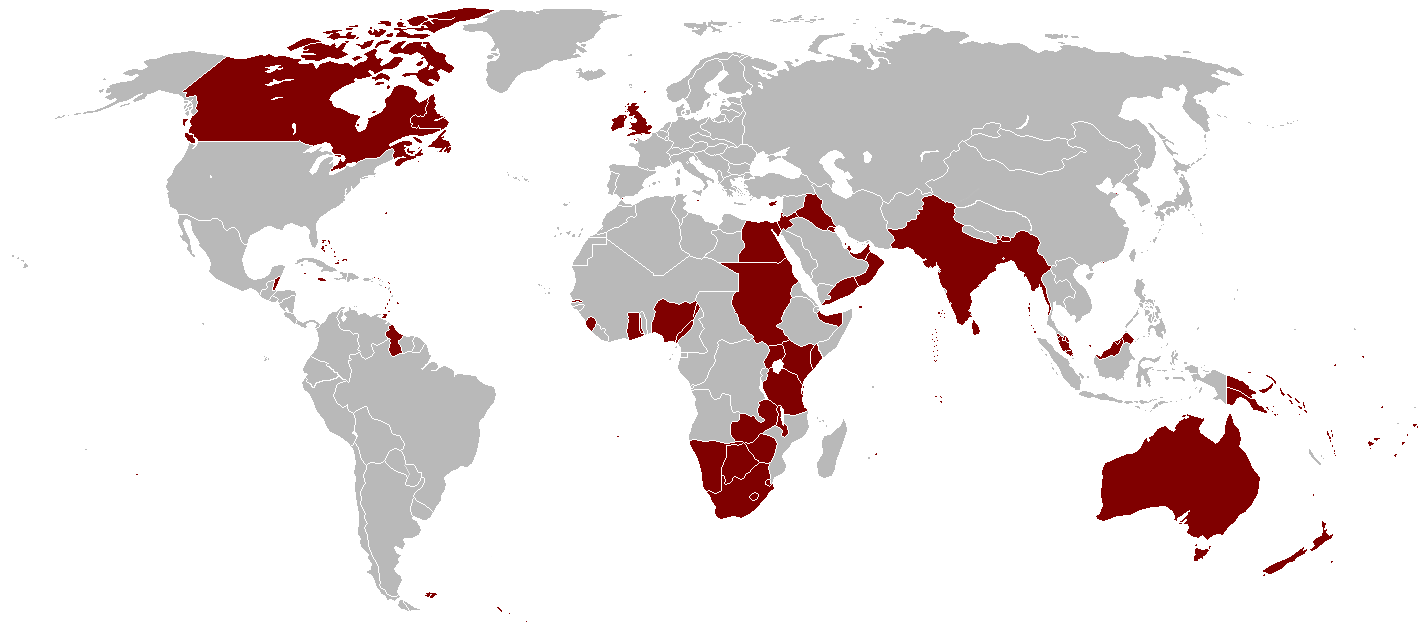
El Imperio británico en 1921, durante el momento de su mayor apogeo.

En 1921, los conflictos internos en Irlanda sobre las demandas para un gobierno autónomo irlandés, finalmente condujeron a la partición de la isla. Al mismo tiempo, la victoria del partido Sinn Féin en las elecciones generales de 1918, seguida por una guerra de independencia, llevaron a la creación del Estado Libre Irlandés; Irlanda del Norte optó por seguir formando parte del Reino Unido. Como resultado, en 1927 el nombre formal del Reino Unido de la Gran Bretaña e Irlanda cambió a su nombre actual, el Reino Unido de Gran Bretaña e Irlanda del Norte. La Gran Depresión, estalló en un momento en el que el país todavía estaba lejos de recuperarse de los efectos de la Primera Guerra Mundial.

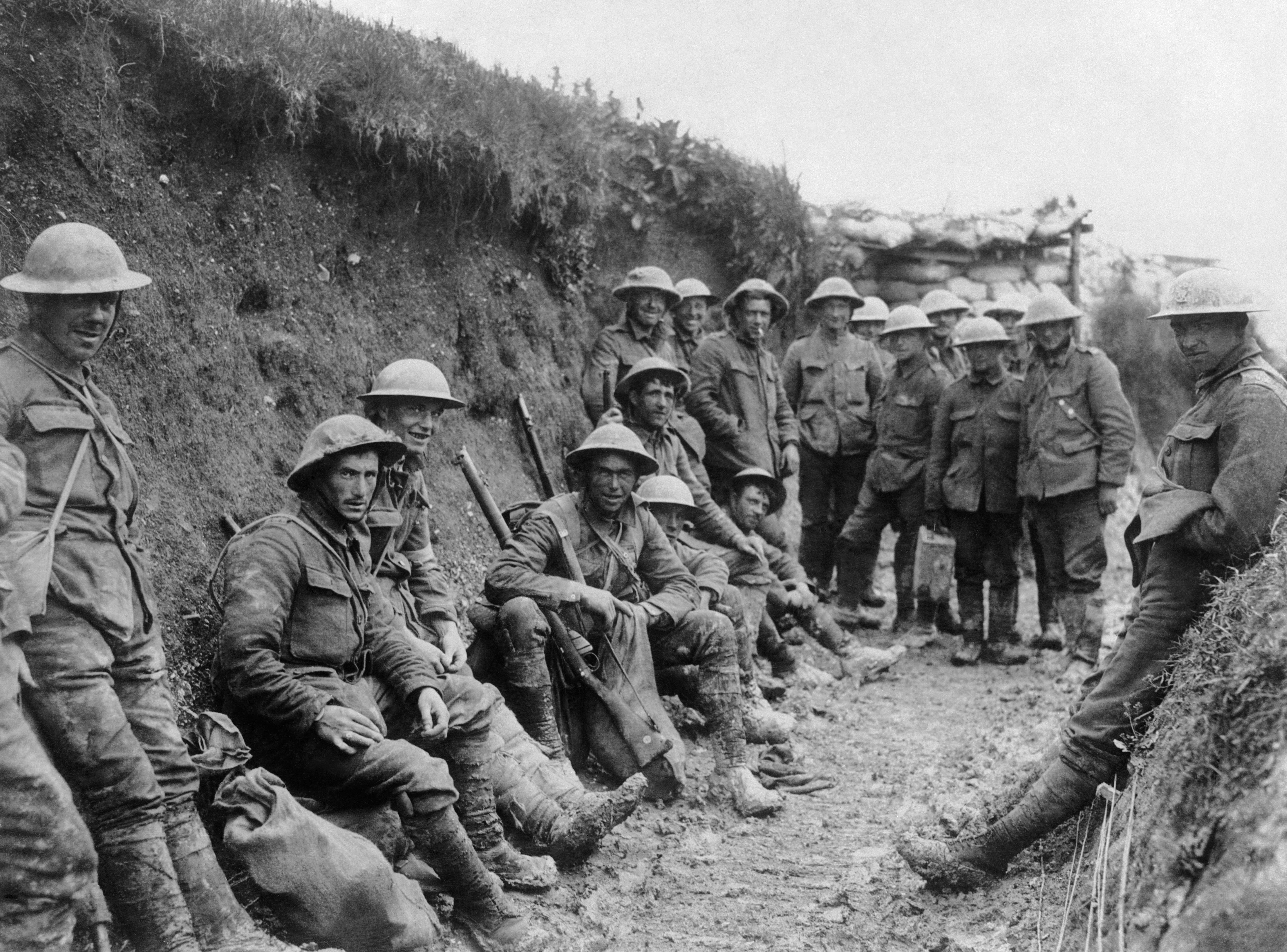
Infantería de los Rifles Reales de Irlanda durante la batalla del Somme. Más de 885 000 soldados británicos perdieron la vida en los campos de batalla de la Primera Guerra Mundial.

El Reino Unido formó parte con Estados Unidos, la Unión Soviética y Francia de entre los aliados de la Segunda Guerra Mundial. Tras la derrota de sus aliados europeos en el primer año de la guerra, el ejército británico continuó la lucha contra Alemania en una campaña aérea conocida como la batalla de Inglaterra. Después de la victoria, el país fue una de las tres grandes potencias que se reunieron para planificar el mundo de la posguerra. La Segunda Guerra Mundial dejó la economía nacional dañada. Sin embargo, gracias a la ayuda del plan Marshall y a los costosos préstamos obtenidos de los Estados Unidos y Canadá, la nación comenzó el camino de la recuperación.

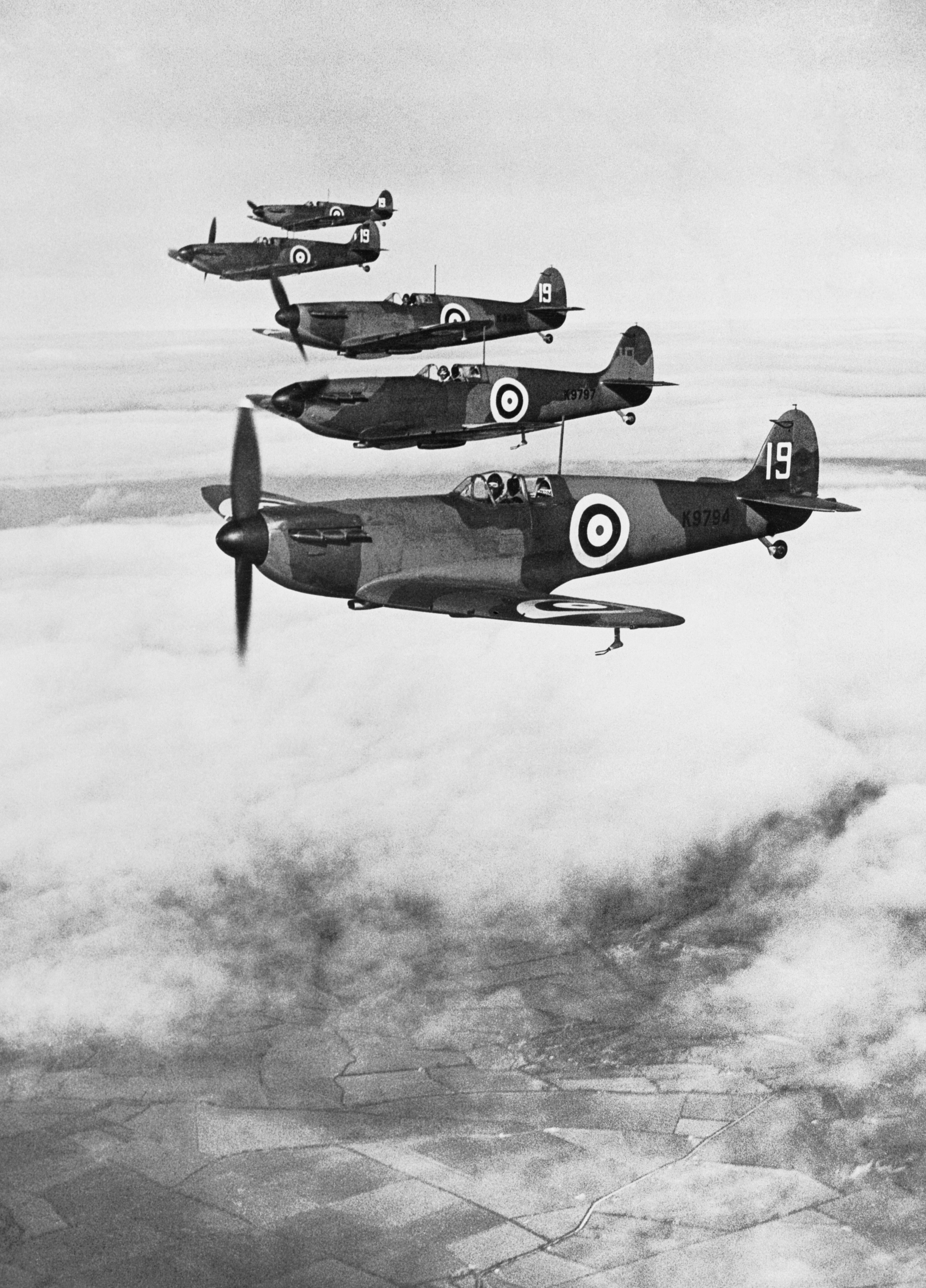
La batalla de Inglaterra terminó con el avance alemán en Europa Occidental.

### Desde 1945
Los años inmediatos a la posguerra vieron el establecimiento del estado del bienestar, incluyendo uno de los primeros y más grandes servicios de salud pública del mundo. Los cambios en la política del gobierno también atrajeron a personas de toda la Mancomunidad, naciendo un Estado multicultural. A pesar de que los nuevos límites del papel político británico fueron confirmados por la Crisis de Suez de 1956, la propagación internacional del idioma inglés significó la influencia permanente de su literatura y su cultura, mientras que desde la década de 1960, su cultura popular también comenzó a tener gran influencia en el extranjero.Tras un período de desaceleración económica mundial y los conflictos industriales de la década de 1970, el siguiente decenio vio la sustancial afluencia de ingresos obtenidos por la venta del petróleo del mar del Norte y el crecimiento económico. El mandato de Margaret Thatcher marcó un cambio significativo en la dirección del consenso político y económico de la posguerra; un camino que desde 1997 siguieron los gobiernos laboristas de Tony Blair y Gordon Brown. 

En 1982, hubo una breve guerra contra Argentina en las Malvinas que concluyó con victoria británica. En los años 80 hubo varias tragedias en estadios de fútbol provocadas, entre otros motivos por el apogeo del fenómeno hooligan, como la Tragedia de Heysel, la Tragedia de Valley Parade y la Tragedia de Hillsborough. En 1988, la plataforma petrolífera Piper Alpha, situada en el Mar del Norte, explotó y murieron 167 personas. Ese mismo año sucedió el atentado terrorista más sangriento cometido en Europa, cuando una bomba estalló en el interior del vuelo 103 de Pan Am y mató a 270 personas.

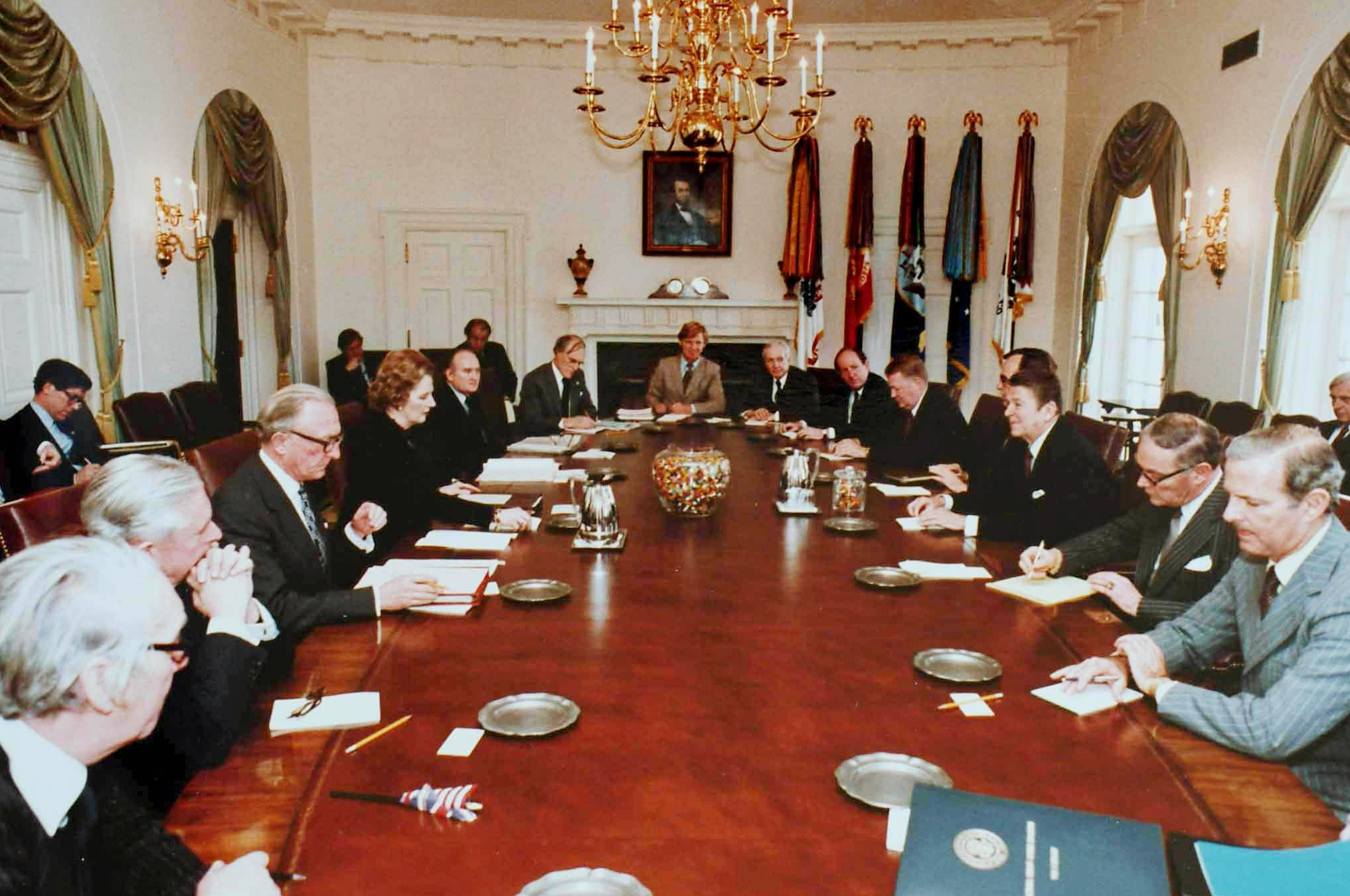
Los ministros de Margaret Thatcher (1979-1990) apodada «la Dama de Hierro», en una reunión conjunta con el gabinete de Ronald Reagan en la Casa Blanca, 1981.

El Reino Unido fue uno de los doce miembros fundadores de la Unión Europea en su inicio en 1992 con la firma del Tratado de Maastricht. Con anterioridad, desde 1973 había sido miembro de la precursora de la Unión Europea, la Comunidad Económica Europea (CEE). El fin del siglo XX vio cambios importantes en el gobierno británico, con el establecimiento de las administraciones descentralizadas conferidas para Irlanda del Norte, Escocia y Gales.
El 16 de septiembre de 1992 se produjo el episodio llamado "miércoles negro" cuando unos especuladores financieros, entre otros, George Soros, apostaron contra la libra esterlina provocando unas perdidas multimillonarias al estado inglés, el colapso del Banco de Inglaterra y obligando a este a retirarse del Mecanismo Europeo de Cambio de divisas.
En 1997 Reino Unido transfiere la soberanía de Hong Kong a China. Ese mismo año la muerte de la princesa Diana de Gales en un accidente automovilístico conmociona a todo el país. En 1998, tras casi dos años de negociaciones, se firmó el acuerdo de Viernes Santo Para dicho acuerdo actuó como mediador el entonces presidente estadounidense Bill Clinton, consumándose el proceso de paz en Irlanda del Norte y alto el fuego del grupo terrorista IRA, poniendo fin al conflicto de Irlanda del Norte (llamado por los ingleses The Troubles es decir, Los Problemas).

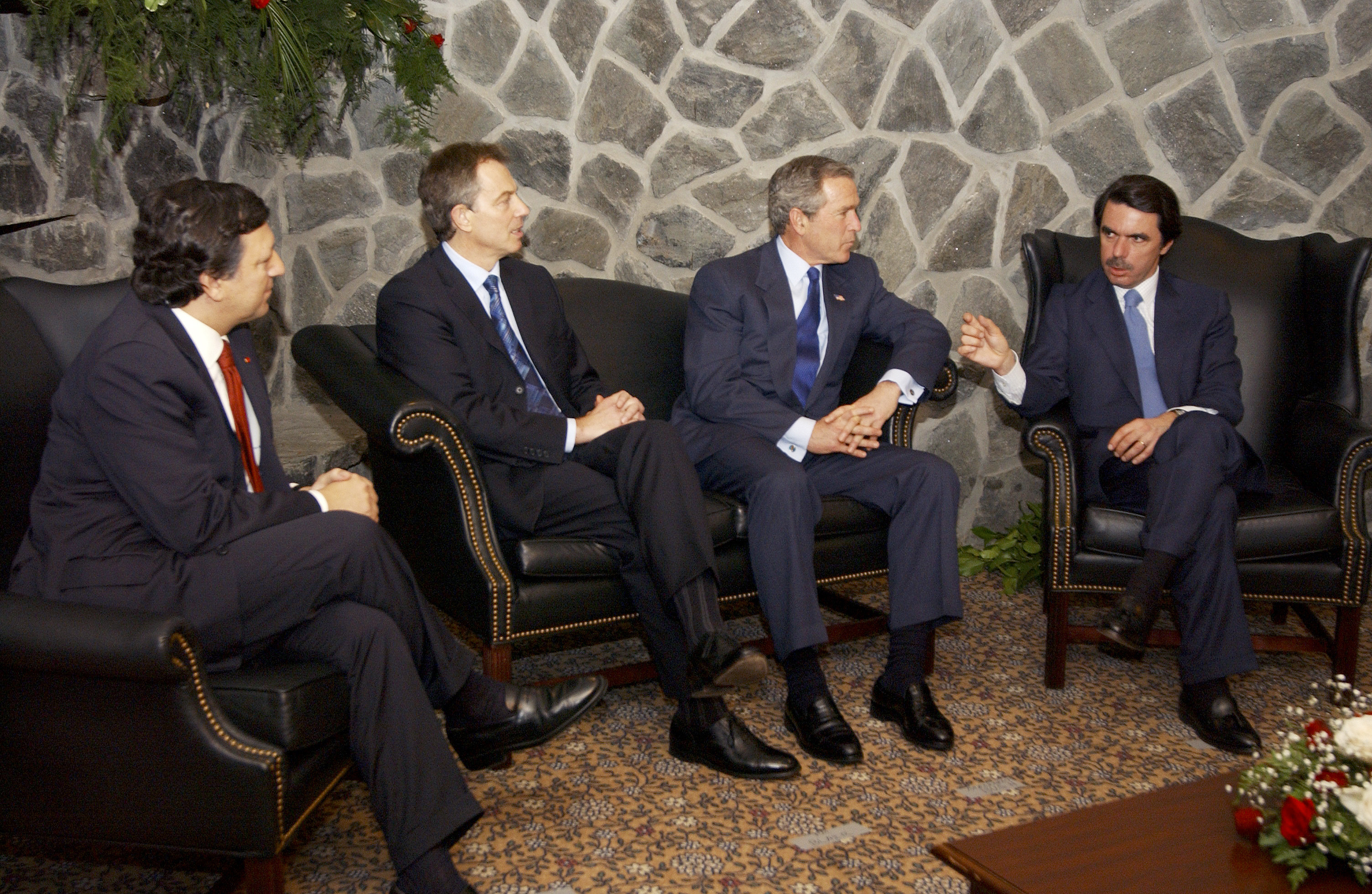
José Manuel Durão Barroso, Tony Blair, George W. Bush y José María Aznar en la Cumbre de las Azores, en 2003.

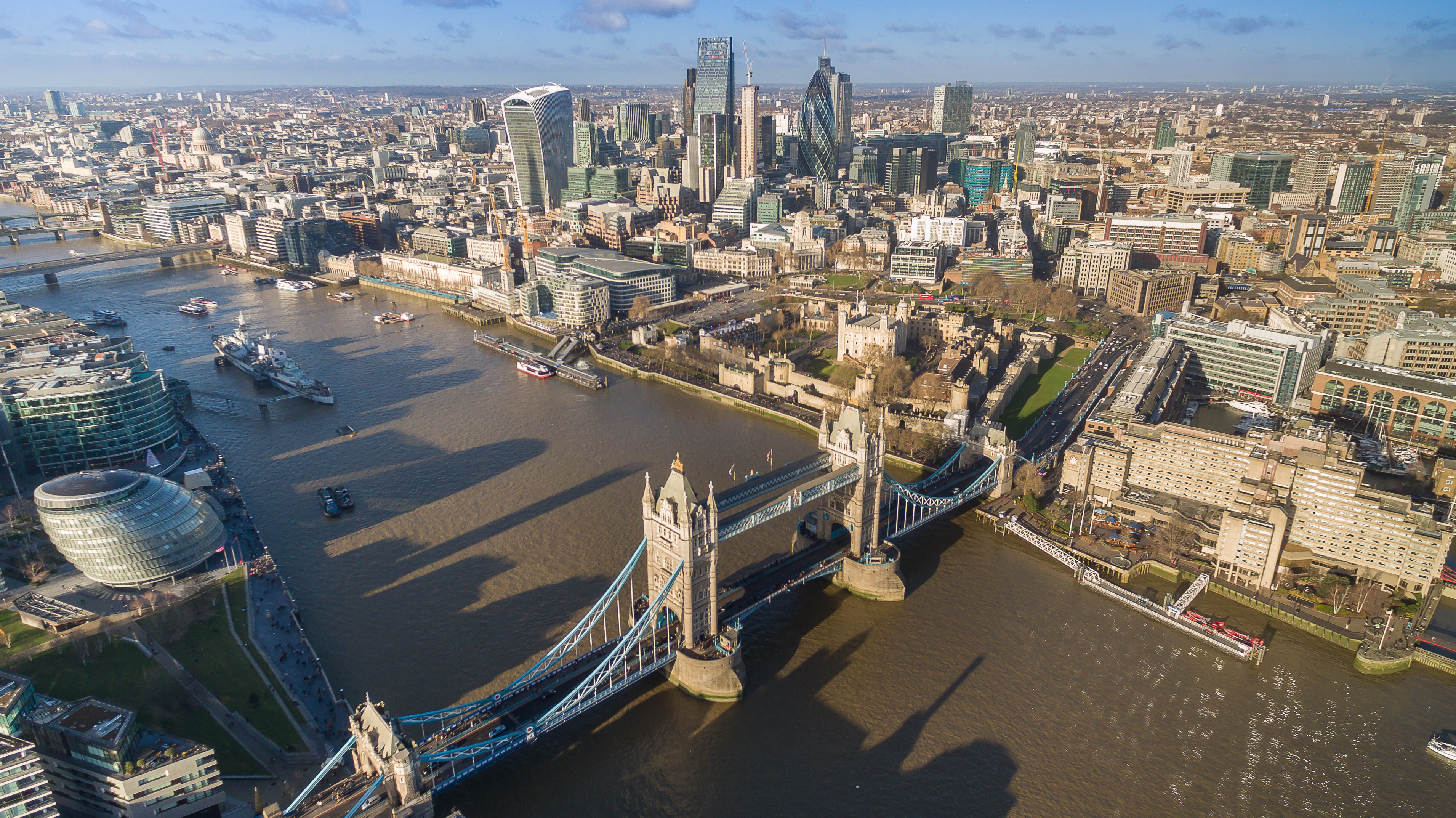
Imagen aérea de Londres tomada a principios del 2017.

La política exterior durante el gobierno de Tony Blair (1997-2007) fue de un estrecho alineamiento con los Estados Unidos. Tras la participación del Reino Unido en la Operación Libertad Duradera en Afganistán iniciada en 2001, Blair tomo parte de la cumbre de las Azores en 2003 donde se adoptó la decisión de lanzar un ultimátum de 24 horas al régimen iraquí encabezado por Saddam Hussein para su desarme. Este ultimátum finalmente desembocó en la invasión de Irak (Operación Libertad Iraquí) en 2003.
El terrorismo islámico golpeó Londres el 7 de julio de 2005 provocando 56 muertos y más de 700 heridos, el día siguiente de que Londres fuera la sede elegida para albergar los Juegos Olímpicos de Londres 2012.
La crisis financiera de 2008 afectó severamente la economía británica. Dos años después, los laboristas de Gordon Brown pierden las elecciones y asciende el gobierno conservador encabezado por David Cameron, que introdujo nuevas medidas de austeridad destinadas a hacer frente a los déficits públicos sustanciales que se dieron durante el período de crisis. En 2014, el Gobierno escocés celebró un referéndum para la independencia de Escocia en septiembre de ese año, siendo rechazada la propuesta de independencia con un 55% de los votos. El 9 de septiembre del año 2015, la reina Isabel II se convirtió en la monarca con más tiempo de reinado en el país, habiendo superado así a su propia tatarabuela, la reina Victoria I.
En junio de 2016 se celebró un referéndum sobre la permanencia del Reino Unido en la Unión Europea con un 51,9% de votos a favor de dejar la entidad europea, proceso que podría demandar hasta dos años y que inició oficialmente el 29 de marzo de 2017, el partido (UKIP en inglés) entonces liderado por Nigel Farage fueron los impulsores de la causa que sería conocida como Brexit. Como parte de la coalición antiyihadista en la guerra contra el Estado Islámico, el Reino Unido volvió a ser golpeado ese año por el terrorismo en ciudades como Londres y Mánchester.
El 1 de enero de 2020 se hizo efectivo el Brexit, la salida del Reino Unido de la Unión Europea. El 8 de septiembre de 2022 falleció la reina Isabel II, convirtiéndose en rey Carlos III.

## Gobierno y política

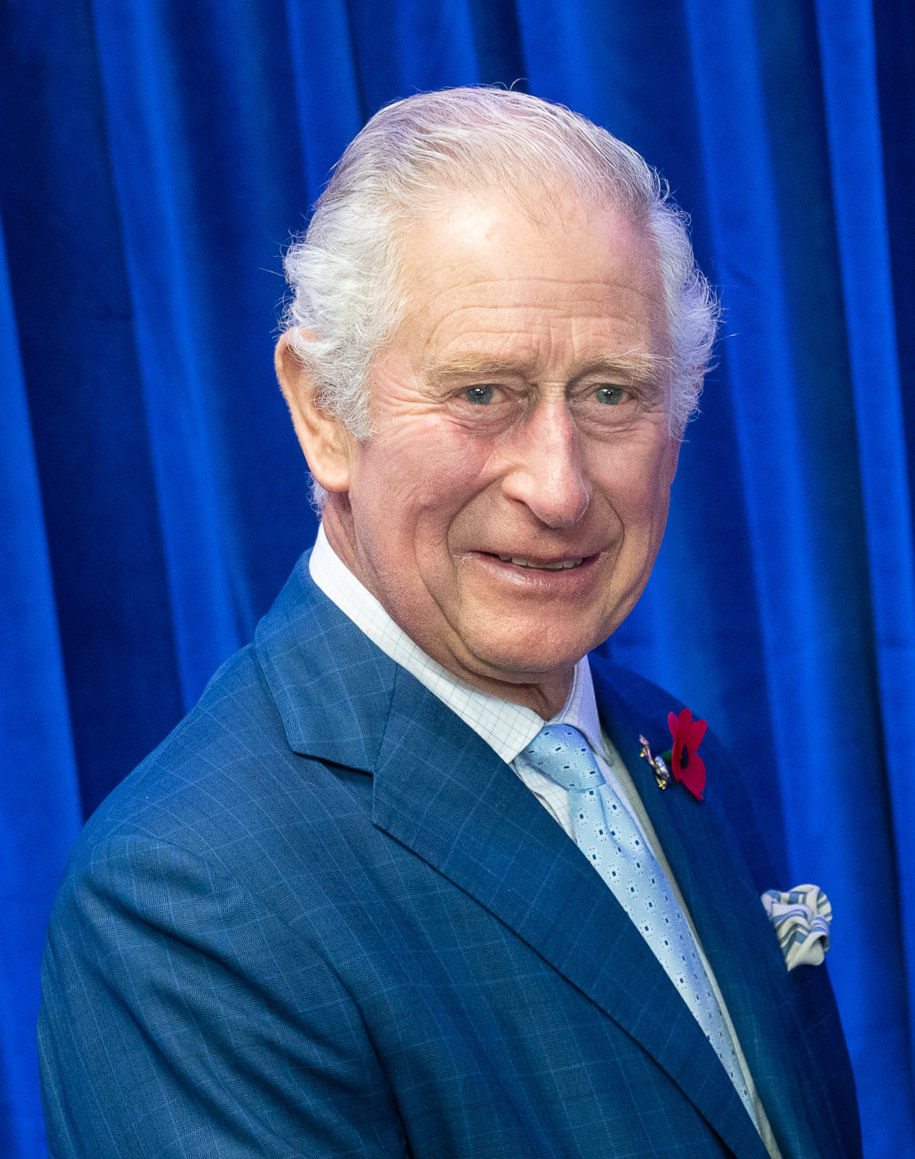
Carlos III, rey del Reino Unido y de sus Dominios de Ultramar

El Reino Unido es una monarquía parlamentaria cuyo jefe de Estado es Carlos III. Asimismo, es el jefe de Estado de los quince países que, en el marco de la Mancomunidad de Naciones, constituyen monarquías independientes, situando al Reino Unido en una unión personal con aquellas naciones. El rey tiene la soberanía sobre las dependencias de la Corona, la isla de Man y los bailiazgos de Jersey y Guernsey. Estos no forman parte del Reino Unido, aunque el Gobierno británico gestiona sus relaciones exteriores y la defensa, además de que el parlamento tiene autoridad para legislar en su nombre.
El Reino Unido no tiene un documento que sirva como constitución totalmente definida, algo que solo ocurre en otros dos países del mundo, Israel y Nueva Zelanda. La constitución del Reino Unido, por lo tanto, consiste principalmente en una colección de diferentes fuentes escritas, incluyendo leyes, estatutos, jurisprudencias y tratados internacionales. Como no hay ninguna diferencia técnica entre los estatutos ordinarios y la "ley constitucional", el parlamento puede realizar una "reforma constitucional" por el simple hecho de aprobar una ley, y en consecuencia, tiene el poder para cambiar o suprimir casi cualquier elemento escrito o no escrito de la constitución. Sin embargo, existen ciertas limitaciones para la aprobación de las leyes, por ejemplo, ninguna legislatura puede crear leyes que no se puedan cambiar en un futuro.
El Reino Unido cuenta con un gobierno parlamentario, basado en el sistema Westminster, el cual ha sido emulado alrededor del mundo, uno de los legados del Imperio británico. El parlamento del Reino Unido, que se reúne en el Palacio de Westminster tiene dos cámaras: la Cámara de los Comunes (elegida por el pueblo) y la Cámara de los Lores. Cualquier ley aprobada por el parlamento requiere el consentimiento real para convertirse en ley. El hecho de que el parlamento descentralizado en Escocia y las asambleas en Irlanda del Norte y Gales no sean órganos soberanos y puedan ser abolidos por el parlamento británico, hace que este último sea el órgano legislativo más importante en el país.
El puesto del jefe de Gobierno del Reino Unido, el primer ministro, lo ocupa el miembro del parlamento que obtiene la mayoría de votos en la Cámara de los Comunes, por lo general es el líder del partido político con más asientos en dicha cámara. El primer ministro y el gabinete son nombrados por el monarca para formar el "Gobierno de Su Majestad", aunque el primer ministro elige al Consejo de Ministros, y por convención, el monarca respeta su elección.

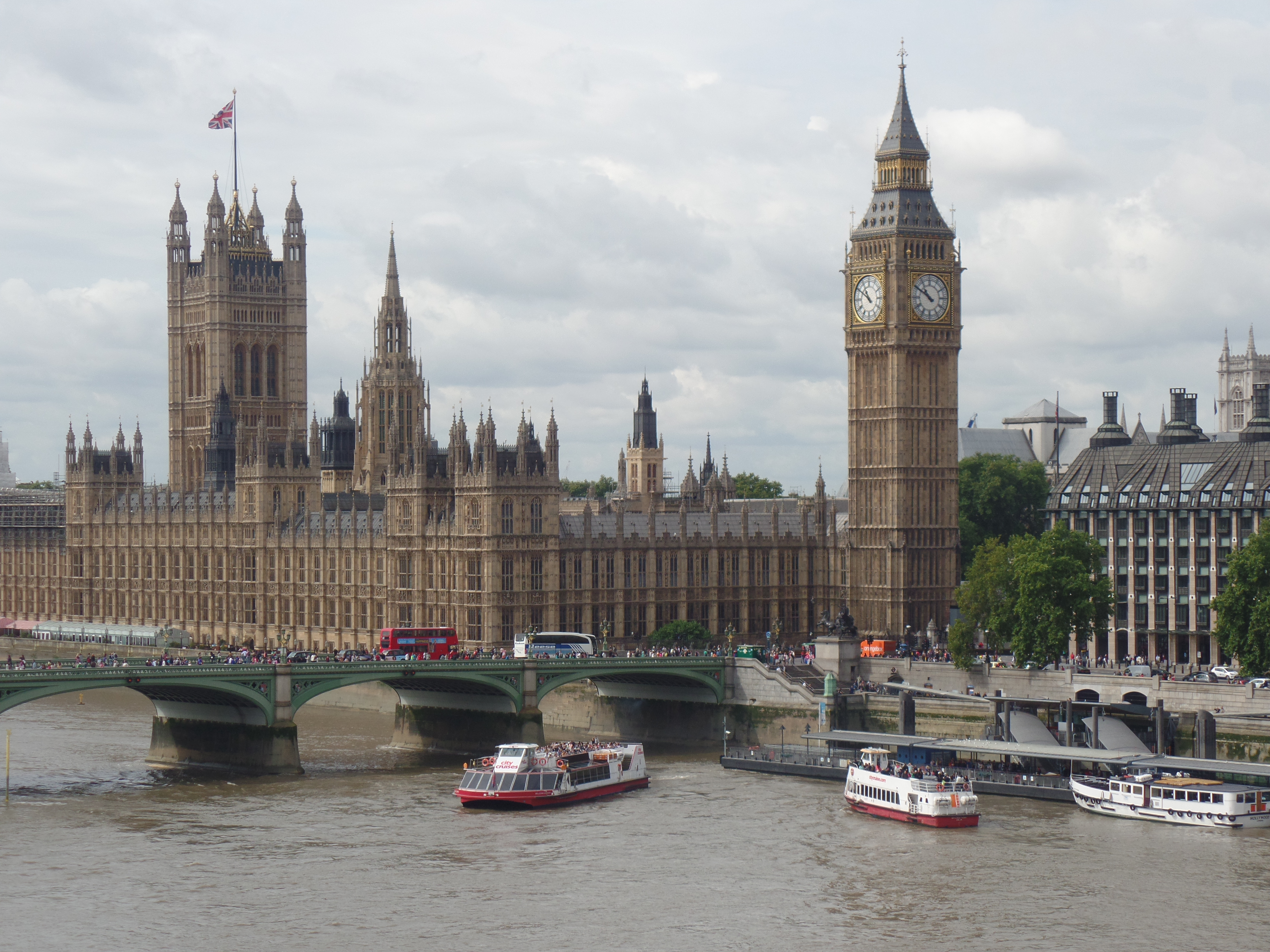
El Palacio de Westminster, sede de las dos Cámaras del Parlamento del Reino Unido: la Cámara de los Lores y la Cámara de los Comunes

Tradicionalmente, el gabinete se conforma de miembros del mismo partido del primer ministro de ambas cámaras legislativas, en su mayoría de la Cámara de los Comunes. El poder ejecutivo es ejercido en nivel administrativo político por el primer ministro y el gabinete, quienes hacen su juramento delante del rey y siendo éste primero parte del Consejo Privado, de tal modo que se convierten en Ministros de la Corona. En las elecciones de 2010, el líder del Partido Conservador, David Cameron, puso fin a los trece años del mandato laborista y asumió el papel de primer ministro. Cameron pudo repetir este éxito en las elecciones generales de 2015, en donde el Partido Conservador obtuvo mayoría absoluta.
Las elecciones generales son convocadas por el monarca. Aunque no existe ningún plazo mínimo para ocupar un puesto en el parlamento, la Ley del Parlamento de 1911 exige que se debe llamar a una nueva elección dentro del plazo de cinco años después de las elecciones anteriores. Anteriormente, para las elecciones a la Cámara de los Comunes, el territorio nacional se dividía en 646 distritos electorales, con 529 en Inglaterra, 18 en Irlanda del Norte, 59 en Escocia y 40 en Gales; este número aumentó a 650 en las elecciones generales del 2010. Cada distrito electoral elige a un miembro del parlamento por mayoría simple.
El Partido Conservador, el Partido Laborista y el Partido Nacional Escocés (el cual se presenta solo en Escocia), son los principales partidos políticos; en las elecciones generales de 2015 ganaron 619 de los 650 escaños disponibles en la Cámara de los Comunes. La mayoría de los escaños restantes fueron ganados por partidos que, al igual que el Partido Nacional Escocés, solo compiten en una parte del país, como el Partido de Gales (solo en Gales), el Partido Unionista Democrático, el Partido Socialdemócrata y Laborista, el Partido Unionista del Úlster y el Sinn Féin (solo en Irlanda del Norte, aunque el Sinn Féin también compite en las elecciones en Irlanda), además de los Liberal Demócratas (los cuales se presentan a nivel nacional y obtuvieron 8 escaños). Para las elecciones al Parlamento Europeo, el Reino Unido tiene actualmente 72 diputados elegidos por voto en bloque. Las dudas sobre la verdadera soberanía de cada nación constitutiva surgieron tras la adhesión del Reino Unido a la Unión Europea.
El país no tiene un sistema jurídico único, ya que fue creado por la unión política de los países anteriormente independientes y el artículo 19 del Tratado de la Unión de 1707 garantiza la existencia por separado del sistema legal escocés. Hoy en día, el país tiene tres diferentes sistemas jurídicos: el derecho de Inglaterra, el derecho de Irlanda del Norte y la ley escocesa. En octubre de 2009, los recientes cambios constitucionales trajeron consigo la creación de una nueva Corte Suprema para asumir las funciones de apelación de la Comisión de Apelación de la Cámara de los Lores. El Comité Judicial del Consejo Privado es el tribunal de apelación más alto para varios países independientes de la Mancomunidad, los territorios de ultramar y las dependencias de la Corona británica.

### Relaciones exteriores

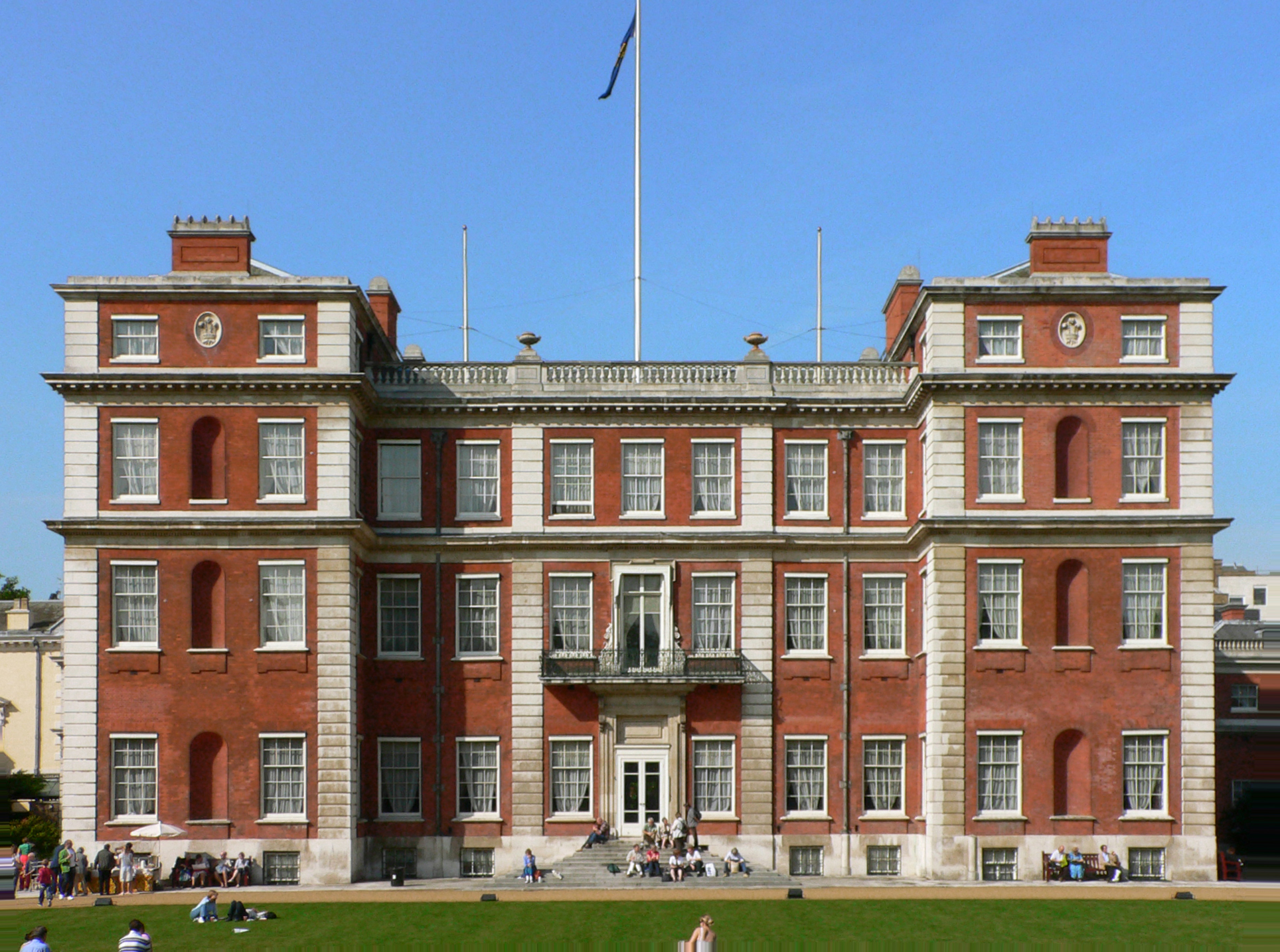
Marlborough House, en Londres, es el edificio sede de la Mancomunidad de Naciones

El Reino Unido pertenece a varias organizaciones internacionales como lo son la Organización de las Naciones Unidas, la Mancomunidad de Naciones, el G-8, el G-7, el G-20, la Organización del Tratado del Atlántico Norte, la Organización para la Cooperación y el Desarrollo Económico, la Organización Mundial del Comercio, el Consejo de Europa, la Organización para la Seguridad y la Cooperación en Europa. Además es uno de los miembros permanentes del Consejo de Seguridad de Naciones Unidas con derecho de veto.
Este abandonó definitivamente la Unión Europea el 31 de enero de 2020, lo que lo convirtió en frontera exterior de la misma.
Este proceso, conocido popularmente como Brexit, estaba previsto que culminara en mayo de 2019. Sin embargo, debido a sucesivas ampliaciones a lo largo del año, por falta de acuerdo en el Parlamento Británico, fue efectiva a inicios de 2020.
La alianza más notable entre el Reino Unido con otro país es su "relación especial" con los Estados Unidos, aunque también mantiene relaciones estrechas con varios miembros de la Unión Europea, de la OTAN, de la Mancomunidad y con otros países poderosos como Japón. La presencia global y la influencia británica se amplifican aún más a través de sus relaciones comerciales, su ayuda oficial al desarrollo y sus fuerzas armadas, que mantienen cerca de ochenta instalaciones militares y otras implementaciones alrededor del mundo.

### Fuerzas armadas

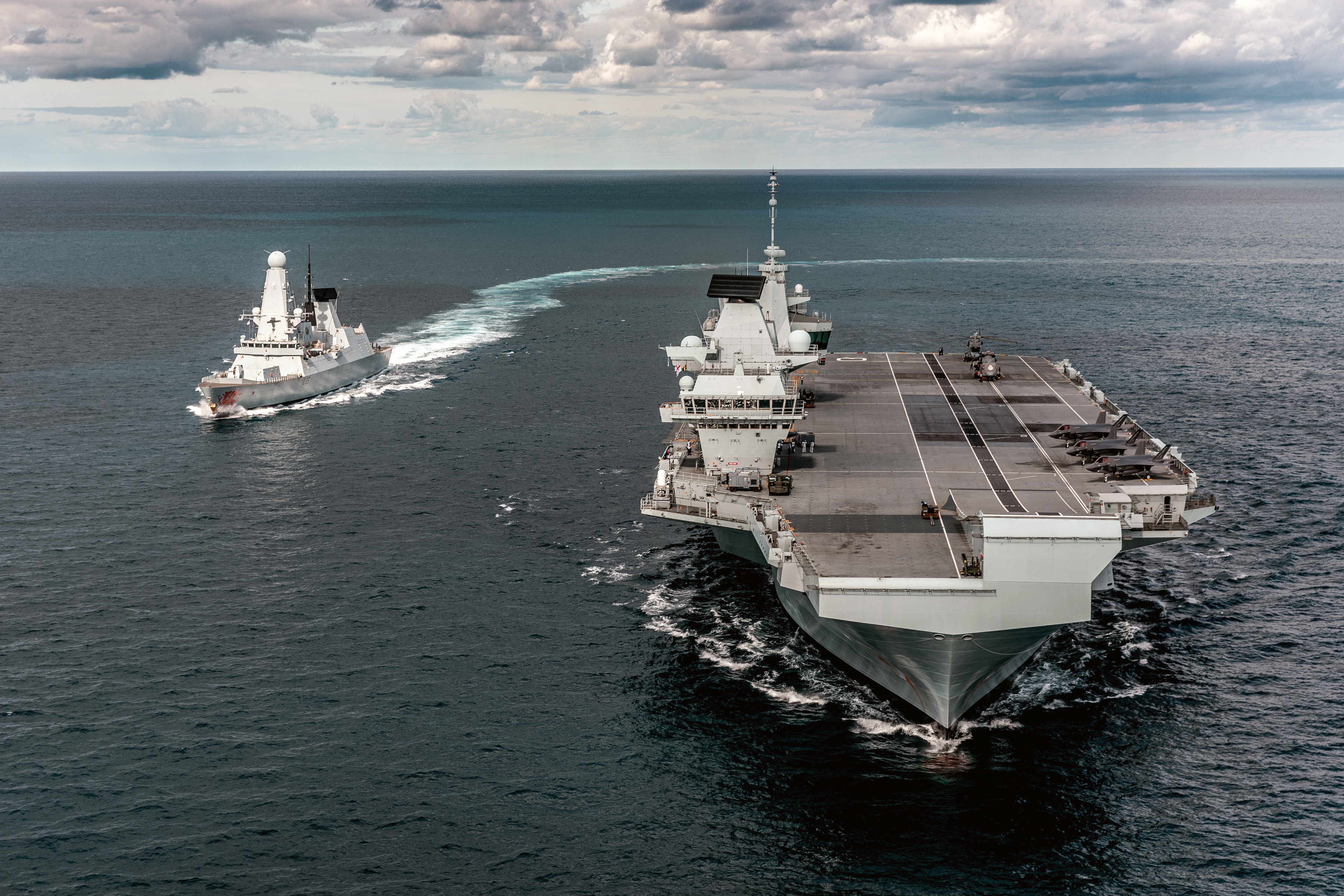
HMS Queen Elizabeth y HMS Dragon de la Marina Real. Queen Elizabeth es un gran portaviones con Lockheed Martin F-35 Lightning II, aviones de combate polivalente de quinta generación. Dragon es un Destructor Tipo 45.

El Ejército, la Marina Real y la Real Fuerza Aérea británica se conocen colectivamente como las Fuerzas Armadas británicas. Las tres fuerzas son administradas por el Ministerio de Defensa y controladas por el Consejo de Defensa, presidido por el secretario de Estado para la Defensa. Las tropas británicas son unas de las que cuentan con un mejor entrenamiento, además de ser las más avanzadas tecnológicamente. Según diversas fuentes, incluyendo el Ministerio de Defensa, el Reino Unido tiene el tercer o cuarto presupuesto más alto para gastos militares a nivel internacional, a pesar de contar solo con el 25.º ejército más grande en términos de personal. Actualmente, el gasto total en defensa representa el 2,5 % del PIB.
La Marina Real es una flota de agua azul, una de las tres que sobreviven, junto con la Marina Nacional francesa y la Armada de los Estados Unidos. El 3 de julio de 2008, el Ministerio de Defensa firmó varios acuerdos con un valor de 3,2 millones de £ para construir dos nuevos portaaviones. El Reino Unido es uno de los de cinco países (junto con Estados Unidos, China, Rusia y Francia) que puede estar en posesión de armas nucleares, utilizando un submarino de clase Vanguard, que cuenta con el sistema de misiles balísticos de Trident II D5.

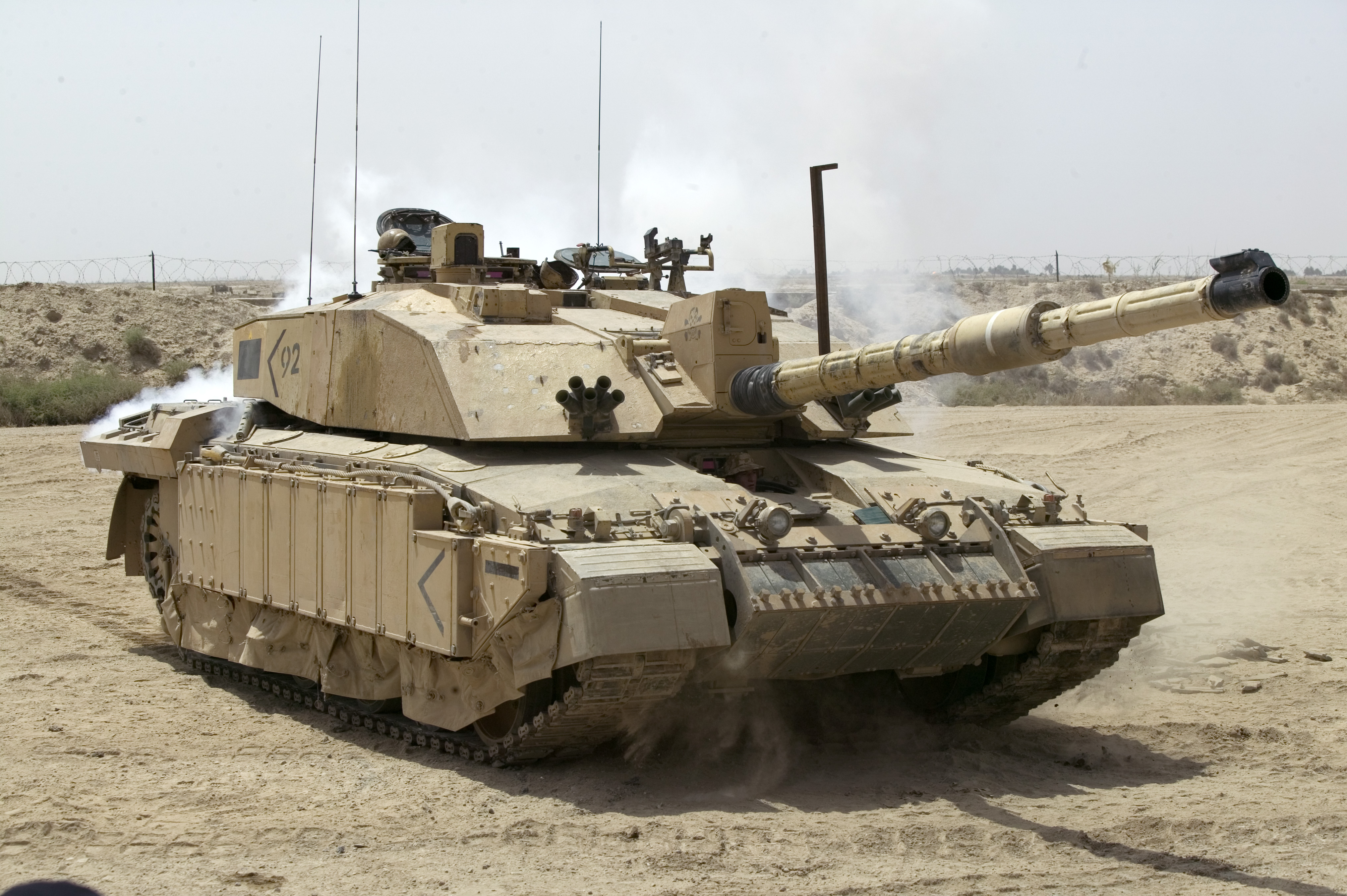
Carro de combate Challenger 2

Entre las principales funciones de las Fuerzas Armadas británicas se encuentran la protección y defensa del Reino Unido y sus territorios de ultramar, la promoción de los intereses de seguridad global y el apoyo a los esfuerzos internacionales por mantener la paz. Además, son participantes activos y regulares en la OTAN, la ONU y en otros organismos internacionales que buscan la resolución pacífica de los conflictos. Existen varias guarniciones de ultramar e instalaciones del ejército británico alrededor del mundo, principalmente en la Isla Ascensión, Belice, Brunéi, Canadá, Diego García, las Islas Malvinas/Falkland, Alemania, Gibraltar, Kenia, Chipre y Catar.
En 2010, el Ejército Británico reportó que contaba con 197 840 militantes. Aparte, están los cuerpos de las Fuerzas Especiales del Reino Unido, las Fuerzas de Reserva y las Fuerzas de Auxilio Real. Con esto, la cifra de soldados se eleva a 435 500, incluyendo al personal activo y de reserva. A pesar de las capacidades militares del Reino Unido, una política reciente sobre cuestiones de defensa asume que "las operaciones más exigentes" podrían llevarse a cabo como parte de una coalición. Dejando a un lado la intervención en Sierra Leona, las operaciones en Bosnia y Herzegovina, Kosovo, Afganistán e Irak pueden ser tomadas como precedentes de esta política. De hecho, la última guerra en la que el Ejército Británico luchó por su propia cuenta fue durante la guerra de las Malvinas en 1982, en la que derrotó al Ejército Argentino.

### Derechos humanos
En materia de derechos humanos, respecto a la pertenencia a los siete organismos de la Carta Internacional de Derechos Humanos, que incluyen al Comité de Derechos Humanos (HRC), Reino Unido ha firmado o ratificado:
| Reino Unido | Tratados internacionales | Tratados internacionales  | Tratados internacionales | Tratados internacionales  | Tratados internacionales | Tratados internacionales | Tratados internacionales  | Tratados internacionales | Tratados internacionales | Tratados internacionales | Tratados internacionales | Tratados internacionales | Tratados internacionales | Tratados internacionales | Tratados internacionales | Tratados internacionales  | Tratados internacionales | Tratados internacionales |
| --- | ------------------------ | ------------------------- | ------------------------ | ------------------------- | ------------------------ | ------------------------ | ------------------------- | ------------------------ | --- | ------------------------ | ------------------------ | ------------------------ | ------------------------ | ------------------------ | ------------------------ | ------------------------- | ------------------------ | ------------------------ |
| Reino Unido | CESCR                    | CESCR                     | CCPR                     | CCPR                      | CCPR                     | CERD                     | CED                       | CEDAW                    | CEDAW | CAT                      | CAT                      | CRC                      | CRC                      | CRC                      | CRC                      | MWC                       | CRPD                     | CRPD                     |
| Reino Unido | CESCR                    | CESCR-OP                  | CCPR                     | CCPR-OP1                  | CCPR-OP2-DP              | CERD                     | CED                       | CEDAW                    | CEDAW-OP | CAT                      | CAT-OP                   | CRC                      | CRC-OP-AC                | CRC-OP-SC                | CRC-OP-CP                | MWC                       | CRPD                     | CRPD-OP                  |
| Pertenencia | Firmado y ratificado.    | Ni firmado ni ratificado. | Firmado y ratificado.    | Ni firmado ni ratificado. | Firmado y ratificado.    | Firmado y ratificado.    | Ni firmado ni ratificado. | Firmado y ratificado.    | Reino Unido ha reconocido la competencia de recibir y procesar comunicaciones individuales por parte de los órganos competentes. | Firmado y ratificado.    | Firmado y ratificado.    | Firmado y ratificado.    | Firmado y ratificado.    | Firmado y ratificado.    | Sin información.         | Ni firmado ni ratificado. | Firmado y ratificado.    | Firmado y ratificado.    |
| Firmado y ratificado, firmado, pero no ratificado, ni firmado ni ratificado, sin información, ha accedido a firmar y ratificar el órgano en cuestión, pero también reconoce la competencia de recibir y procesar comunicaciones individuales por parte de los órganos competentes. |                          |                           |                          |                           |                          |                          |                           |                          | |                          |                          |                          |                          |                          |                          |                           |                          |                          |

## Organización territorial

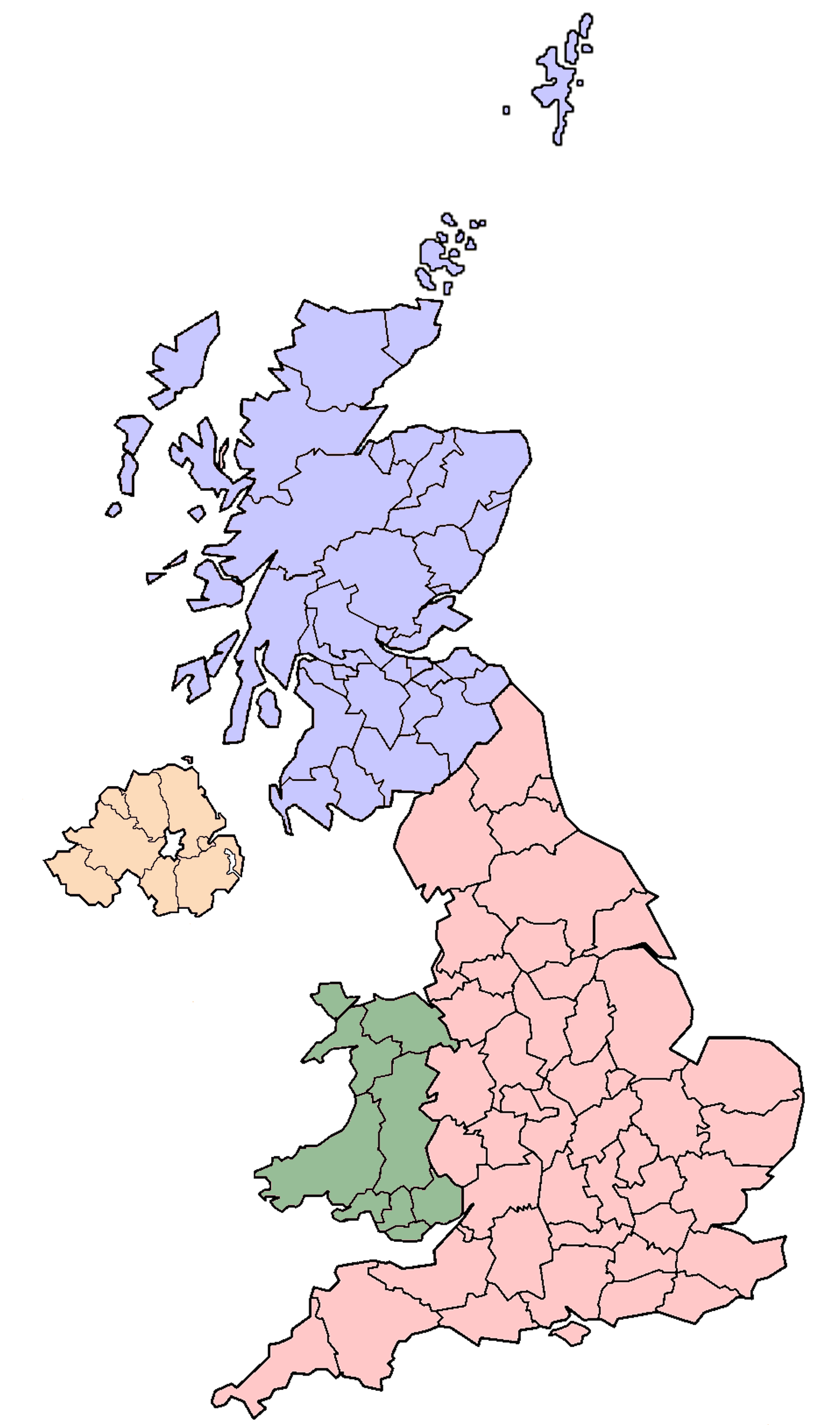
La organización territorial del Reino Unido es compleja y muy variada, ya que cada nación constituyente tiene su propio sistema de demarcación geográfica y administrativa.
Condados ceremoniales de Inglaterra
Condados de Irlanda del Norte
Condados de Escocia
Condados preservados de Gales

La organización territorial del Reino Unido es compleja y muy variada, ya que cada país constituyente tiene su propio sistema de demarcación geográfica y administrativa con orígenes anteriores a la unión entre ellos. En consecuencia, no hay «ninguna unidad administrativa en común entre los integrantes del Reino Unido». Hasta el siglo XIX se realizaron pocos cambios a estas administraciones, pero desde entonces ha habido una evolución constante de su papel y función. El cambio no ocurrió de manera uniforme en las naciones constitutivas, y la devolución del poder sobre la administración local a Escocia, Gales e Irlanda del Norte, hace que sea poco probable que los cambios administrativos futuros sean uniformes.
La organización del gobierno local en Inglaterra es compleja, debido a que la distribución de funciones varía de acuerdo con las disposiciones locales. La legislación local se lleva a cabo por el Parlamento británico y el gobierno del Reino Unido, porque Inglaterra no cuenta con un parlamento descentralizado. El nivel superior de las subdivisiones de Inglaterra son las nueve oficinas regionales de gobierno. Desde 2000, la región de Londres cuenta con una asamblea electa y con un alcalde, después del gran apoyo dado a dicha propuesta en el referéndum de Londres de 1998. Se pretendía que las otras regiones también contaran con su propia asamblea regional, pero el rechazo a esta idea en un referéndum realizado en 2004 en la región Nordeste de Inglaterra detuvo la reforma. Por debajo del nivel de la región, Londres se conforma por 32 municipios y el resto de Inglaterra tiene consejos de distrito y diputaciones o autoridades unitarias. Los concejales son elegidos por sufragio directo, mediante voto sencillo o por bloque.
El gobierno local de Escocia se divide en 32 áreas de consejos, que tienen una amplia variación tanto en tamaño como en población. Las ciudades de Glasgow, Edimburgo, Aberdeen y Dundee son áreas de consejo especiales, así como el área de consejo de Highland, que incluye una tercera parte de la superficie de Escocia, pero solo poco más de 200 000 personas. El poder conferido a las autoridades locales es administrado por los concejales elegidos, que son actualmente 1222. Las elecciones se llevan a cabo por voto único transferible, mediante elecciones en bloque de tres o cuatro concejales. Cada Consejo elige a un Administrador o un Coordinador General para presidir las reuniones del Consejo y para actuar como el representante de la zona. Los concejales están sujetos a un código de conducta impuesto por la Comisión de Normas para Escocia. La organización representante de los funcionarios locales es la Convención de Autoridades Locales Escocesas (COSLA).
Desde 1973, el gobierno local en Irlanda del Norte se organiza en 26 consejos de distrito, en donde se celebran elecciones de voto único transferible, para elegir representantes con poderes limitados a servicios, como ser la recolección de residuos y el mantenimiento de parques y lugares públicos. Sin embargo, el 13 de marzo de 2008, el poder ejecutivo propuso la creación de once consejos nuevos para reemplazar el sistema actual y las próximas elecciones locales se postergarán hasta el 2011 para facilitar este proceso.
Por último, el gobierno local en Gales consta de 22 autoridades unitarias, incluyendo las ciudades de Cardiff, Swansea y Newport, que son autoridades unitarias independientes. Las elecciones se celebran cada cuatro años por sufragio directo. La Asociación del Gobierno Local de Gales representa a los intereses de las autoridades locales galesas.

### Territorios de ultramar y dependencias de la Corona

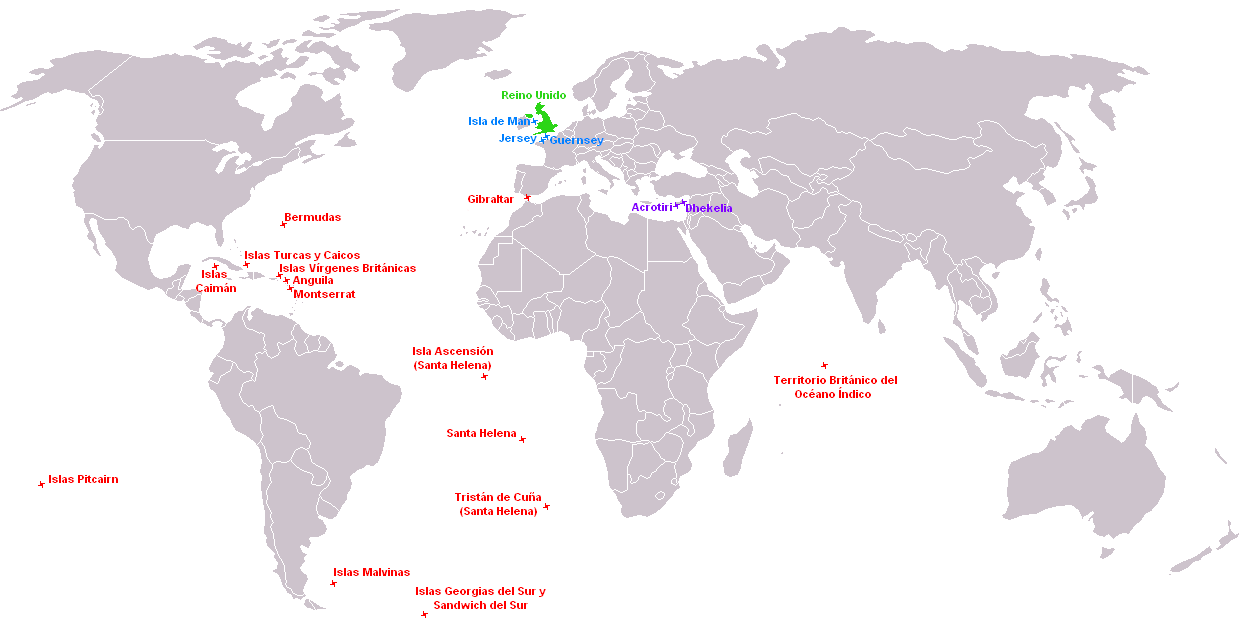
Territorios británicos de ultramar.
Reino Unido.
Dependencias de la Corona.
Bases Soberanas.

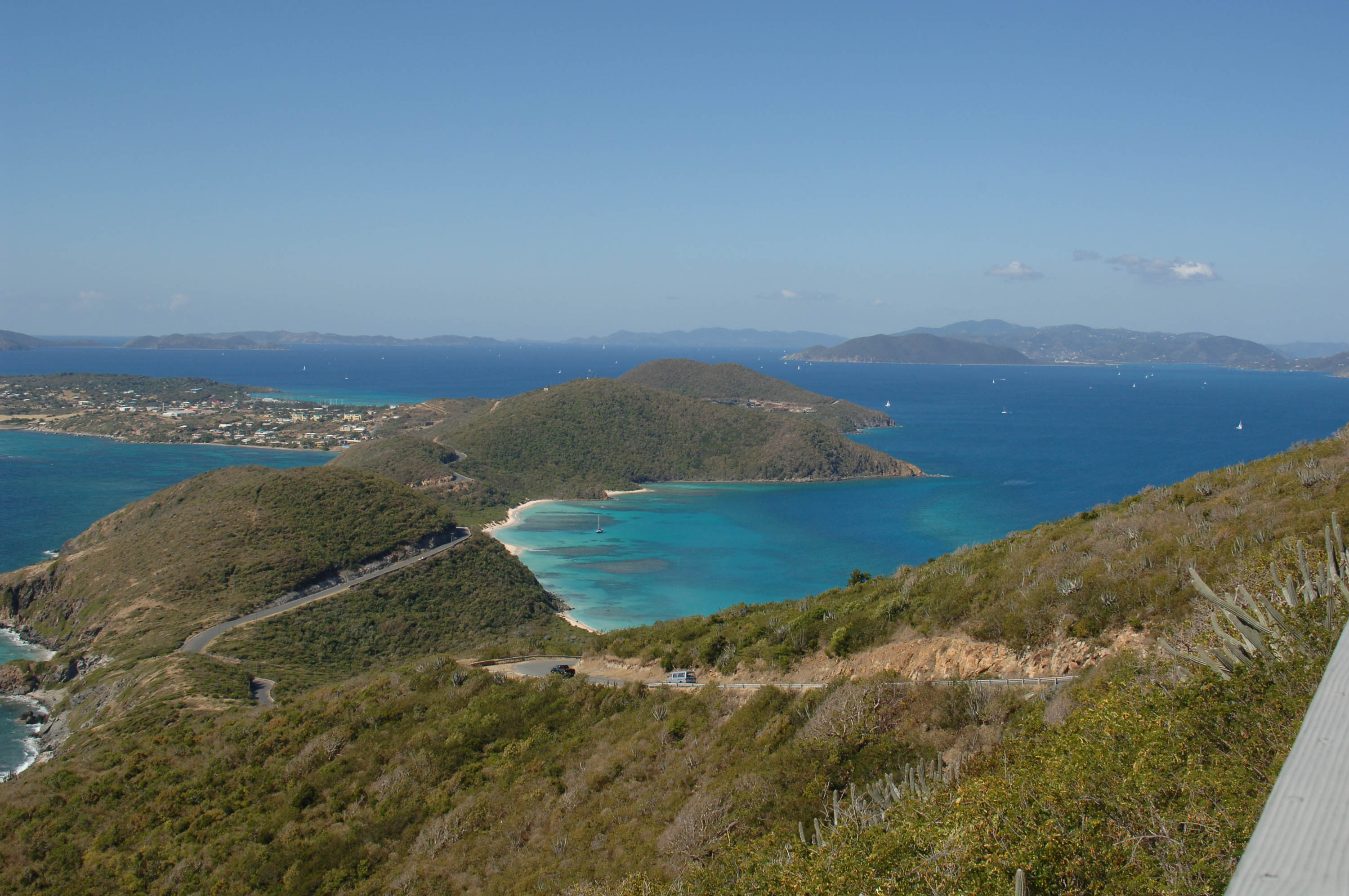
Islas Vírgenes Británicas

Los territorios británicos de ultramar son catorce territorios dependientes del Reino Unido, pero que no conforman parte de él. Principalmente, se trata de pequeñas islas poco pobladas que representan los vestigios del antiguo Imperio británico. Juntos, representan un área que supera los 1 728 000 km² y una población de aproximadamente 260 000 personas. Sin embargo, el más extenso de ellos (1 709 400 km², equivalente al 98,9% de los territorios de ultramar) es el Territorio Antártico Británico, que solo es reconocido por otros cuatro países, mientras que la mayoría de los signatarios del Tratado Antártico. no reconocen soberanía británica sobre ese territorio y lo tratan apenas como una reclamación británica, mientras que otros dos países firmantes, Chile y Argentina, tienen sus propias reclamaciones. El territorio antártico reivindicado por Reino Unido se superpone parcialmente con el área reclamada por Chile (Territorio Chileno Antártico) y totalmente con la reclamada por Argentina (Antártida Argentina), al punto que este desacuerdo llevó a tensiones diplomáticas, presiones e incidentes (como el de isla Decepción o el de Bahía Esperanza) en años anteriores a la firma del tratado, que pospone la resolución del asunto.
Las dependencias de la Corona británica son tres territorios semidependientes del monarca del Reino Unido, pero que tampoco forman parte del país. A diferencia de los territorios de ultramar, la legislación y otros asuntos de interés local corresponden a una asamblea legislativa local; además, los tratados internacionales y las normas de carácter nacional solo son aplicadas si esta asamblea las aprueba. Estas dependencias ocupan cerca de 779 km² y tienen una población de más de 235 700 habitantes.
Territorios británicos de ultramar
- Acrotiri y Dhekelia
- Anguila
- Bermudas
- Gibraltar
- Islas Caimán
- Islas Pitcairn
- Islas Turcas y Caicos
- Islas Vírgenes Británicas
- Montserrat
- Santa Elena, Ascensión y Tristán de Acuña
- Territorio Antártico Británico
- Territorio Británico del Océano Índico
- Territorio británico de ultramar de las Islas Georgias del Sur y Sandwich del Sur
- Islas Malvinas (territorio británico de ultramar)

Dependencia de la Corona británica
- Guernsey
- Isla de Man
- Jersey

## Geografía

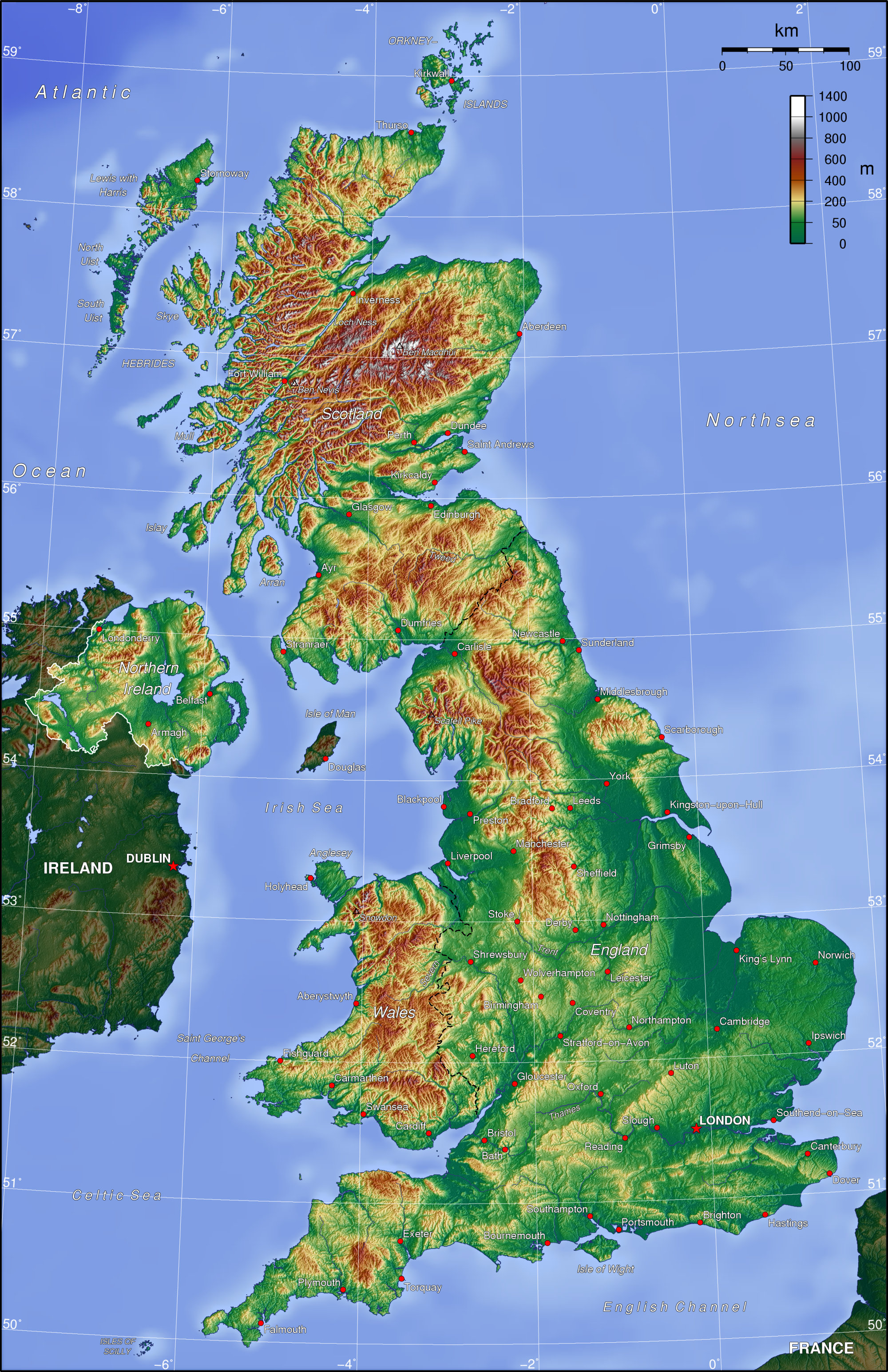
Mapa topográfico del Reino Unido.

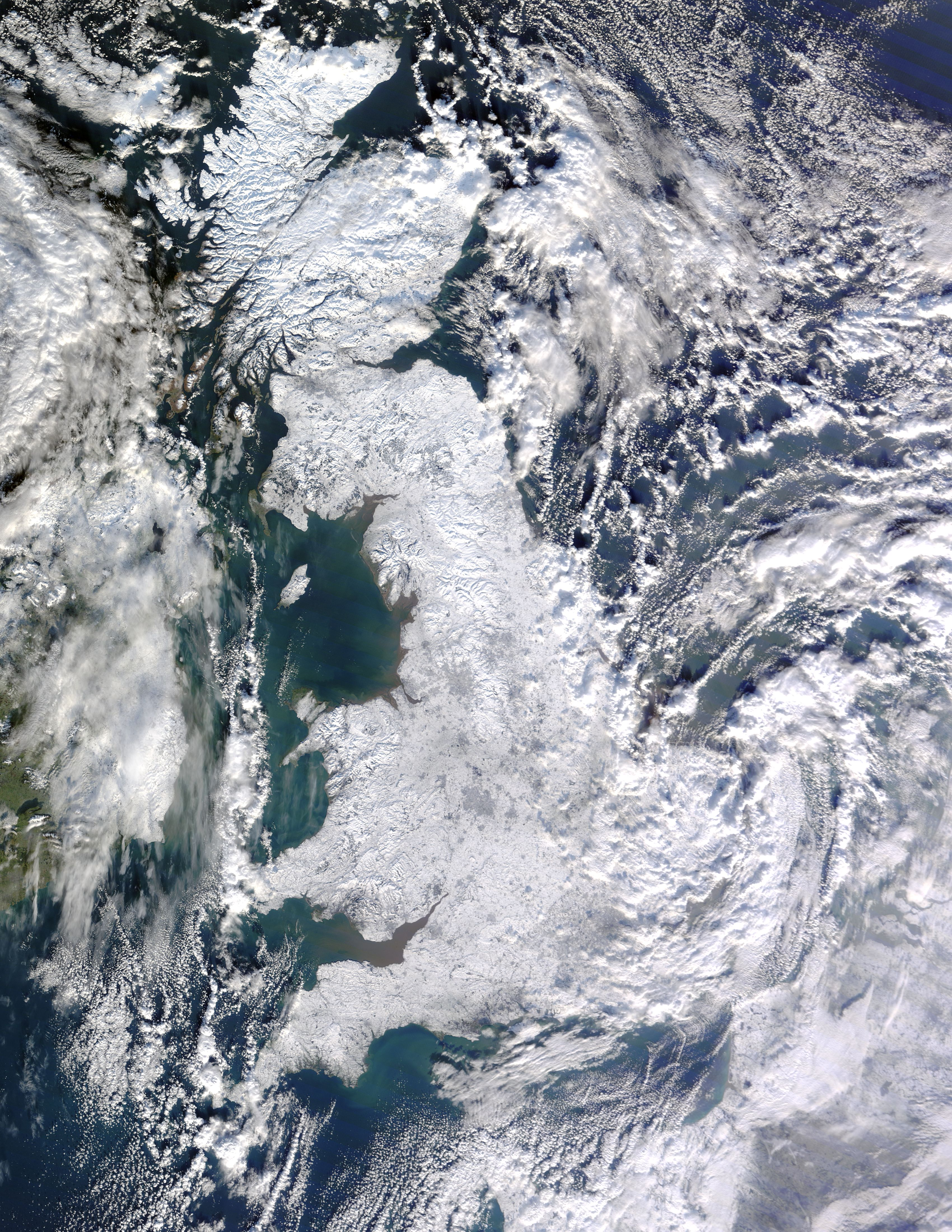
Imagen satelital del Reino Unido en enero de 2010.

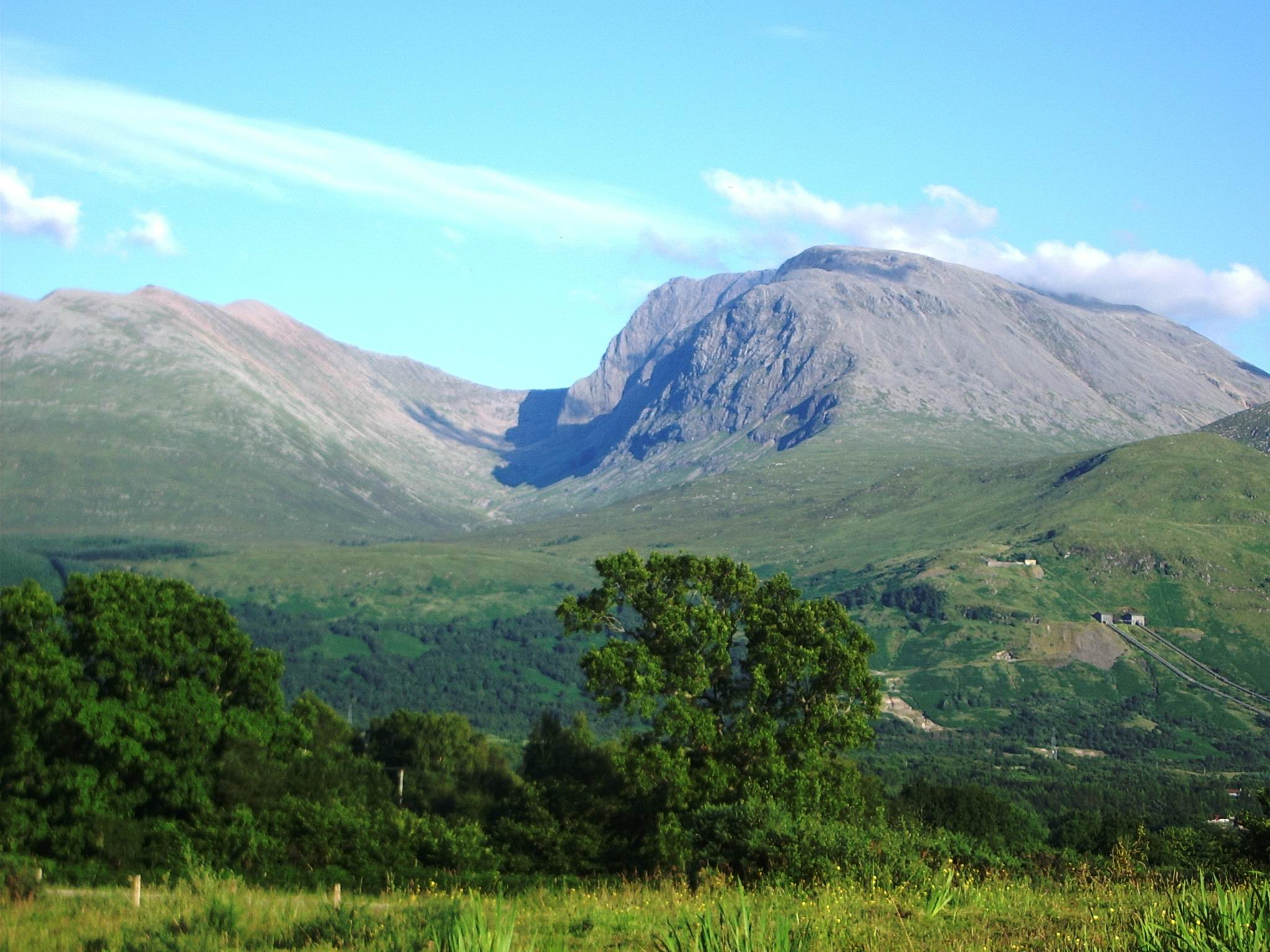
Ben Nevis, en Escocia, es el punto más alto de las islas británicas.

El Reino Unido tiene 244 820 km² de superficie. que comprenden la isla de Gran Bretaña y la parte nororiental de la isla de Irlanda (Irlanda del Norte) y otras islas más pequeñas. El país se encuentra entre el océano Atlántico y el mar del Norte, a 35 kilómetros de la costa noroeste de Francia, de la que se encuentra separado por el canal de la Mancha.
Gran Bretaña se ubica entre las latitudes 49° y 59° N (las islas Shetland se extienden casi a los 61° N) y las longitudes 8° O a 2° E. El observatorio de Greenwich, en Londres, es el punto de definición para el meridiano de Greenwich. Cuando se mide directamente de norte a sur, Gran Bretaña mide poco más de 1100 kilómetros de longitud y poco menos de 500 kilómetros en su parte más ancha. Sin embargo, la mayor distancia entre dos puntos en la isla es de 1350 kilómetros entre el final de la tierra en Cornualles (cerca de Penzance) y John o' Groats en Caithness (cerca de Thurso). Irlanda del Norte comparte una frontera de tierra de 443 km con la República de Irlanda.
Inglaterra acapara poco más de la mitad de la superficie total del Reino Unido, con 130 410 km² de superficie. La mayor parte del país consiste de tierras bajas, con un poco de terreno montañoso en la zona noroeste, donde se encuentra la línea de Tees-Exe, entre las montañas de Cumbria y los montes Peninos. La montaña más alta de la región es Scafell Pike (978 m s. n. m.) y se ubica dentro de esta zona. Los principales ríos y estuarios de Inglaterra son el Támesis, el Severn y el Humber.
Escocia representa menos de un tercio del área total del Reino Unido, cubriendo 78 772 km²; esta cifra incluye las casi ochocientos islas, que en su mayoría se encuentran al oeste y al norte de Gran Bretaña, destacando las Hébridas, las islas Orcadas y las islas Shetland. La topografía de Escocia se distingue por la falla de las Highlands, que atraviesa el territorio escocés de Helensburgh a Stonehaven. La falla separa las dos principales regiones escocesas: las tierras altas del norte y oeste y las tierras bajas del sur y este. La región montañosa contiene la mayoría de las montañas de Escocia, incluyendo el Ben Nevis, que con sus 1343 m s. n. m., es el punto más alto en las islas británicas. Las tierras bajas, especialmente la franja estrecha de tierra entre el fiordo de Clyde y el fiordo de Forth conocida como el "Cinturón Central", son más planas y en ellas se encuentra la mayoría de las comunidades escocesas, incluyendo Glasgow, la ciudad más grande de la región, y Edimburgo, la capital y centro político del país.
Gales ocupa menos de una décima parte del total del área del Reino Unido, cubriendo solo 20 758 km². Gales es principalmente montañosa, aunque la zona sur es menos montañosa que el norte y el centro. Por eso, las principales zonas industriales están en Gales del Sur, formadas por las ciudades costeras de Cardiff, Swansea y Newport. Las montañas más altas son las Snowdonia, donde se encuentra el pico más alto de la región: el Snowdon con 1085 m s. n. m. Las catorce (o quince) montañas más altas de Gales sobrepasan los 914,4 metros (3000 pies) y se conocen comúnmente como las "Gales 3000's". Hay varias islas que se extienden delante de los más de 1200 km de costa, la más grande de ellas es Anglesey (Ynys Môn), ubicada al noroeste del país.
Irlanda del Norte acapara solo 14 160 km² y su territorio es en su mayoría montañoso. Se encuentra separado de la isla británica por el mar de Irlanda y el canal del Norte. El pico más alto de esta región es el Slieve Donard con 849 m s. n. m., localizado en los montes de Mourne. En Irlanda del Norte se encuentra el Lough Neagh, que con sus cerca de 388 km², es el cuerpo de agua más grande en el Reino Unido.

### Clima
El Reino Unido tiene un clima templado y un clima oceánico con abundantes lluvias durante todo el año. La temperatura varía con las estaciones, pero rara vez cae por debajo de -10 °C, o se eleva por encima de los 35 °C. El viento predominante proviene del suroeste, trayendo consigo el clima húmedo y cálido desde el océano Atlántico. La parte oriental se encuentra más protegida de este viento y por lo tanto tiene un clima más seco. Las corrientes atlánticas, calentadas por la corriente del Golfo, hacen que los inviernos no sean tan severos, especialmente en el oeste, donde los inviernos son húmedos. Los veranos son más cálidos en el sureste de Inglaterra, siendo la parte más cercana al continente europeo, y más frescos conforme se avanza hacia el norte. Las nevadas ocurren durante el invierno y la primavera, aunque las nevadas intensas rara vez caen en las tierras bajas.
| Parámetros climáticos promedio de Londres | Parámetros climáticos promedio de Londres | Parámetros climáticos promedio de Londres | Parámetros climáticos promedio de Londres | Parámetros climáticos promedio de Londres | Parámetros climáticos promedio de Londres | Parámetros climáticos promedio de Londres | Parámetros climáticos promedio de Londres | Parámetros climáticos promedio de Londres | Parámetros climáticos promedio de Londres | Parámetros climáticos promedio de Londres | Parámetros climáticos promedio de Londres | Parámetros climáticos promedio de Londres | Parámetros climáticos promedio de Londres |
| Mes                                       | Ene.                                      | Feb.                                      | Mar.                                      | Abr.                                      | May.                                      | Jun.                                      | Jul.                                      | Ago.                                      | Sep.                                      | Oct.                                      | Nov.                                      | Dic.                                      | Anual                                     |
| ----------------------------------------- | ----------------------------------------- | ----------------------------------------- | ----------------------------------------- | ----------------------------------------- | ----------------------------------------- | ----------------------------------------- | ----------------------------------------- | ----------------------------------------- | ----------------------------------------- | ----------------------------------------- | ----------------------------------------- | ----------------------------------------- | ----------------------------------------- |
| Temp. máx. media (°C)                     | 6.7                                       | 7.1                                       | 9.9                                       | 12.6                                      | 16.3                                      | 19.6                                      | 21.7                                      | 21.4                                      | 18.8                                      | 15                                        | 10.1                                      | 7.7                                       | 13.9                                      |
| Temp. mín. media (°C)                     | 0.4                                       | 0.5                                       | 1.5                                       | 3.4                                       | 6.3                                       | 9.3                                       | 11.3                                      | 10.9                                      | 8.8                                       | 6.4                                       | 2.8                                       | 1.3                                       | 5.2                                       |
| Precipitación total (mm)                  | 78                                        | 51                                        | 61                                        | 54                                        | 55                                        | 57                                        | 45                                        | 56                                        | 68                                        | 73                                        | 77                                        | 79                                        | 754                                       |
| Horas de sol                              | 279                                       | 280                                       | 372                                       | 420                                       | 465                                       | 510                                       | 496                                       | 465                                       | 390                                       | 341                                       | 270                                       | 248                                       | 4536                                      |
| Humedad relativa (%)                      | 81                                        | 76                                        | 69                                        | 64                                        | 62                                        | 60                                        | 60                                        | 62                                        | 67                                        | 73                                        | 78                                        | 82                                        | 69.5                                      |
| [cita requerida]                          |                                           |                                           |                                           |                                           |                                           |                                           |                                           |                                           |                                           |                                           |                                           |                                           |                                           |

#### Efectos del cambio climático

Tipos de climas en Reino Unido

En el Reino Unido, como resultado del cambio climático, hay una tendencia hacia inviernos más cálidos y veranos más cálidos, el nivel del mar en la costa británica aumenta aproximadamente 3 mm cada año y hay signos de un cambio en los patrones de precipitación. Los científicos del clima esperan que las olas de calor, como las de 2003, se conviertan en la norma en la década de 2040 como resultado de la crisis climática. Los cálculos del modelo de 2019 muestran que Londres sería reubicado en otra zona climática si ocurre el escenario RCP4.5. El clima en Londres en 2050 se parece más al clima anterior en Barcelona que al clima anterior en Londres. Incluso los fenómenos meteorológicos extremos son cada vez más frecuentes e intensos. Se ha demostrado que las inundaciones en Inglaterra 2013-2014 se remontan al cambio climático provocado por el hombre.

### Flora y fauna

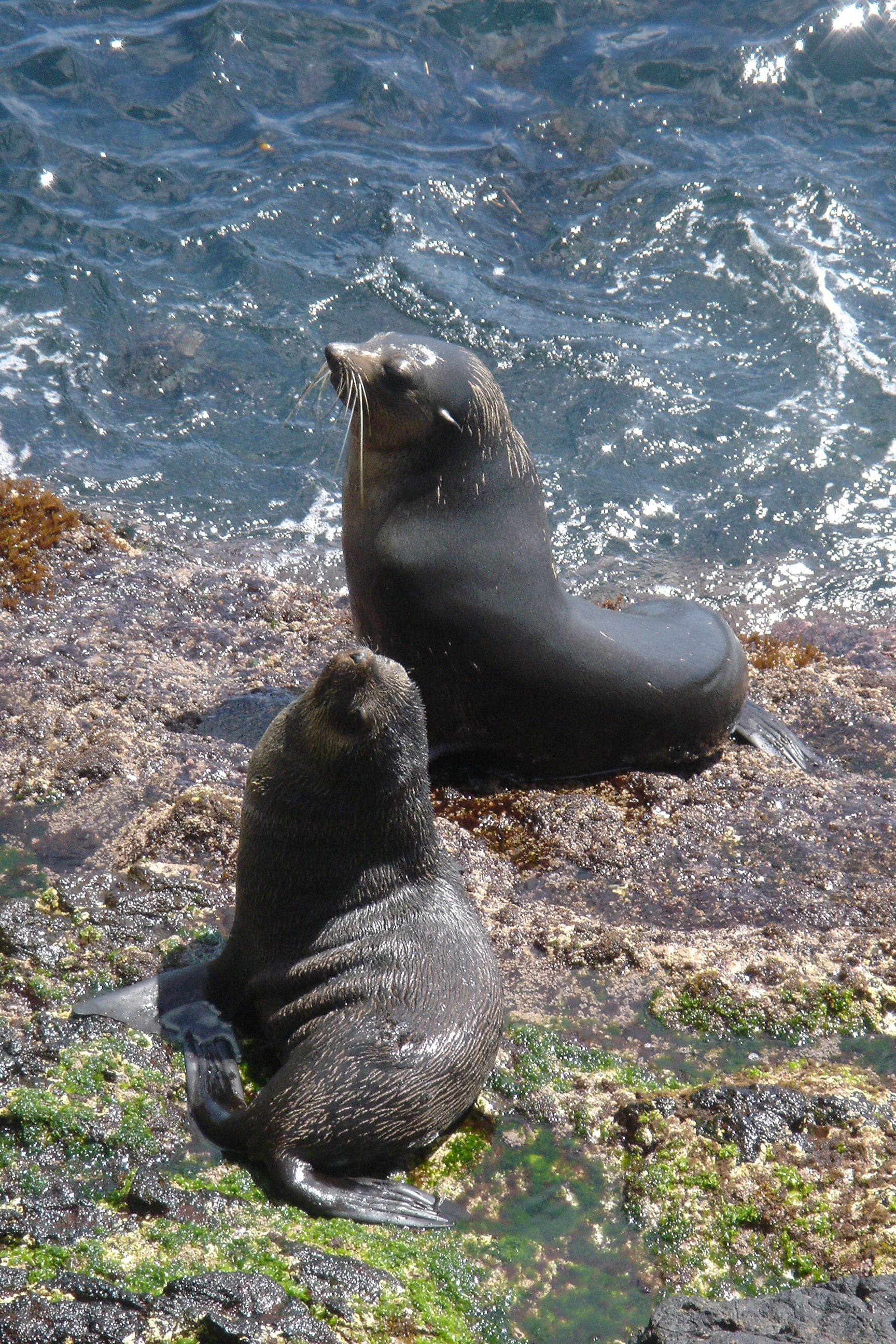
Focas Arctophoca tropicalis en las islas Gough e Inaccessible, declaradas Patrimonio de la Humanidad por la UNESCO en 1995.

En la mayoría de Gran Bretaña hay un clima templado que recibe altos niveles de precipitaciones y niveles medios de insolación. Hacia el norte, el clima se hace más frío y los bosques de coníferas sustituyen en gran medida a las especies caducifolias de los bosques del sur.
Hay algunas variaciones en el clima británico, con algunas áreas con condiciones subárticas tal como ocurre en las Tierras Altas de Escocia y Teesdale, e incluso subtropical en las islas Sorlingas. Los cambios estacionales que se producen en todo el archipiélago condicionan a las plantas que deben hacer frente a los cambios en los niveles de luz solar, precipitación y temperatura, así como el riesgo de nieve y las heladas durante el invierno.
Dentro de la isla existen varios ecosistemas como los bosques templados, pantanos, marismas, etc. El roble, el olmo, el haya, el fresno, el pino y el abedul son algunos de los árboles más comunes dentro de los bosques británicos. Anteriormente, las islas británicas se encontraban repletas de bosques de árboles caducifolios y coníferas, pero para la década de 2000, solamente cerca del 10 % del territorio nacional se encontraba cubierto por bosques, concentrándose en el noreste de Escocia y en el sureste de Inglaterra, debido en gran parte a la tala descontrolada y al crecimiento urbano. El área que rodea a las zonas urbanas está cubierta principalmente por pastos y plantas con flores

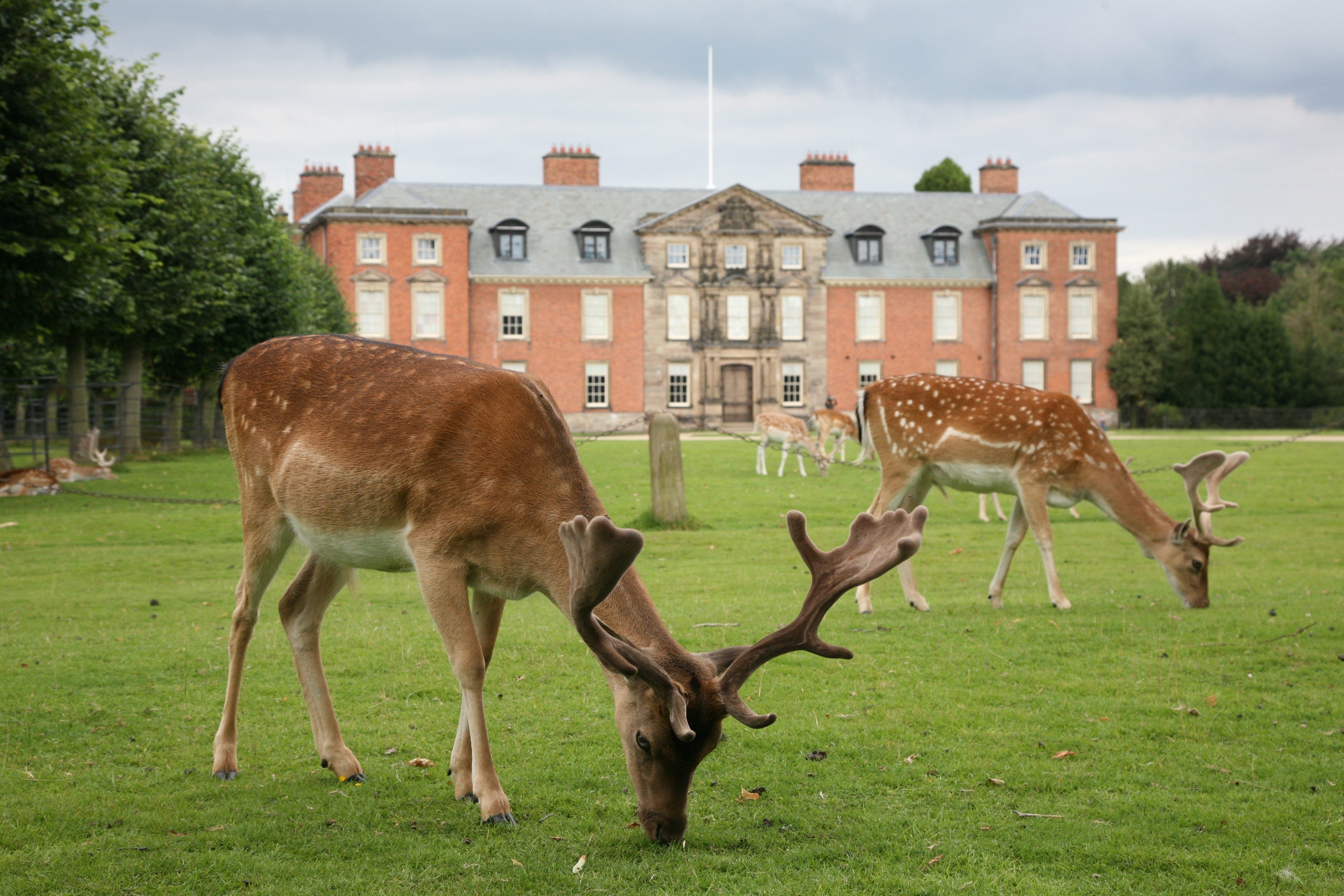
Gamos pastando en las afueras del Dunham Massey Hall.

La isla de Gran Bretaña, junto con el resto del archipiélago conocido como las islas británicas, alberga una fauna típica de clima templado oceánico, poco diversa si se compara a nivel mundial y similar a la de otros países de Europa del Norte.
Entre los mamíferos que más abundan en el país se incluyen los zorros, conejos, ciervos, erizos, ratones, comadrejas y musarañas. Como otras islas ubicadas en latitudes similares, son escasos los ejemplares de reptiles y anfibios. En todo el territorio nacional se han descubierto más de 21 000 especies de insectos y cerca de 230 especies de aves, algunas de las cuales están amenazadas por la caza y la destrucción de su hábitat. Los principales ríos británicos, como el río Támesis, son la principal fuente de agua para la fauna de los ecosistemas locales, a la vez de que son el hábitat de varias especies de peces y aves acuáticas.
La biodiversidad disminuyó severamente durante la última glaciación, y en poco tiempo (en términos geológicos) se separó del continente por la formación del canal de la Mancha.
El hombre ha perseguido a las especies de mayor tamaño que interferían con sus actividades (el lobo, el oso pardo y el jabalí) hasta provocar su extinción en la isla, aunque por supuesto siguen existiendo las formas domesticadas como el perro y el cerdo. El jabalí se volvió a introducir posteriormente.
Desde mediados del siglo XVIII, Gran Bretaña ha sufrido una gran industrialización y aumento de urbanización. Un estudio de DEFRA publicado en 2006 sugirió que 100 especies de animales se han extinguido en el Reino Unido durante el siglo XX, lo que supone cerca de 100 veces la tasa de extinción de fondo. Esto ha tenido un gran impacto en las poblaciones de animales autóctonos, particularmente en los paseriformes, siendo cada vez más escasas. La pérdida de hábitat ha afectado principalmente a las especies de mamíferos de mayor tamaño. Sin embargo, algunas especies se han adaptado al entorno urbano en expansión, en particular el zorro, la rata, y otros animales como la paloma torcaz.

## Economía

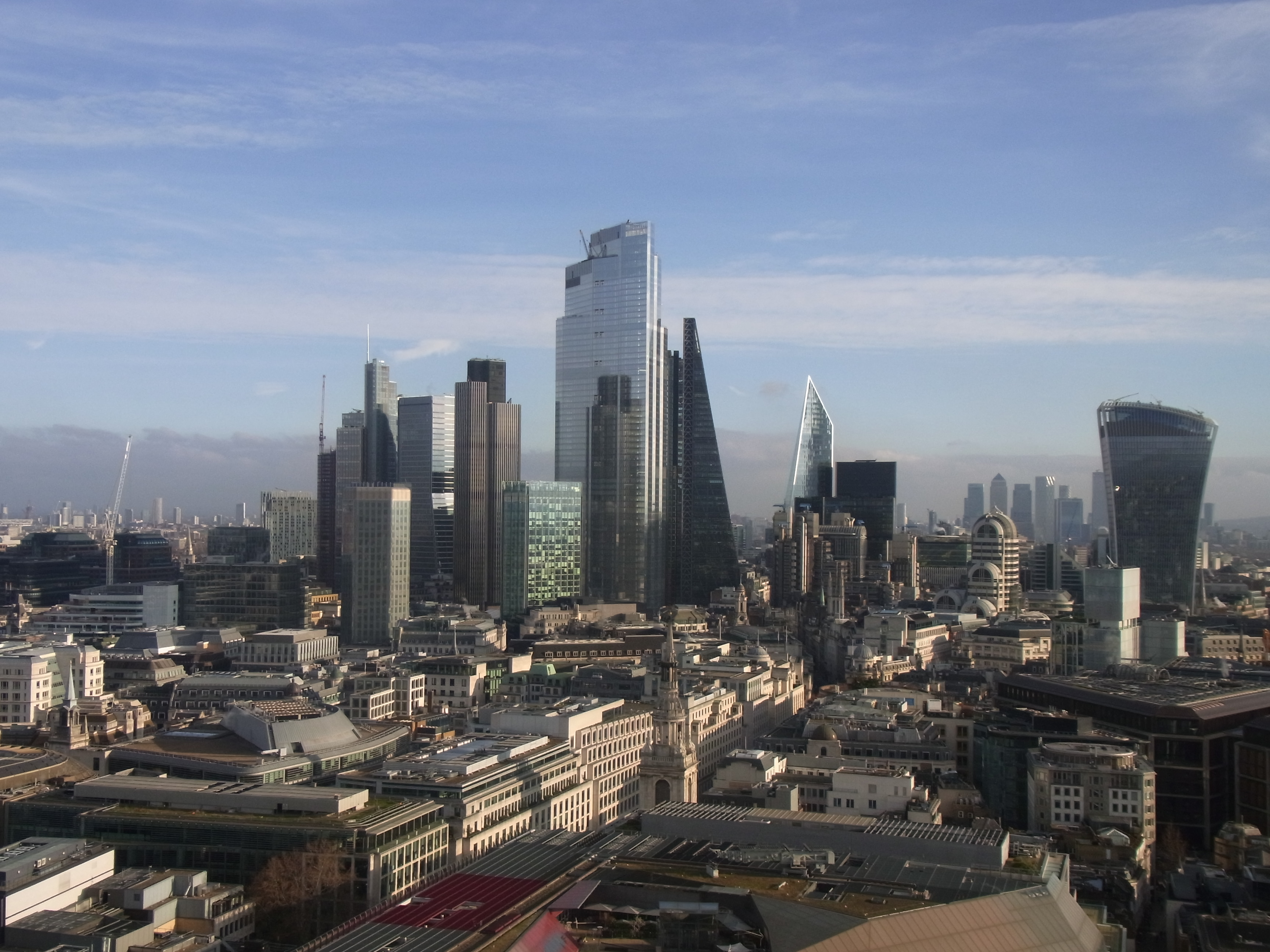
Londres es el centro financiero más grande de Europa, y uno de los más importantes del mundo, junto con Nueva York.

La economía del Reino Unido se compone de las economías de Inglaterra, Escocia, Gales e Irlanda del Norte. El Reino Unido es la sexta economía más grande del mundo en términos de PIB nominal, y la segunda más grande de Europa después de Alemania.
En el Reino Unido se inició la Revolución Industrial, en un proceso donde se dio una gran concentración de las industrias pesadas en todo el país, como la construcción naval, la extracción del carbón, la producción de acero y la industria textil. La extensión del Imperio británico creó un mercado exterior enorme para los productos británicos, permitiendo que la nación dominara el comercio internacional en el siglo XIX. Más tarde, como le sucedió a otras economías industrializadas, junto con el declive económico después de las dos guerras mundiales, el Reino Unido comenzó a perder su ventaja competitiva y la industria pesada disminuyó. Aunque la industria sigue siendo una parte importante de la economía, en 2003 solo representaba una sexta parte de los ingresos del país.
La industria automovilística es una parte importante del sector manufacturero, aunque ha disminuido con el colapso del MG Rover Group en 2005 y actualmente la mayor parte de la industria es propiedad extranjera. La industria aerocomercial es liderada por BAE Systems, el mayor contratista de defensa en el mundo, y por la firma europea Airbus SE. Rolls-Royce tiene una parte importante del mercado mundial de motores aeroespaciales. La industria química y farmacéutica son importantes en el Reino Unido, ya que las compañías británicas de GlaxoSmithKline y AstraZeneca son la segunda y sexta empresa farmacéutica más grandes del mundo, respectivamente.
Sin embargo, durante las últimas décadas el sector terciario aumentó considerablemente y ahora produce cerca del 73 % del PIB. El sector  servicios está dominado por los servicios financieros, especialmente bancos y aseguradoras. Esto hace de Londres el centro financiero más grande del mundo, ya que aquí se encuentran las sedes de la Bolsa de Londres, el London International Financial Futures and Options Exchange y el Lloyd's of London; además de ser el líder de los tres "centros de comando" de la economía mundial (junto con Nueva York y Tokio). Además, cuenta con la mayor concentración de sucursales de bancos extranjeros en el mundo. En la última década, un centro financiero rival de Londres ha crecido en la zona de Docklands, donde el HSBC, el banco más grande del mundo, y el Barclays reubicaron sus sedes. Muchas empresas multinacionales que no son de propiedad británica han elegido Londres como el lugar para su sede europea o extranjera: un ejemplo es la firma estadounidense de servicios financieros Citigroup. La capital de Escocia, Edimburgo, también es uno de los grandes centros financieros de Europa y es la sede del Royal Bank of Scotland Group, banco que se sitúa en el puesto 47 en la lista de los bancos con mayor capitalización de mercado del mundo.
El turismo es muy importante para la economía británica. Con los más de 27 millones de turistas que arribaron al país en 2004, el Reino Unido está clasificado como el sexto destino turístico más importante en el mundo. Londres, por un margen considerable, es la ciudad más visitada en el mundo con 15,6 millones de visitantes en 2006, por delante de Bangkok (10,4 millones de visitantes) y de París (9,7 millones). Las industrias creativas aportaron el 7 % del PIB de 2005 y crecieron a una tasa promedio anual del 6 % entre 1997 y 2005.

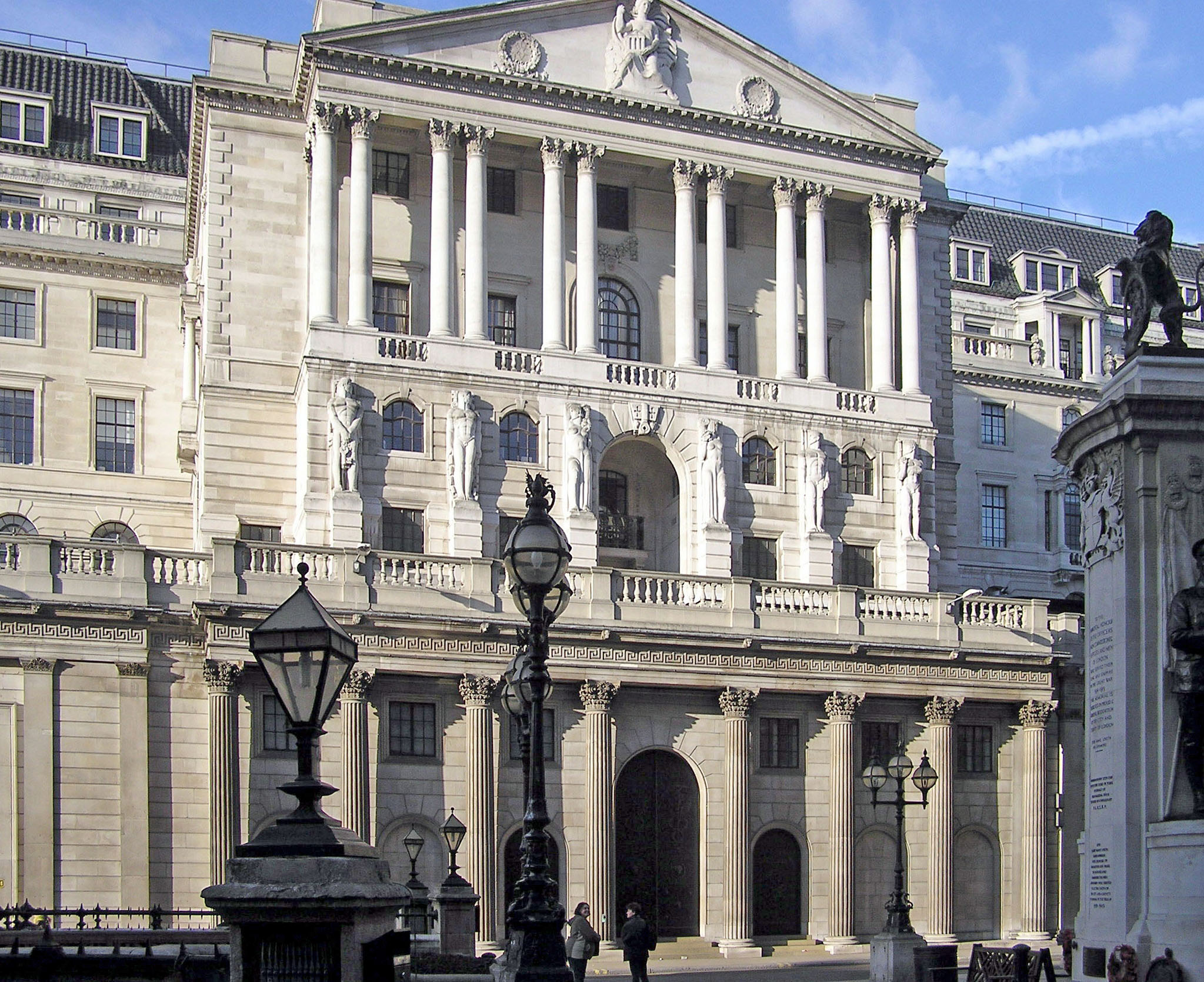
El Banco de Inglaterra, el banco central del Reino Unido.

En julio de 2007, el Reino Unido tenía una deuda pública del 35,5 % del PIB. Esta cifra aumentó a 56,8 % del PIB en julio de 2009. La moneda nacional es la libra esterlina, representada con el símbolo £. El Banco de Inglaterra es el banco central, responsable de la emisión de moneda, aunque los bancos de Escocia e Irlanda del Norte tienen derecho a emitir sus propios billetes. La libra esterlina también se utiliza como moneda de reserva por otros gobiernos e instituciones y es la tercera moneda con mayor cantidad de reservas, después del dólar estadounidense y del euro. El Reino Unido decidió no participar en el lanzamiento del euro como moneda, cuando aún formaba parte de la Unión Europea.
El 23 de enero de 2009, cifras de la Oficina Nacional de Estadísticas mostraron que la economía británica estaba oficialmente en recesión por primera vez desde 1991. Se informó que fue en el último trimestre del 2008 cuando la economía cayó en una recesión que fue acompañada por el creciente desempleo, el cual aumentó de 5,2 % en mayo de 2008 a 7,6 % en mayo de 2009. La tasa de desempleo para adultos entre 18 a 24 años, aumentó de 11,9 % a 17,3 % en el mismo periodo.
La línea de pobreza relativa en el Reino Unido se define comúnmente por debajo del 60 % del ingreso promedio. Entre 2007 y 2008, el 13,5 millones de personas, o sea, el 22 % de la población, vivían por debajo de esta línea. Se trata de uno de los niveles de pobreza relativa más altos entre los miembros de la Unión Europea. Después de tomar en cuenta los costos de la vivienda, se demostró que en el mismo lapso 4 millones de niños, 31 % del total, vivían en hogares que estaban por debajo de la línea de pobreza. Esto representa una disminución de 400 000 niños comparado con el periodo entre 1998 y 1999.
Entre 2007 y 2015, el Reino Unido registró la mayor disminución de los salarios reales (ajustados por inflación) de todos los países avanzados, al mismo nivel que Grecia (-10,4%). El Reino Unido tiene la mayor desigualdad de ingresos entre los países de la OCDE y las mayores disparidades regionales de Europa. La parte de los ingresos capturada por el 1% más rico se ha duplicado en los últimos 30 años, pasando de alrededor del 4% a más del 8,5% del producto interno bruto (PIB) en 2018.Gracias al Brexit, la economía del Reino Unido se ha contraído en $140 billones de libras entre 2018 y 2023.[cita requerida]

## Infraestructuras

### Transporte

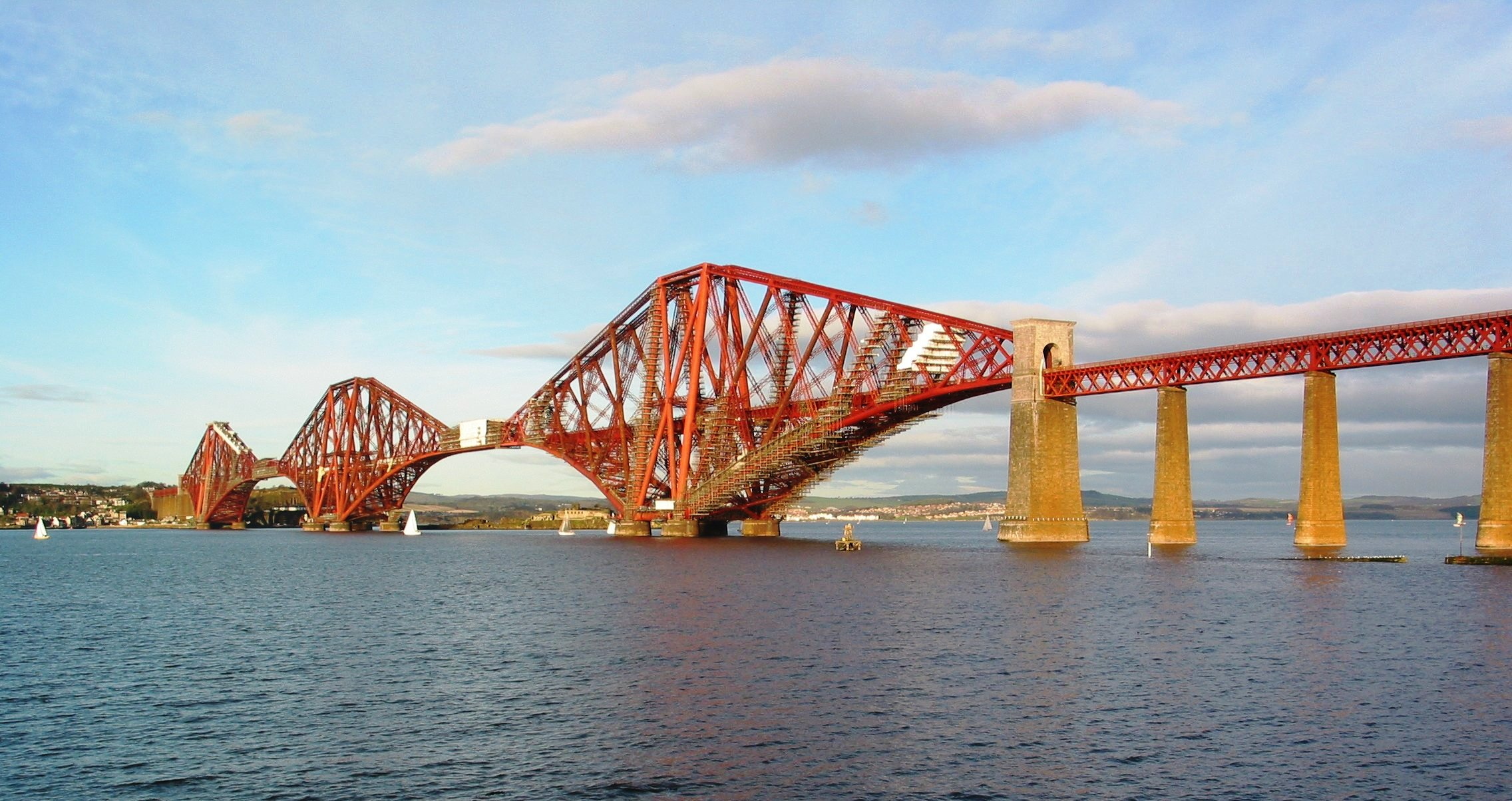
El puente de Forth, construido a finales del en Escocia, es un icono de la red ferroviaria británica.

Las principales carreteras británicas forman una red de 46 904 kilómetros, de los cuales más de 3520 kilómetros son autopistas. Además, hay cerca de 213 750 kilómetros de caminos pavimentados. La red ferroviaria, con 16 116 kilómetros en Gran Bretaña y 303 kilómetros en Irlanda del Norte, diariamente transporta más de 18 000 trenes de pasajeros y 1000 trenes de mercancías. Las redes ferroviarias urbanas están bien desarrolladas en Londres y otras ciudades importantes. Llegaron a existir más de 48 000 km de vías férreas en todo el país, sin embargo, la mayoría se redujo entre 1955 y 1975, en gran parte después de un informe del asesor de gobierno Richard Beeching a mediados de la década de 1960 (conocido como el hacha de Beeching). Actualmente se consideran nuevos planes para construir nuevas líneas de alta velocidad para el año 2025.

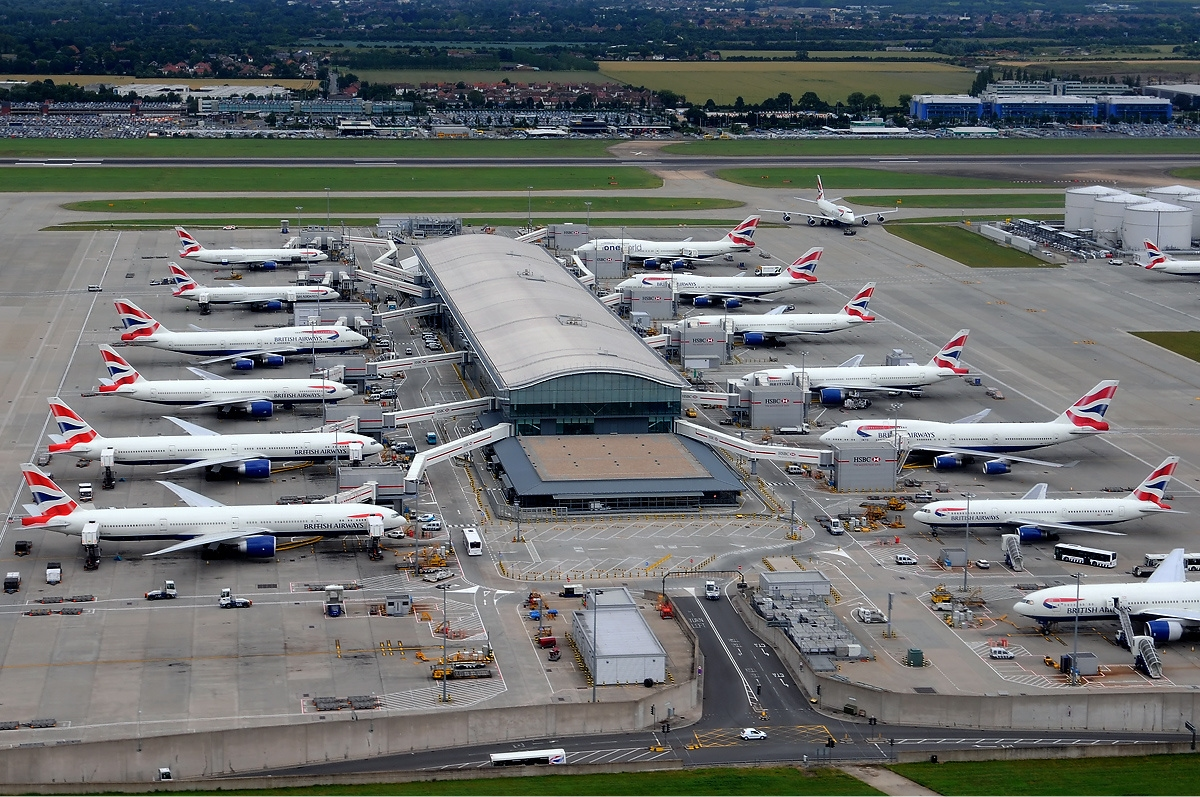
Terminal 5 del Aeropuerto de Londres-Heathrow, el aeropuerto con mayor tráfico internacional de pasajeros del mundo.

La Agencia de Carreteras es la agencia ejecutiva responsable de los caminos y autopistas en Inglaterra, aparte de la empresa privada M6 Toll. El Departamento de Transporte afirma que la congestión vehicular es uno de los más graves problemas en materia de transporte y que si no se controla, para el año 2025 podría costarle a Inglaterra más de 22 000 millones de libras esterlinas. De acuerdo con el Informe Eddington de 2006 realizado por el gobierno británico, la congestión está en peligro de perjudicar la economía, a menos que se contrarreste con el cobro de peajes y la expansión de la red de transporte.
Las vías y medios de transporte de Escocia son responsabilidad del Departamento de Transportes del gobierno local, siendo Transportes Escocia la agencia gubernamental encargada del mantenimiento de las carreteras y redes ferroviarias del país. La red de ferrocarriles de Escocia tiene alrededor de 340 estaciones y 3000 kilómetros de vías y transporta a más de 62 millones de pasajeros cada año. En 2008, el gobierno escocés estableció planes de inversión para los próximos 20 años, con prioridades para incluir un nuevo puente en la carretera de Forth y la electrificación de la red ferroviaria.
El aeropuerto de Londres-Heathrow, situado a 24 km al oeste de la capital, es el aeropuerto más concurrido del Reino Unido y tiene el mayor nivel de tráfico de pasajeros internacionales en el mundo. Entre octubre de 2009 y septiembre de 2010, los aeropuertos británicos recibieron a 211,4 millones de pasajeros. Asimismo, es la base de operaciones de aerolíneas como British Airways, Virgin Atlantic y bmi.

### Medios de comunicación
La televisión es el principal medio de comunicación en el Reino Unido. Las principales cadenas de carácter nacional son: BBC One, BBC Two, ITV1, Channel 4 y Five. En Gales, S4C es el principal canal en idioma galés.

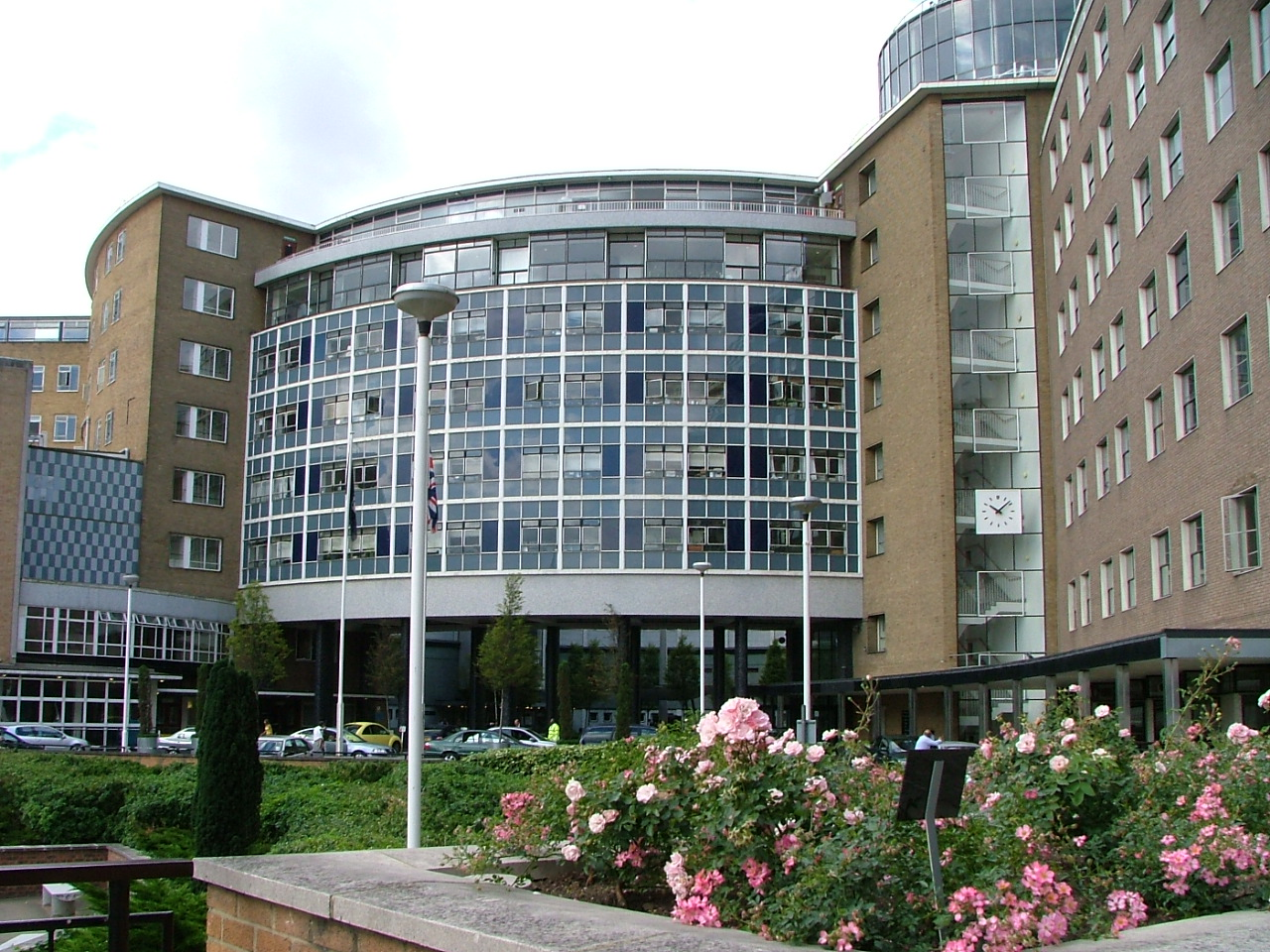
Antiguo centro de televisión de la BBC, la radiodifusora más grande y antigua del mundo.

La BBC es la principal compañía emisora de carácter público del Reino Unido y la más grande y antigua emisora del mundo. Opera varios canales de televisión y estaciones de radio en el país y en el extranjero. El servicio de televisión internacional de la BBC, BBC World News, se retransmite en todo el mundo y el servicio de radio internacional, BBC World Service, emite en treinta y tres idiomas.
En cuanto a la radio, el principal servicio es BBC Radio que cuenta con diez estaciones nacionales, entre las que se encuentran las dos con mayor popularidad: BBC Radio 1 y BBC Radio 2; y cerca de cuarenta estaciones regionales. Además existen servicios en otros idiomas dentro de las fronteras británicas, como BBC Radio Cymru en galés y BBC Radio nan Gàidheal en gaélico escocés; algunos programas de BBC Radio Ulster son emitidos en irlandés para la población norirlandesa. Existen además cientos de estaciones privadas de carácter local.
Internet es otro de los medios de comunicación más importantes en el país, además de que ha tenido un gran aumento desde la última década, de tal modo que con 41 817 847 de usuarios, es el séptimo país con la mayor cantidad de internautas en el mundo. El dominio de Internet para el Reino Unido es .uk. El sitio web más popular con terminación ".uk" es la versión británica de Google, seguido por la página de la BBC.
The Sun es el periódico de mayor circulación nacional, con 3,1 millones de ejemplares diarios, acaparando aproximadamente un cuarto del mercado. Su publicación hermana, News of the World era el periódico semanal de mayor circulación, cancelado tras un escándalo de escuchas ilegales, que se centraba normalmente en historias de celebridades. The Daily Telegraph, un periódico de derecha, es considerado el periódico de "calidad" más vendido en el país. The Guardian es otro periódico de "calidad", aunque de tendencia más liberal; Financial Times es el principal diario financiero del país, caracterizado por imprimirse en hojas color salmón.
Impreso desde 1737, The News Letter de Belfast, es el periódico en inglés más antiguo aún en circulación. Uno de sus competidores norirlandeses, The Irish News, ha sido calificado como el mejor periódico regional del Reino Unido en varias ocasiones. Además de los periódicos, algunas publicaciones británicas cuentan con circulación internacional, entre los que destacan las revistas The Economist y Nature.

### Energía

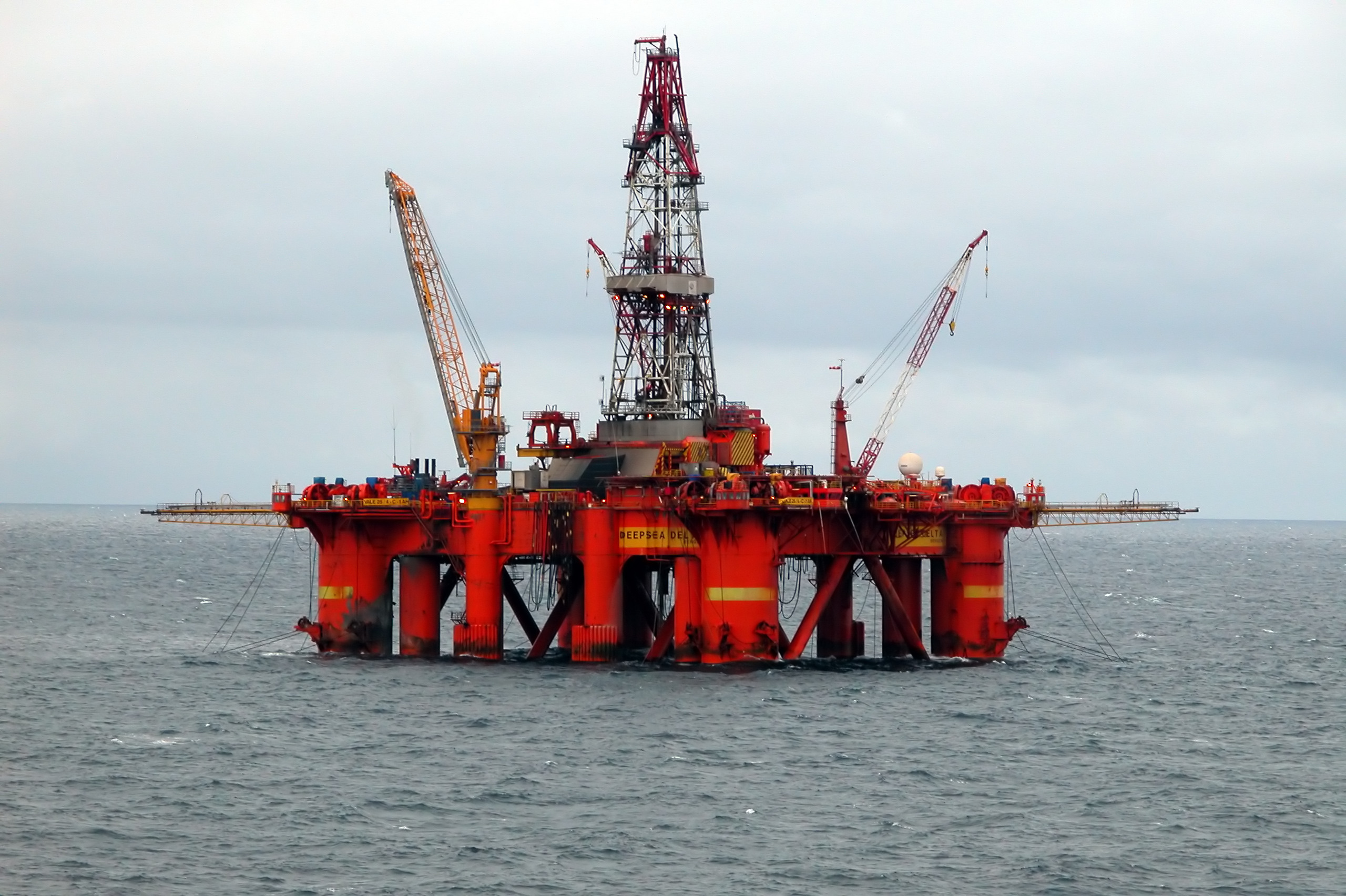
El gas y petróleo del mar del Norte han suministrado gran parte de los recursos energéticos en las últimas décadas, pero el país ahora depende cada vez más combustibles fósiles importados.

El consumo de energía eléctrica en el país asciende a 345 800 millones de kWh anuales, siendo el 12.º país con mayor consumo de electricidad en el mundo. Sin embargo, produce 1,54 millones de barriles de petróleo diarios y 69,9 millones de m³ de gas natural anuales. Actualmente, la mayor parte de la energía eléctrica proviene de fuentes no renovables, principalmente del carbón y petróleo. Esto ha hecho que el gobierno comience a implementar medidas para reducir la dependencia de los combustibles fósiles en materia de producción de energía y se pretende que para 2020 el 40 % de la electricidad provenga de fuentes de energía alternativas como la solar, la eólica y la mareomotriz.
El Reino Unido tiene una pequeña reserva de carbón, junto con reservas importantes, pero en continua disminución, de gas natural y petróleo. Se han identificado unos 400 millones de toneladas de carbón en el país. En 2004, el consumo de carbón total (incluyendo las importaciones) fue de 61 millones de toneladas, permitiendo al país ser autosuficiente en carbón por apenas 6,5 años, aunque con los niveles de la extracción actual, el periodo aumenta a 20 años. Una alternativa a la generación de energía eléctrica con carbón es la gasificación del carbón subterráneo (GCS). La GCS es un sistema que inyecta vapor y oxígeno dentro de un pozo, donde se extrae gas del carbón y empuja la mezcla de gases a la superficie (un método de extracción de carbón con emisiones de carbono potencialmente bajas). Tras la identificación de áreas terrestres que tienen el potencial para la GCS, las reservas de gas se calculan entre 7 000 millones y 16 000 millones de toneladas. Basado en el consumo de carbón actual en el país, estos volúmenes representan reservas que podrían durar entre 200 y 400 años.

## Educación

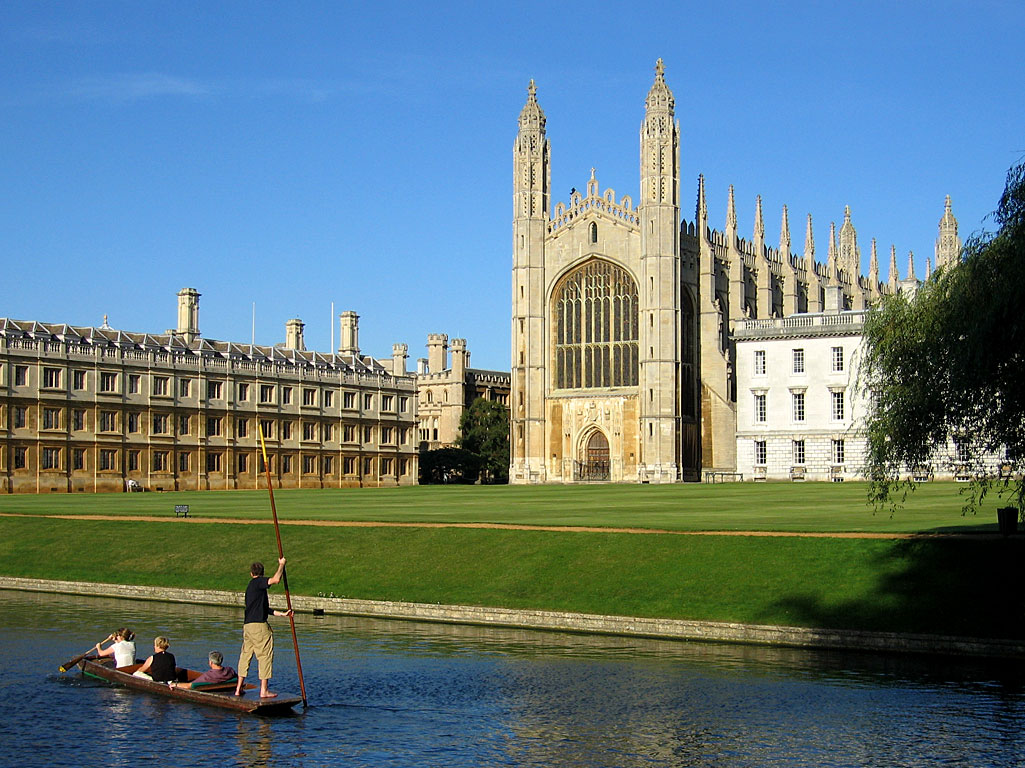
El King's College, parte de la Universidad de Cambridge.

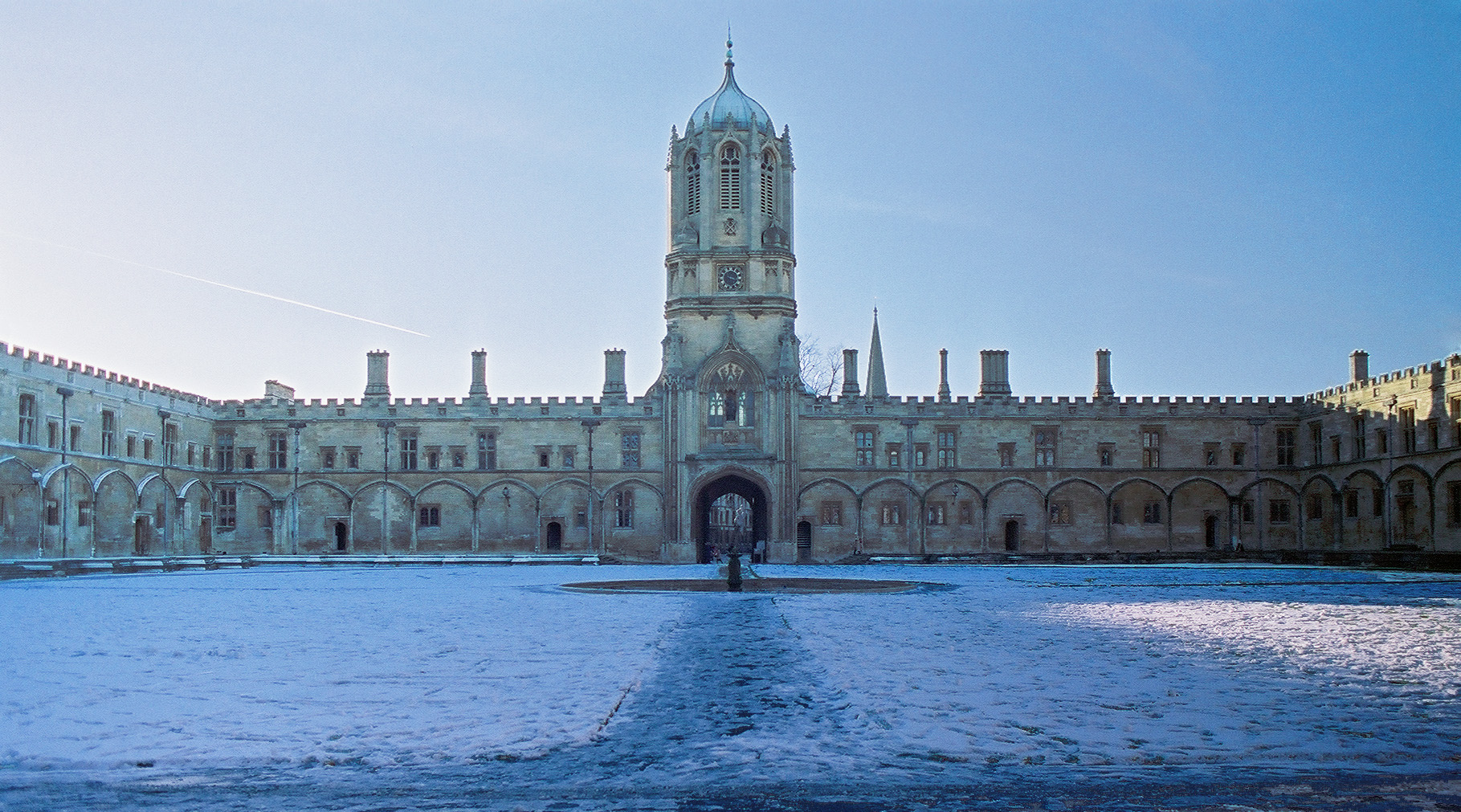
El college de Christ Church, de la Universidad de Oxford, la más antigua universidad de habla inglesa en el mundo.

La educación en el Reino Unido es una cuestión descentralizada, ya que cada nación constituyente tiene su propio sistema de educación. La educación en Inglaterra es responsabilidad de la Secretaría de Estado para los Niños, Escuelas y Familias, aunque la administración y financiación de las escuelas estatales corresponden a las autoridades locales. La universalidad en la educación en Inglaterra y Gales fue introducida en 1870 para la educación primaria y en 1900 para la educación secundaria. Actualmente, la educación es obligatoria de los cinco a dieciocho años de edad. La mayoría de los niños son educados en escuelas del sector estatal, solo una pequeña porción estudia en escuelas especiales, principalmente por motivos de habilidades académicas. Las escuelas del Estado que tienen permitido seleccionar a los alumnos de acuerdo con su inteligencia y habilidad académica pueden lograr resultados comparables a las escuelas privadas más selectivas: en 2006, de las diez escuelas de mejor rendimiento académico, dos eran escuelas estatales de gramática. A pesar de una caída en las cifras reales, la proporción de niños en Inglaterra que asisten a escuelas privadas ha aumentado en más de 7 %. Sin embargo, más de la mitad de los estudiantes de las principales universidades, Cambridge y Oxford, asistió a las escuelas estatales. Inglaterra tiene algunas de las mejores universidades a nivel internacional; la Universidad de Cambridge, la Universidad de Oxford, el Imperial College London y la University College de Londres están clasificadas dentro de las diez mejores del mundo. Según la TIMSS (Tendencias en el Estudio Internacional de Matemáticas y Ciencias), los alumnos en Inglaterra son los séptimos mejores en matemáticas y los sextos en ciencias. Los resultados sitúan a los alumnos ingleses por delante de otros países europeos, incluyendo Alemania y los países escandinavos.
La educación en Escocia es responsabilidad de la Secretaría de Educación y Aprendizaje, con la administración y financiación de las escuelas estatales a cargo de las autoridades locales. Dos organismos públicos no departamentales tienen un papel clave en la educación escocesa: la Autoridad Escocesa de Calificaciones y Aprendizaje y Enseñanza de Escocia. La educación se volvió obligatoria en Escocia en 1496. La proporción de niños que asisten a escuelas privadas es apenas del 4 %, aunque ha ido aumentando lentamente en los últimos años. Los estudiantes escoceses que asisten a universidades de Escocia no pagan colegiaturas ni los cursos para realizar algún posgrado, ya que todas estas cuotas fueron abolidas en 2001. La aportación monetaria a las universidades por parte de los alumnos egresados fue abolida en 2008.
La educación en Irlanda del Norte es administrada por el Ministerio de Educación y el Ministerio de Empleo y Aprendizaje, aunque a nivel local es responsabilidad de cinco juntas de educación, que cubren áreas geográficas determinadas. El Consejo para el Plan de Estudios, Exámenes y Evaluaciones (CCEA) es el organismo encargado de asesorar al gobierno sobre lo que debe enseñarse en las escuelas norirlandesas, el seguimiento de normas y la adjudicación de títulos.
La Asamblea Nacional de Gales tiene la responsabilidad de la educación en este país. Un número significativo de estudiantes galeses aprende, ya sea totalmente o en gran medida, en el idioma galés; las lecciones en galés son obligatorias para todos los alumnos hasta la edad de 16 años. Hay planes para aumentar el número de escuelas de educación media que imparten clases en galés, como parte de la política para lograr un Gales totalmente bilingüe.

## Pobreza
Un estudio publicado en diciembre de 2019 por la asociación The Equality Trust revela que sumando las fortunas de las cinco familias más ricas del Reino Unido —por un total de 46.000 millones de euros— obtenemos la suma que poseen los 13 millones de personas más pobres del país. En términos más generales, el 1% más rico de los británicos posee por sí solo tanto dinero como el 80% de la población total. Entre 2017 y 2018, la tasa de pobreza en el país aumentó del 22,1% al 23,2%, el mayor incremento desde 1988. Cuatro millones de británicos viven con menos de la mitad de la línea de pobreza y 1,5 millones no pueden cubrir sus necesidades básicas.
Como consecuencia de la crisis inmobiliaria (escasez de viviendas sociales, fuertes subidas de los alquileres y de los costes de los préstamos), el número de personas sin hogar lleva varios años aumentando, sobre todo en las zonas rurales. Se calcula que en 2023 serán más de 300.000, lo que supone un aumento de casi el 7% desde 2021.

## Demografía

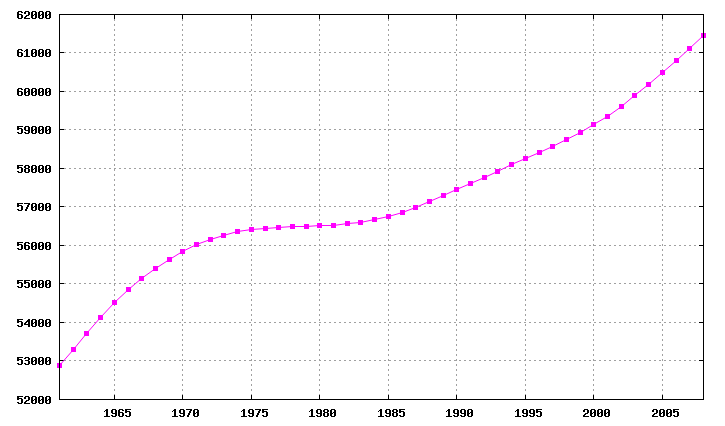
Evolución de la población.

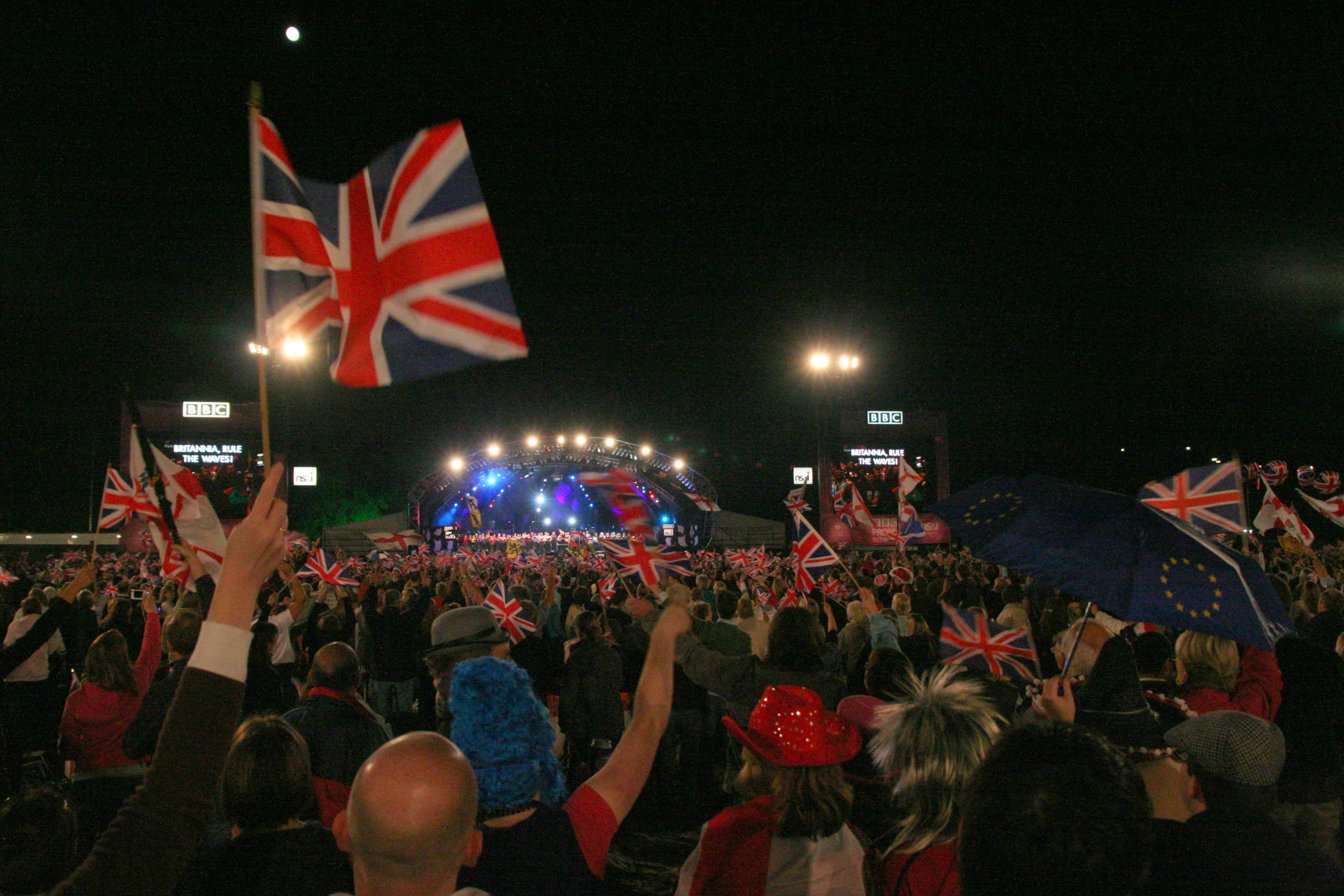
Los británicos son el grupo étnico más numeroso en el país, conformando cerca del 92 % de la población.

Cada diez años se efectúa un censo simultáneamente en todas las regiones del Reino Unido. La Oficina Nacional de Estadísticas es la responsable de la recopilación de datos para Inglaterra y Gales, mientras que en Escocia e Irlanda del Norte los responsables de llevar a cabo los censos son la Oficina de Registro General y la Agencia de Estadísticas e Investigación, respectivamente.
En el más reciente censo realizado en 2001, el total de la población del Reino Unido fue de 58 789 194 personas, la tercera más grande en la Unión Europea, la quinta más grande en la Mancomunidad y la vigésimo primera en el mundo. A mediados de 2008, se estimó que había crecido a los 61 383 000 habitantes. En 2008, el crecimiento natural de la población superó la migración neta como el principal contribuyente al crecimiento de la población, la primera vez que ocurre desde 1998. Entre 2001 y 2008, la población aumentó en una tasa media anual del 0,5 %. Esto se compara con el 0,3 % anual en el período de 1991 a 2001 y al 0,2 % en la década de 1981 a 1991. Publicada en 2008, la estimación de la población de 2007 reveló que, por primera vez, en el Reino Unido vivían más personas en edad de jubilación que niños menores de 16 años.
A mediados de 2008, del total de unos 61 millones de británicos, la población de Inglaterra se estimó en 51 383 000 habitantes. De esta forma, Inglaterra es uno de los países más densamente poblados del mundo con 383 hab/km², con una concentración particular en Londres y en el sureste del país. Las estimaciones de ese mismo periodo ponen la población de Escocia en 5,17 millones, de Gales en 2,99 millones y de Irlanda del Norte en 1,78 millones, con mucho menor densidad de población que Inglaterra. En comparación con los 383 habitantes ingleses por kilómetro cuadrado, las cifras correspondientes fueron 142 h/km² en Gales, 125 h/km² para Irlanda del Norte y solo 65 h/km² para Escocia. Irlanda del Norte tenía la población de más rápido crecimiento en términos de porcentaje de todos los cuatro países constituyentes del Reino Unido.
Ese mismo año, la tasa de fertilidad promedio en todo el Reino Unido fue de 1,96 hijos por mujer. Mientras que una creciente tasa de natalidad contribuye al crecimiento de la población actual, aún permanece considerablemente por debajo del baby boom de 1964, donde cada mujer tenía en promedio 2,95 hijos, pero superior al récord más bajo en 2001, de 1,63 hijos por mujer. En 2008, Escocia tenía la tasa de fecundidad más baja con solo 1,8 niños por mujer, mientras que Irlanda del Norte tuvo la más alta con 2,11 niños.

### Idiomas
El Reino Unido no tiene un idioma oficial, pero el predominante es el inglés, una lengua germánica occidental que desciende del anglosajón, que cuenta con un gran número de préstamos del nórdico antiguo, del francés normando y del latín. Debido en gran medida a la expansión del Imperio británico, el idioma inglés se esparció por el mundo y se convirtió en el idioma internacional de los negocios, así como la segunda lengua más divulgada en el mundo.
El escocés (Lallans), una lengua emparentada con el inglés que también desciende del inglés medio hablado en el noreste de Inglaterra, es reconocido a nivel europeo. También hay cuatro lenguas celtas en uso: el galés, el irlandés, el gaélico escocés y el córnico. En el censo de 2001, más de una quinta parte de la población de Gales dijo que sabía hablar galés (21%), Además, se estima que cerca de 200 000 galesoparlantes viven en Inglaterra.
El censo de 2001, en Irlanda del Norte se demostró que 167 487 personas (10,4 % de la población) tenían "cierto conocimiento del irlandés", casi exclusivamente en la población católica y nacionalista del país. Más de 92 000 personas en Escocia (justo por debajo del 2 % de la población) poseían algún entendimiento de la lengua gaélica, incluyendo el 72 % de los habitantes de las Hébridas Exteriores. Está aumentando el número de escuelas que enseñan en galés, gaélico escocés e irlandés. Estos idiomas también son hablados por pequeños grupos alrededor del mundo; en Nueva Escocia, Canadá se habla irlandés, mientras que existe una población que habla galés en la Patagonia argentina.
Generalmente, es obligatorio para los alumnos británicos estudiar un segundo idioma en algún momento de su trayectoria escolar: a la edad de 14 años en Inglaterra, y hasta la edad de 16 en Escocia. El francés y el alemán son los dos idiomas más estudiados en Inglaterra y Escocia. En Gales, todos los alumnos de 16 años deben haber aprendido el galés como segunda lengua.

### Religión

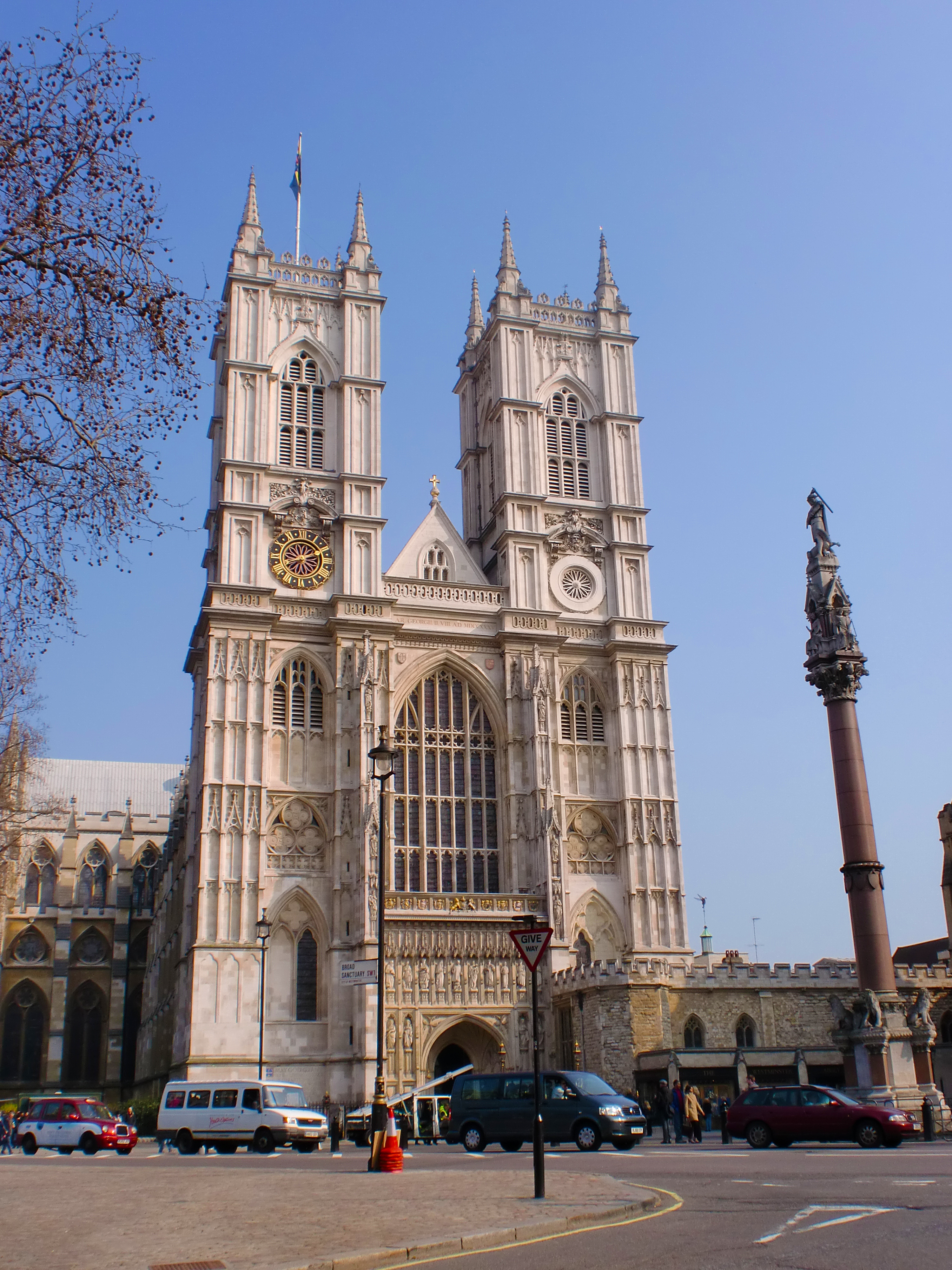
La Abadía de Westminster es el sitio donde tradicionalmente se llevan a cabo las ceremonias de coronación de los reyes británicos.

En el Acta de Unión de 1707, que llevó a la formación del Reino Unido, se aseguró que el protestantismo seguiría existiendo, así como un vínculo entre la Iglesia y el Estado que permanece hasta el siglo XXI. De esta forma, el cristianismo es la religión con más seguidores, seguida por el islam, el hinduismo, el sijismo y el judaísmo, según los datos obtenidos en el censo de 2001.
En el mismo censo el 71,6 % de los encuestados dijo que el cristianismo era su religión, aunque encuestas que emplean una pregunta "más específica" tienden a encontrar proporciones menores; tal es el caso del Estudio de Tearfund de 2007, el cual reveló que el 53 % se identificaron como cristianos, y del Estudio británico de Actitudes Sociales de 2007, que encontró que era casi un 47,5 %. Sin embargo, el Estudio de Tearfund demostró que solo uno de cada diez británicos realmente asistía a la iglesia semanalmente.

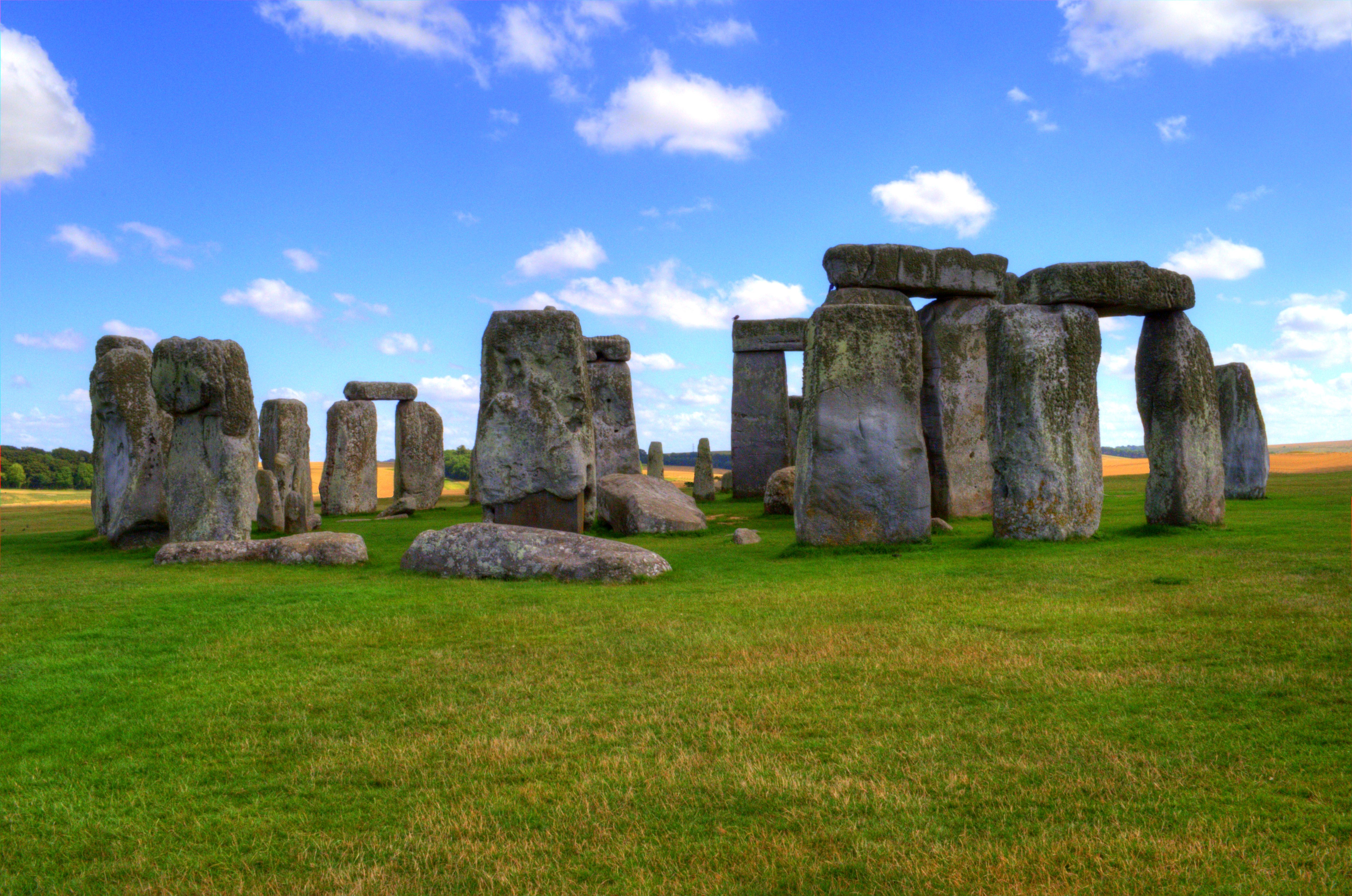
Varias religiones neopaganas utilizan sitios como Stonehenge para llevar a cabo rituales y ceremonias.

El Estudio británico de Actitudes Sociales de 2007, que abarca a Inglaterra, Gales y Escocia, pero no a Irlanda del Norte, indicó que 20,87 % de la población eran parte de la Iglesia de Inglaterra, 10,25 % cristianos sin denominación, 9,01 % católicos, 2,81 % presbiterianos (Iglesia de Escocia), 1,88 % metodistas, 0,88 % bautistas y 2,11 % cristianos de otro tipo. Entre otras religiones, los musulmanes ocupaban el 3,30 %, los hinduistas el 1,37 %, los judíos el 0,43 %, los sijistas el 0,37 % y los adeptos a otras religiones el 0,35 %. Una gran proporción afirmó no tener ninguna religión (45,67 %).
En el censo de 2001, 9,1 millones de personas (15 % de la población) afirmaron ser ateos, con más de 4,3 millones de personas (7 %) que no indicaron una preferencia religiosa en específico. Existe una disparidad entre las cifras para aquellos que se identifican con una religión en particular y para aquellos que proclaman la creencia en un dios: una encuesta del Eurobarómetro realizada en 2005 mostró que el 38 % de los encuestados cree que "hay un dios", 40 % cree que "hay algún tipo de espíritu o fuerza vital" y 20 % dijo que "no creo que exista algún tipo de espíritu, dios o fuerza vital". El druidismo es desde 2010 reconocido como una de las religiones oficiales del Reino Unido y como una de las más antiguas del país.

### Sanidad

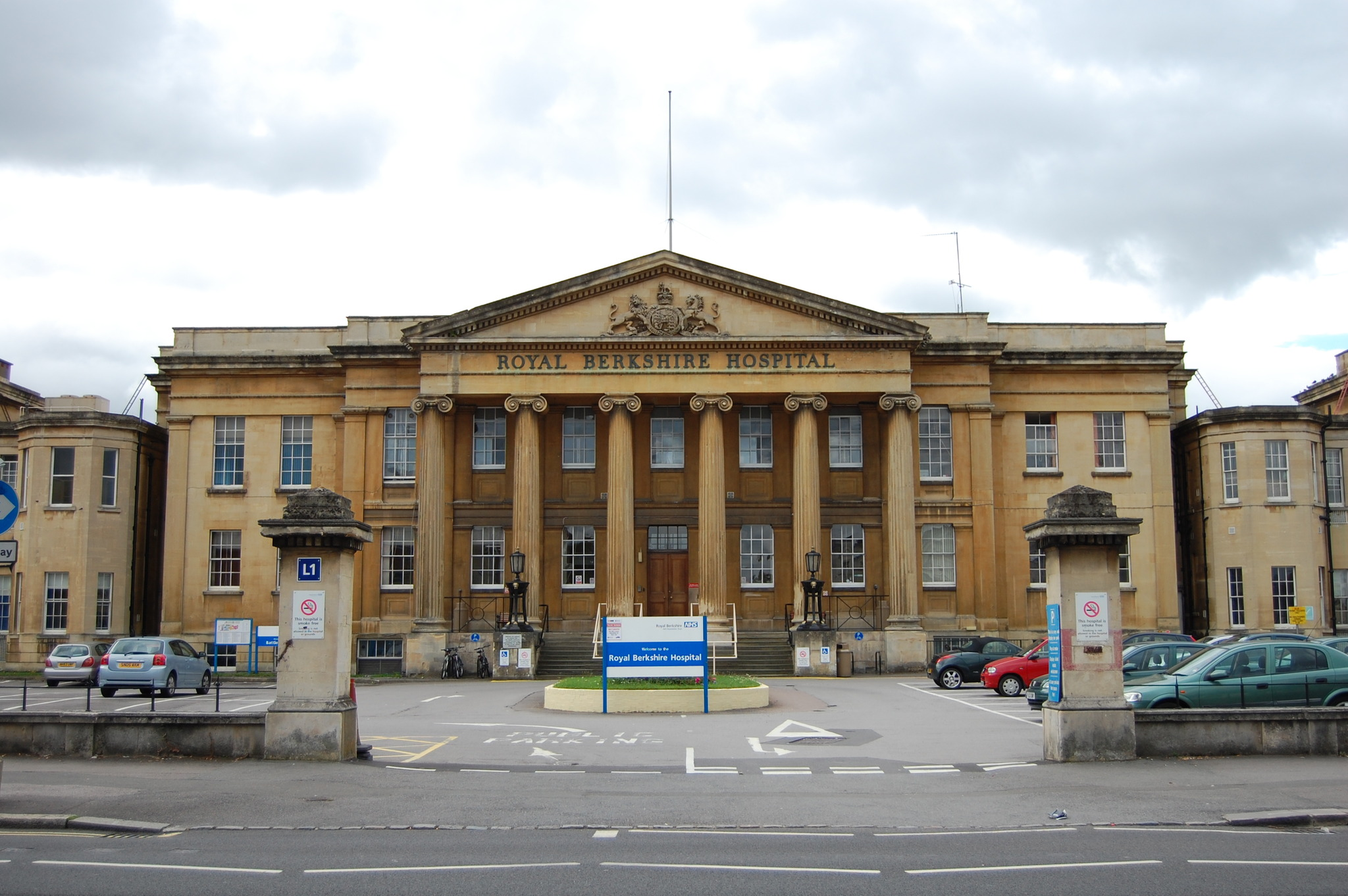
El Royal Berkshire Hospital, en Reading, es uno de los más prestigiosos del Reino Unido.

Al igual que la educación, la asistencia médica es un asunto descentralizado, por lo que Inglaterra, Irlanda del Norte, Escocia y Gales cuentan con su propio sistema de atención de la salud, junto con terapias alternativas, holísticas y complementarias. El National Health Service (NHS) (Servicio Nacional de Salud) es el organismo encargado de brindar asistencia médica a todos los residentes permanentes del Reino Unido de manera gratuita. En 2000, la Organización Mundial de la Salud situó al National Health Service como el decimoquinto mejor en Europa y el decimoctavo en el mundo.
Además del National Health Service, existen varios organismos encargados del cuidado de la salud que son administrados por el gobierno, como el Consejo Médico General y el Consejo de Obstetricia y Enfermería, mientras que otros corresponden a la iniciativa privada, como los Colegios Reales. Sin embargo, la política y la administración del National Health Service corresponden a cada nación constitutiva. Cada National Health Service tiene diferentes políticas y prioridades, resultando en grandes contrastes entre uno y otro.
Desde 1979, los gastos del servicio médico han aumentado significativamente, acercándose al gasto promedio de la Unión Europea. El Reino Unido gasta alrededor de un 8,4 % de su PIB en el cuidado de la salud, lo que está un 0,5 % por debajo del promedio de la Organización para la Cooperación y el Desarrollo Económico y alrededor de un 1 % por debajo del promedio de la Unión Europea.
Casi 5.500 pacientes murieron mientras esperaban una cama de hospital entre 2016 y 2019, muertes relacionadas con el tiempo de espera y no con el estado de los pacientes. El sistema sanitario británico sufre varios problemas, como la masificación y la falta de personal y recursos. Entre 2010 y 2019, se recortaron más de 17.000 camas en Inglaterra como consecuencia de las políticas de austeridad, mientras aumenta el número de personas que necesitan ser hospitalizadas. La esperanza de vida de los británicos se ha estancado desde 2011 e incluso tiende a disminuir para los sectores más vulnerables de la población, sobre todo en las zonas desindustrializadas del norte de Inglaterra.
El sistema sanitario británico está en crisis. En 2023 hay más de 7 millones de personas en listas de espera, con pacientes que tienen que esperar varios meses, a veces años, antes de ser atendidos. Los indicadores sanitarios también muestran un sistema en crisis. El Reino Unido tiene una de las tasas de supervivencia al cáncer y al ictus más bajas de cualquier país desarrollado, con una esperanza de vida estancada más de una década. Adicionalmente, el sistema sanitario enfrenta una crisis financiera bajo un contexto económico complejo, que se manifiesta por costos crecientes respecto a su PIB, el impacto de la pandemia del COVID-19 y la austeridad fiscal, haciendo al sistema difícil sostenerse financieramente. Según plantea Paul Johnson, director del Instituto de Estudios Fiscales (IFS, por sus siglas en inglés), “Tenemos una combinación horrible de niveles impositivos récord, endeudamiento muy alto, tasas de interés altas y un crecimiento débil y todavía estamos luchando para financiar los servicios de salud”.

## Cultura
La cultura del Reino Unido, también llamada "cultura británica", puede ser descrita como el legado de la historia de un país insular desarrollado, una gran potencia y también como el resultado de la unión política de cuatro países, cada uno conservando sus elementos distintivos de las tradiciones, costumbres y simbolismos. Como resultado del dominio del Imperio británico, la influencia de la cultura británica se puede observar en el idioma, las tradiciones, las costumbres y los sistemas jurídicos de muchas de sus antiguas colonias, como Canadá, Australia, Nueva Zelanda, India y los Estados Unidos.
El arte y la cultura han sido influenciados históricamente por la ideología occidental. Desde la expansión del Imperio británico, la experiencia del poder militar, político y económico llevó a una técnica, gusto y sensibilidad únicos de los artistas del Reino Unido. Los británicos usaban su arte "para ilustrar sus conocimientos y liderar el mundo natural", mientras que los colonos de América del Norte, Australasia y Sudáfrica "se embarcaron hacia la búsqueda de una expresión artística distintiva y apropiada para su identidad nacional". El imperio estuvo "en el centro, más que en los márgenes, de la historia del arte británico", y las artes visuales de la época victoriana han sido fundamentales para la construcción, celebración y expresión de la identidad británica.

### Arte

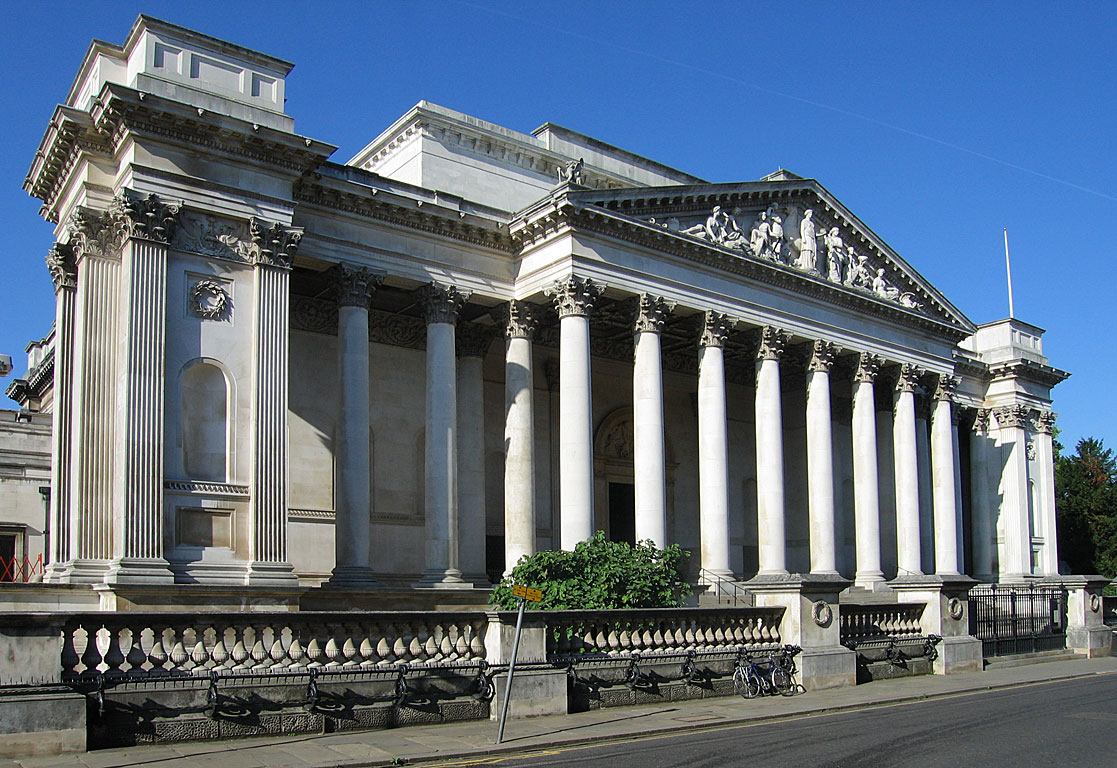
El Museo Británico alberga algunas de las obras artísticas más famosas, no solo del Reino Unido, sino del mundo entero.

El arte del Reino Unido abarca todas las manifestaciones artísticas realizadas desde la fundación del país hasta la actualidad. Sin embargo, gran parte del denominado arte británico proviene de antes de 1707, siendo Stonehenge la manifestación artística más antigua en el país, ya que data del año 2500 a. C. Desde entonces, el arte en el territorio comprendido por el Reino Unido se fue desarrollando con el paso de los siglos, y para la época de la unión de las cuatro naciones, cada una ya contaba con una tradición artística definida.
La época de mayor auge para las artes británicas fue durante el Imperio, cuando el Reino Unido se ubicó a la cabeza de varios movimientos artísticos en los que además de representar momentos históricos, bíblicos y mitológicos, plasmaron momentos de la vida cotidiana que podían trascender en el arte. Además, gracias a la expansión imperial los artistas pudieron tomar influencias de las culturas de los países bajo el dominio británico, tales como India, Estados Unidos, etc., al mismo tiempo que las obras británicas dejaban su huella y legado dentro de los artistas de las colonias. Durante el siglo XX, el arte británico comenzó a expandirse a las corrientes del arte moderno y contemporáneo, como el posimpresionismo, el cubismo y el impresionismo.
Actualmente, existen varias instituciones artísticas en el Reino Unido, de las cuales han surgido varios movimientos artísticos y artistas destacados dentro de su campo. Entre estas se encuentran la Royal Academy, el Royal College of Art, la Royal Society of Arts y la galería Tate. Además, dentro de sus fronteras también se ubican varios museos y galerías de prestigio internacional, como el Museo Británico, la National Gallery de Londres, la Galería Nacional de Escocia, el Museo de Ciencias de Londres o el Museo de Yorkshire, entre otros.

### Arquitectura

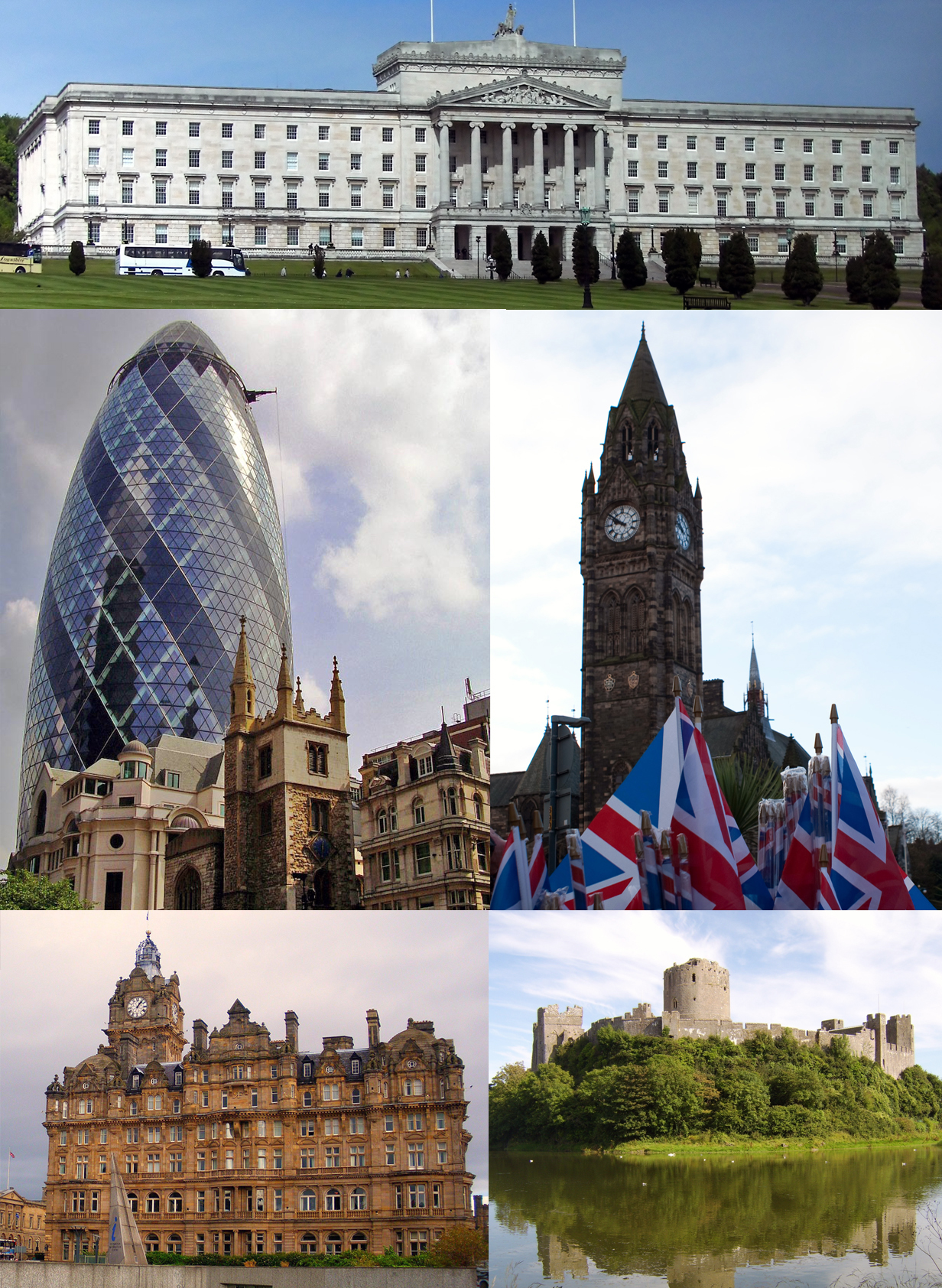
Ejemplos de la arquitectura británica.

La arquitectura británica se caracteriza por la combinación ecléctica de distintos estilos arquitectónicos, variando desde aquellos que se encontraban antes de la creación del país, como la arquitectura romana, hasta la arquitectura contemporánea del siglo XXI. Irlanda del Norte, Escocia y Gales desarrollaron estilos arquitectónicos únicos y jugaron papeles importantes en la historia de la arquitectura mundial. Aunque existen estructuras prehistóricas y clásicas en las islas británicas, la historia de la arquitectura británica comienza con las primeras iglesias anglosajonas, construidas poco después de la llegada de Agustín de Canterbury a Gran Bretaña en el año 597. Desde el siglo XII, la arquitectura normanda se esparció en Gran Bretaña e Irlanda, en forma de castillos e iglesias para ayudar a imponer la autoridad normanda en sus dominios. La arquitectura gótica inglesa, que floreció entre 1189 y 1520, fue traída desde Francia, pero rápidamente desarrolló sus propias características.
Por todo el país, la arquitectura medieval secular se desarrolló en forma de castillos, la mayoría de ellos se encuentra cerca de la frontera entre Inglaterra y Escocia, y datan del siglo XVI, la época de las guerras de independencia de Escocia. La invención de las armas de fuego y el cañón hicieron a los castillos inútiles y el renacimiento inglés dio paso al desarrollo de nuevos estilos artísticos para la arquitectura nacional: el estilo Tudor, el barroco inglés y el palladianismo. La arquitectura georgiana y neoclásica avanzaron después de la Ilustración Escocesa y a partir de la década de 1930 aparecieron varios estilos modernistas. Sin embargo, la lucha por la conservación de las antiguas estructuras y la resistencia de los movimientos tradicionalistas ha cobrado fuerza, además de ser apoyados por figuras públicas como Carlos III.

### Cine

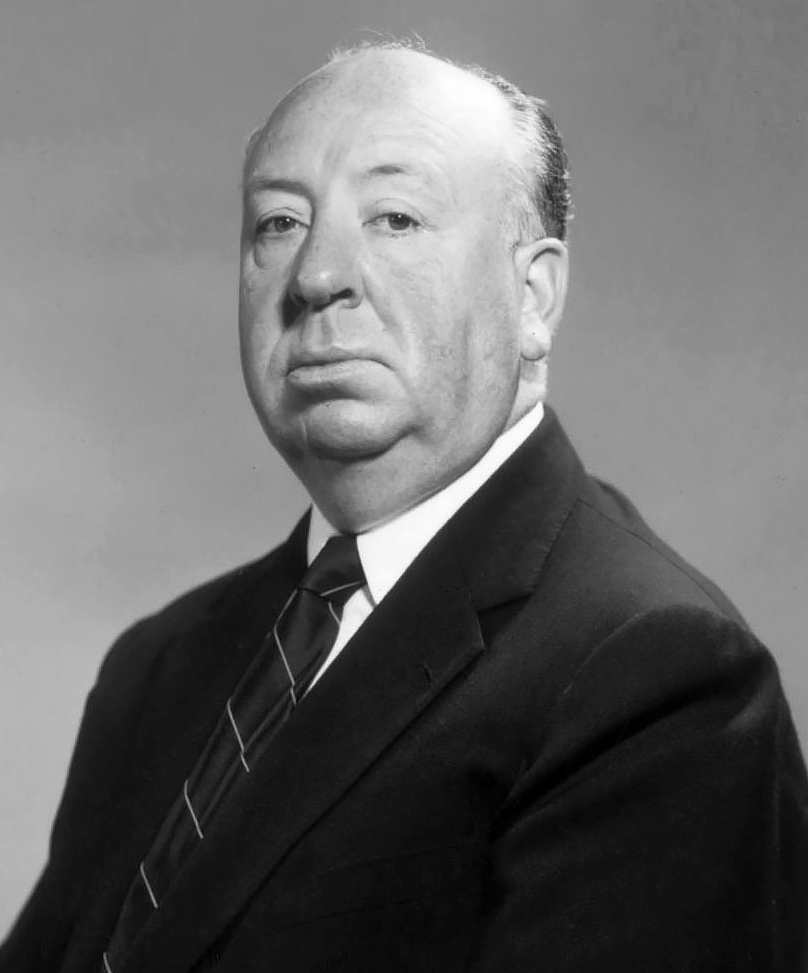
El director de cine Alfred Hitchcock (1899-1980).

El Reino Unido fue una fuerte influencia en el desarrollo del cine, con los Estudios Ealing que reclaman el título de ser los estudios más antiguos en el mundo. A pesar de una historia de producciones importantes y exitosas, esta industria se caracteriza por un debate en curso sobre su identidad y las influencias del cine estadounidense y europeo. El mercado británico es muy pequeño para que la industria cinematográfica británica pueda producir exitosamente blockbusters al estilo de Hollywood por un período sostenido. En comparación con la estadounidense, la industria cinematográfica británica no ha sido capaz de producir éxitos comerciales a nivel internacional; por lo que mantiene una actitud compleja y dividida hacia Hollywood. No obstante, cabe destacar que ocho de las diez películas más taquilleras de todos los tiempos tienen alguna dimensión británica, sea histórica, cultural o creativa: Titanic, dos episodios de El Señor de los Anillos, dos de la trilogía de los Piratas del Caribe y tres películas de la saga de Harry Potter.

### Literatura

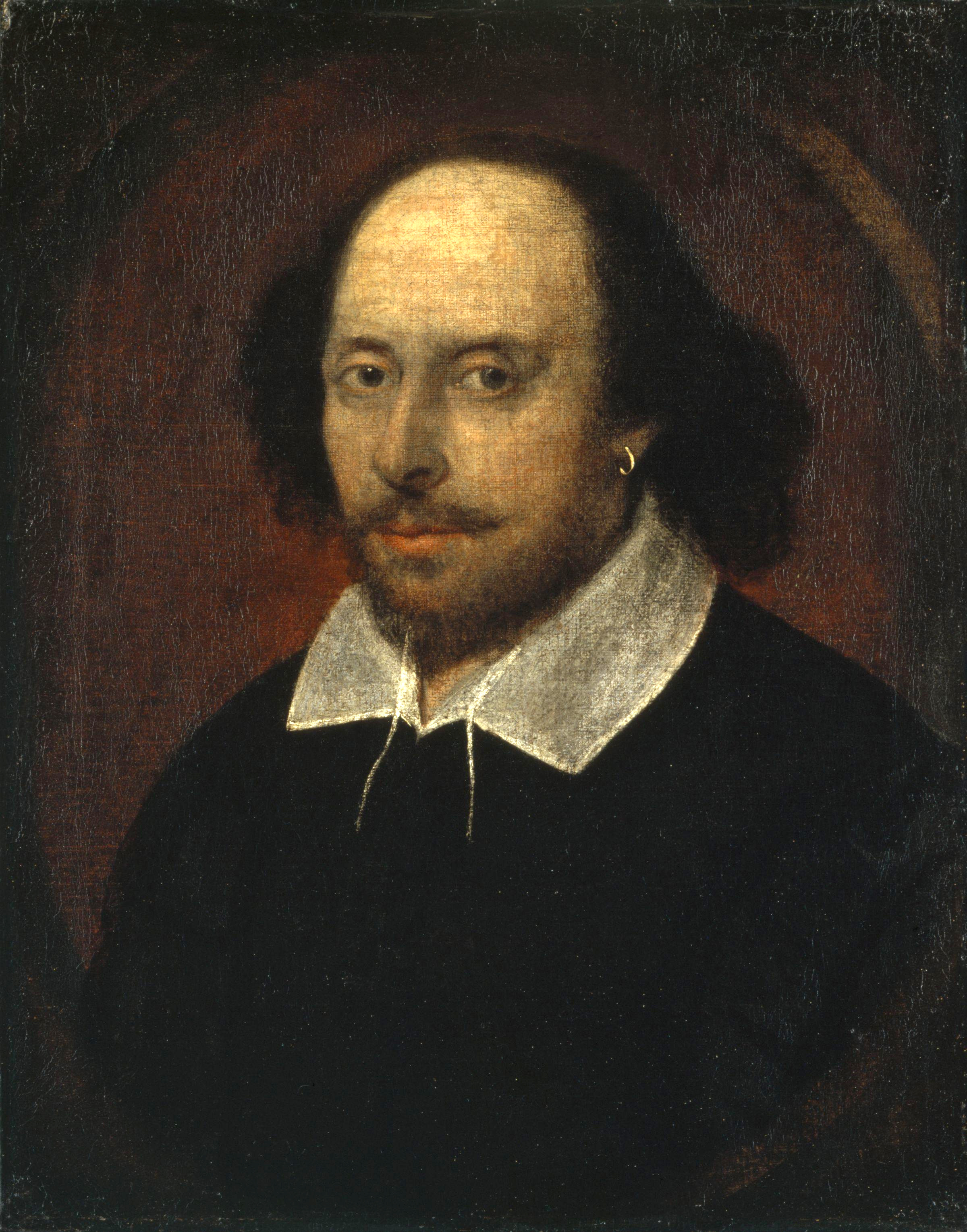
El dramaturgo y poeta William Shakespeare (1564-1616).

La literatura británica se refiere a la literatura asociada con el Reino Unido, la isla de Man y las islas del Canal, así como a la literatura de Inglaterra, Gales y Escocia antes de la formación del país. La mayor parte de las obras de la literatura británica fue escrita en el idioma inglés. El Reino Unido publica cerca de 206 000 libros cada año, convirtiéndolo en el mayor editor de libros en el mundo. La capital de Escocia, Edimburgo, fue declarada como "Ciudad de Literatura" por la UNESCO.
El poeta y dramaturgo inglés William Shakespeare es ampliamente considerado como el mayor dramaturgo de todos los tiempos. Entre los escritores en inglés más reconocidos se encuentran Geoffrey Chaucer (siglo XIV), Thomas Malory (siglo XV), Thomas More (siglo XVI) y John Milton (siglo XVII). A Samuel Richardson, escritor del siglo XVIII, se le atribuye la invención de la novela epistolar, además de Daniel Defoe el creador de Robinson Crusoe. En el siglo XIX, siguieron más representantes de la literatura británica: la innovadora Jane Austen, la novelista gótica Mary Shelley, el escritor de cuentos para niños Lewis Carroll, las hermanas Emily, Charlotte y Anne Brontë, el activista social Charles Dickens, el naturalista Thomas Hardy, el poeta visionario William Blake, el poeta romántico William Wordsworth y sir Arthur Conan Doyle creador de Sherlock Holmes.
Los escritores más famosos del siglo XX incluyen al novelista de ciencia ficción H. G. Wells, los escritores de clásicos infantiles Rudyard Kipling y A. A. Milne, el controvertido D. H. Lawrence, la modernista Virginia Woolf, el satírico Evelyn Waugh, el novelista George Orwell, el popular novelista Graham Greene, la novelista policíaca Agatha Christie, el creador de James Bond Ian Fleming, los escritores de fantasía J. R. R. Tolkien, C. S. Lewis y más recientemente J. K. Rowling; así como los poetas Ted Hughes y John Betjeman.

### Ciencia y tecnología

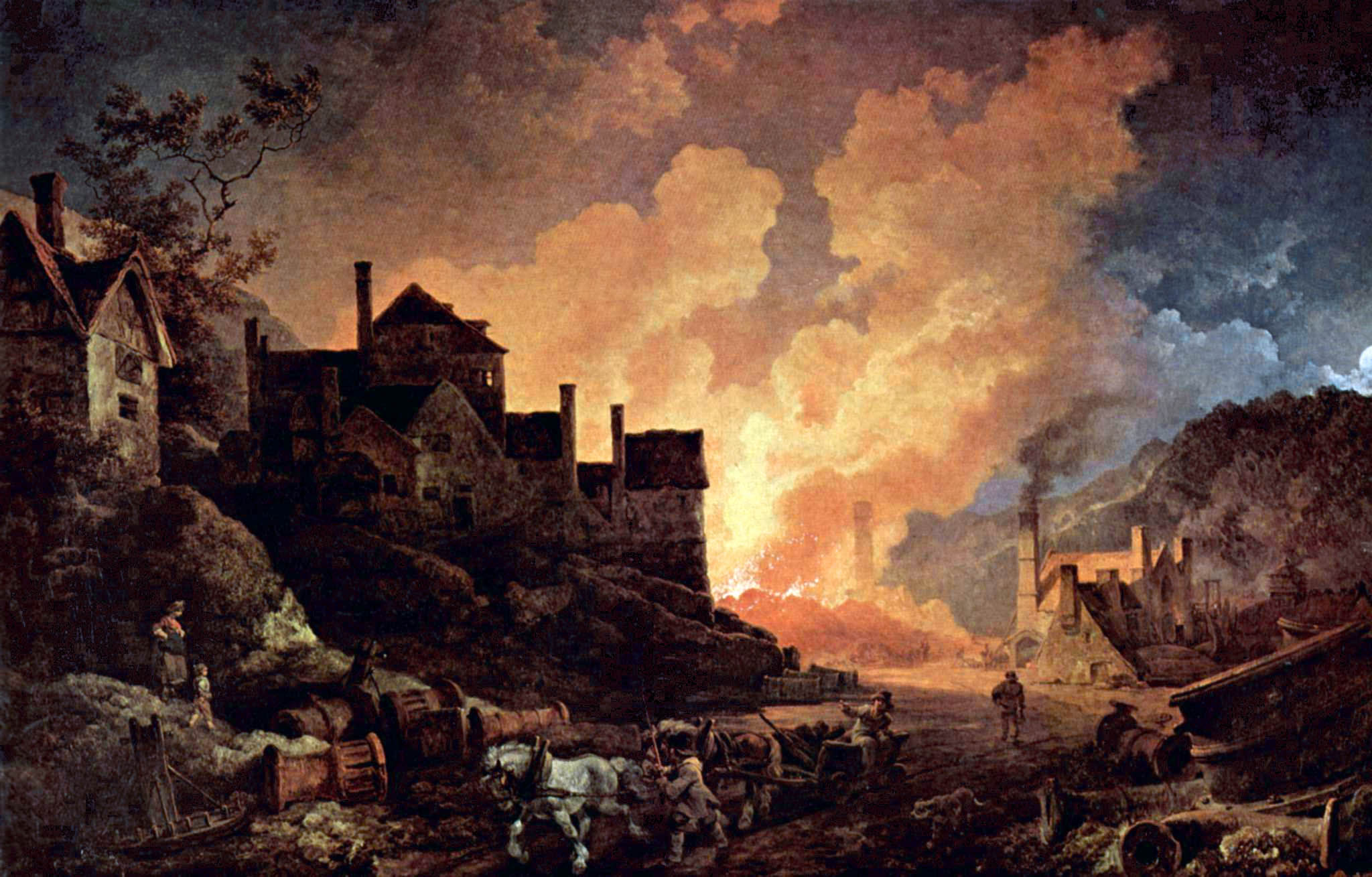
Las grandes transformaciones de la Revolución Industrial tuvieron su origen en el Reino Unido.

Desde su fundación, el Reino Unido ha estado a la cabeza de los avances científicos y tecnológicos, así como en la investigación y desarrollo. La Royal Society es la sociedad científica más antigua del Reino Unido, y una de las más antiguas en el mundo. Durante sus más de 300 años de historia, se ha encargado de promover, proteger y divulgar el conocimiento y las ciencias en el país y en el mundo entero. Dentro de esta sociedad participaron varios científicos que contribuyeron al avance de sus respectivas áreas de conocimiento; entre estos se encuentran: Robert Boyle, John Wallis, Isaac Newton, Robert Hooke, Thomas Willis, entre otros. El Consejo de Facilidades para la Ciencia y Tecnología es otro de los organismos encargados de promover y dar apoyo a las investigaciones científicas en el país. Durante los años 2008 y 2009, este consejo invirtió más de 1200 millones de dólares estadounidenses para brindar recursos a varios institutos y sociedades científicas británicas. Con respecto a la investigación biomédica, uno de los grandes avances en este país ha sido la secuenciación del genoma de 10 000 personas británicas para conocer las variantes genéticas raras y de baja frecuencia implicadas en la salud y la enfermedad.
Como país líder de la Revolución Industrial, los inventores del Reino Unido le brindaron al mundo varias innovaciones, principalmente en el campo de la textilería, la maquinaria de vapor, los ferrocarriles y la ingeniería. Dentro de este periodo destacan los inventores George Stephenson, James Watt y Robert Stephenson. Desde entonces, los inventos e inventores británicos han destacado y sido numerosos. Entre estos nuevos innovadores se encuentran Alan Turing, Alexander Graham Bell, John Logie Baird, Frank Whittle, Charles Babbage, Alexander Fleming, entre muchos otros. En 2007, el Reino Unido contaba con 79 855 patentes en vigor, el séptimo país con mayor número de ellas.
Según el Índice global de innovación, a cargo de la Organización Mundial de la Propiedad Intelectual, en su versión 2024, Reino Unido se ubica en el quinto lugar en innovación, dentro de dicho índice, entre 133 países, bajando desde el cuarto lugar que ocupó desde 2020. La inversión de las empresas del Reino Unido en tecnología y ciencias fue de 9700 millones de dólares entre 2010 y 2015.

### Filosofía
El Reino Unido es famoso por la tradición del "empirismo británico", una rama de la filosofía del conocimiento que indica que el único conocimiento válido es aquel que se comprueba por la experiencia; y de la "Filosofía escocesa", que a veces se denomina el "la escuela escocesa del sentido común". Los filósofos más famosos del empirismo británico son: John Locke, George Berkeley y David Hume, mientras que Dugald Stewart, Thomas Reid y William Hamilton fueron los principales exponentes de la escuela escocesa del sentido común. Gran Bretaña también es notable por una teoría de la filosofía moral, el utilitarismo, usado por primera vez por Jeremy Bentham y posteriormente por John Stuart Mill, en su obra homónima Utilitarismo. Otros eminentes filósofos del Reino Unido y de los Estados que lo precedieron incluyen a Duns Scoto, John Lilburne, Mary Wollstonecraft, Francis Bacon, Adam Smith, Thomas Hobbes, Guillermo de Ockham, Bertrand Russell y Alfred Jules Ayer.

### Música

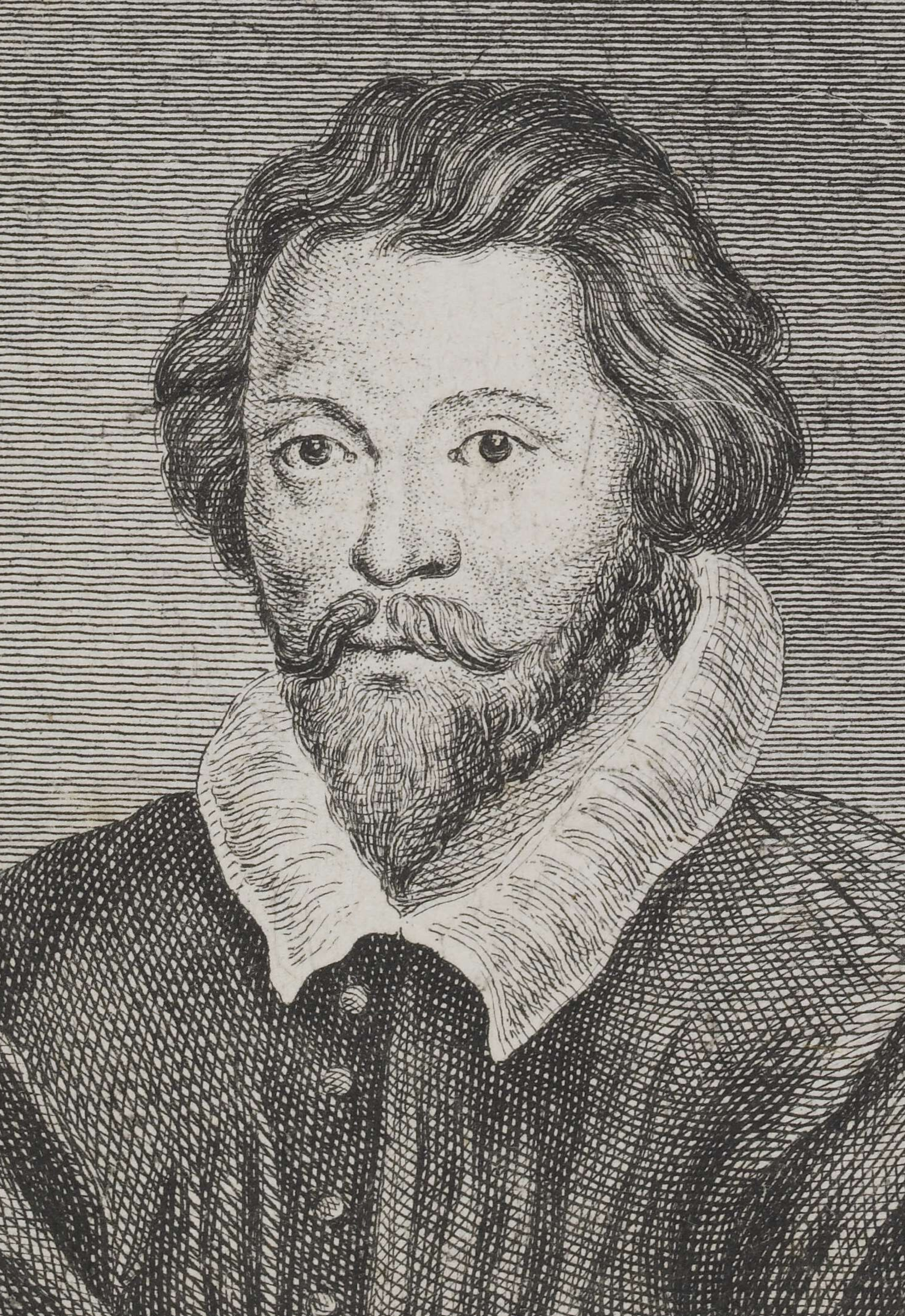
William Byrd.

Existen varios estilos musicales bastante populares en el Reino Unido, desde la música folclórica de Inglaterra, Irlanda, Escocia y Gales, hasta la música popular urbana. Entre los compositores británicos de música clásica más notables se encuentran:John Dunstable, William Byrd, Thomas Tallis, Henry Purcell, Thomas Arne, Edward Elgar, Frederick Delius, Gustav Holst, Arthur Sullivan (conocido por trabajar con el libretista W. S. Gilbert), Ralph Vaughan Williams, Benjamin Britten, pionero de la ópera moderna británica, Rebecca Clarke, Elisabeth Lutyens, Brian Ferneyhough, John Tavener, Oliver Knussen y Peter Maxwell Davies. Este último fue maestro de música del rey, hasta el año 2014, cuando lo sucedió Judith Weir. También aquí se encuentran varias orquestas sinfónicas y coros de renombre internacional, como la Orquesta Sinfónica de la BBC y el Coro de la Sinfónica de Londres. El compositor barroco Georg Friedrich Händel, aunque nació en Alemania, obtuvo la ciudadanía británica y algunas de sus mejores obras, como El Mesías, fueron escritas en inglés.
Los británicos más prominentes que han influenciado la música popular de los últimos cincuenta años incluyen a The Beatles, Queen, Led Zeppelin,Oasis, Blur, Pink Floyd y The Rolling Stones, todos ellos con ventas que superan los doscientos millones de discos en todo el mundo. Asimismo, The Beatles tienen el récord de ventas musicales, con más de mil millones de discos vendidos a nivel internacional. Un gran número de ciudades británicas son conocidas por su escena musical: estadísticamente, los artistas de Liverpool son los que tienen más éxito en la lista UK Singles Chart. Por su lado, la contribución de Glasgow a la escena musical fue reconocida en 2008, cuando fue nombrada por la UNESCO como "Ciudad de la Música", título que comparte con Bolonia, Sevilla y Gante.

### Gastronomía

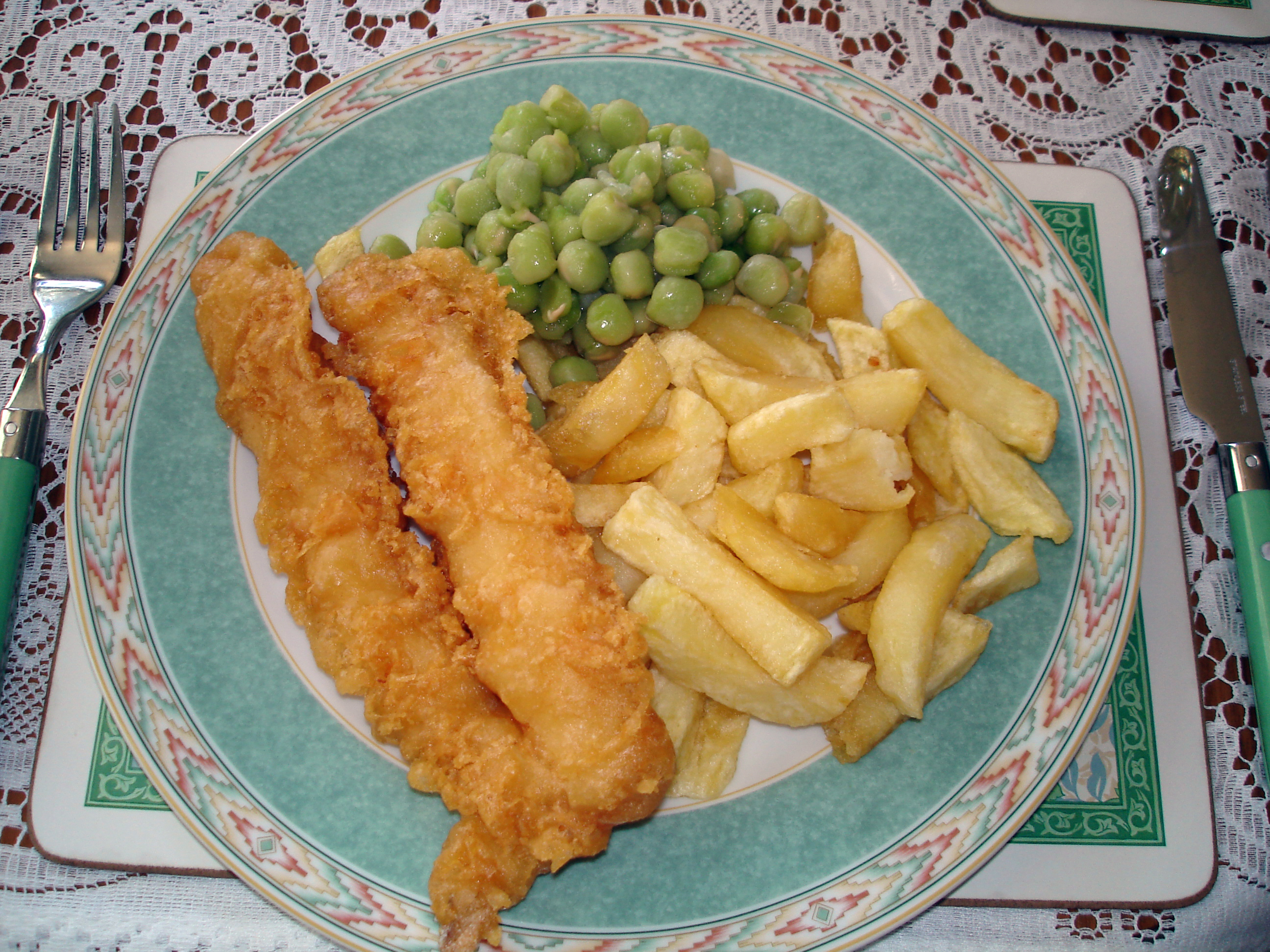
Plato de fish and chips (pescado y patatas fritas), tradicional de la cocina británica.

Históricamente, la gastronomía del Reino Unido ha sido etiquetada como «platos desabridos hechos con ingredientes de baja calidad, mezclados con salsas simples para acentuar el sabor, en vez de disfrazarlo.» Sin embargo, la cocina británica ha absorbido la influencia cultural de los inmigrantes establecidos en el país, produciendo varios platillos híbridos, como el pollo tikka masala, considerado «el verdadero platillo nacional británico».
Los platos tradicionales de la cocina británica incluyen el fish and chips, el Sunday roast, el steak and kidney pie y el bangers and mash. La gastronomía del Reino Unido tiene múltiples variantes nacionales y regionales, como son las gastronomías propias de Inglaterra, Escocia y Gales, las cuales han desarrollado sus propios platillos regionales, tales como el queso Cheshire, el Yorkshire pudding y el pastel galés. Como en otros países occidentales, el consumo de comida rápida es muy amplio, lo que ha ocasionado un problema de salud pública tan grave como el que sufre Estados Unidos.
El té es la bebida más popular en el país y de hecho también es una de las tradiciones gastronómicas más conocidas de la cocina del Reino Unido. Originada durante el siglo XIX, la tea time (literalmente, «la hora del té», pero mejor traducido como «la hora de la merienda»), no es exclusivamente para consumir té, sino que es una de las comidas centrales de los británicos, similar a una merienda o incluso la cena. El tea break y el tea sandwich son dos variaciones de esta comida.

## Antropología

### Higiene personal
El 62 % de los británicos se ducha o baña al menos una vez al día. En cuanto al momento del día preferido, el 50 % prefiere ducharse por la mañana, mientras que el 34 % prefiere ducharse por la noche; el 16 % restante prefiere ducharse tanto por la mañana como por la noche. La ducha dura un promedio de unos ocho minutos.

## Deporte

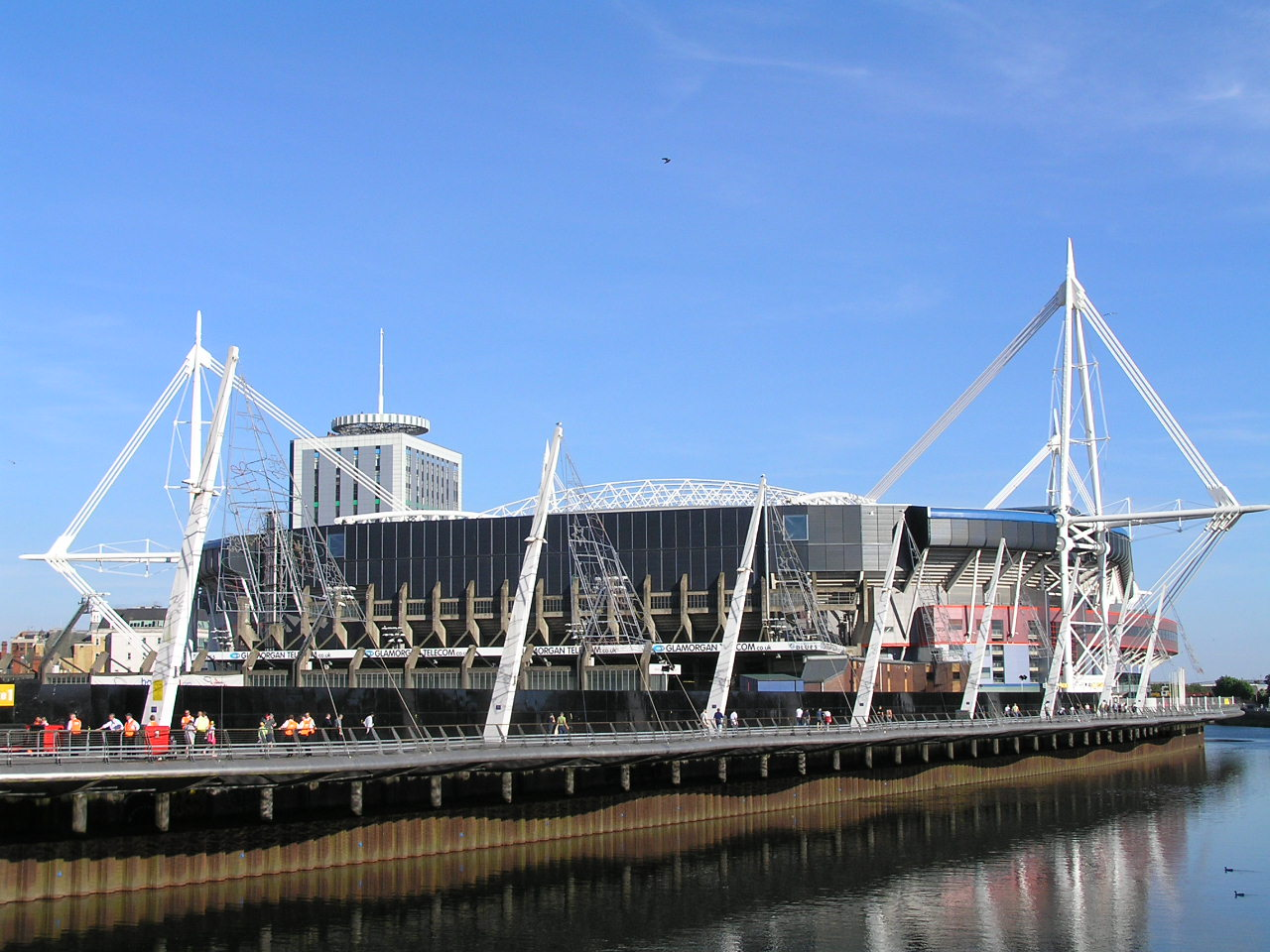
Millenium Stadium de Cardiff, centro polideportivo de Gales.

El deporte es un elemento clave de la cultura británica. Gran cantidad de deportes fueron creados en el Reino Unido, incluyendo el fútbol, el rugby, el tenis y el golf, siendo el primero el deporte más popular en el país. 
En la mayoría de las competiciones internacionales de deportes de equipo, las cuatro naciones del Reino Unido —Inglaterra, Escocia, Gales e Irlanda del Norte— compiten de forma separada (en el caso de Irlanda del Norte, continua unida al resto de la isla de Irlanda en muchos deportes, como en el rugby o el golf), así como en los Juegos de la Mancomunidad. Sin embargo, en algunos deportes el Reino Unido participa como un único equipo, como en el baloncesto.
En los Juegos Olímpicos, el Reino Unido también participa como un único equipo, representado por el comité olímpico nacional del Reino Unido, la British Olympic Association. El país ha participado en cada una de las ediciones de los Juegos Olímpicos de la era moderna y ha sido anfitrión de tres ediciones, todas realizadas en Londres: en 1908 (en donde se ubicó en el primer lugar del medallero), 1948 y 2012.
Se afirma que el críquet se inventó en Inglaterra (aunque investigaciones recientes sugieren que en realidad originó en Bélgica) y la selección inglesa, controlada por la Junta de Críquet de Inglaterra y Gales, es el único equipo nacional del Reino Unido con estatus de test críquet. Los miembros de la selección son de nacionalidad galesa e inglesa, a diferencia de las selecciones de otros deportes como el fútbol y el rugby. Algunos norirlandeses y escoceses han jugado para la selección inglesa, debido a que sus respectivas selecciones no cuentan con estatus de test críquet. Todas las naciones constitutivas han competido en la Copa Mundial de Críquet, con Inglaterra llegando a la final en más de tres ocasiones.

Los British and Irish Lions en un partido contra los All Blacks en 2005.

Como en otros deportes colectivos, en el rugby Inglaterra, Escocia, Gales e Irlanda del Norte compiten como países separados en las diversas competencias internacionales, pero con la diferencia de que Irlanda del Norte lo hace en conjunto con la República de Irlanda, por lo que existe una selección de rugby de Irlanda que representa a toda la isla. Sin embargo, cada cuatro años los Leones Británicos e Irlandeses, equipo compuesto por jugadores de todo el Reino Unido más Irlanda, hacen una gira por distintas partes del mundo. Mientras la selección de rugby de Inglaterra logró el campeonato de la Copa del Mundo de Rugby de 2003, la mejor actuación de Gales ha sido un tercer lugar, Escocia un cuarto lugar e Irlanda ha alcanzado a llegar a los cuartos de final.
Una variante del rugby, el rugby league, también conocido como rugby a 13, se practica en todo el país, pero en el norte de Inglaterra (el lugar donde se originó) es el deporte más importante en muchas áreas, en especial en Yorkshire, Cumbria y Lancashire, aunque también tiene presencia en Londres y Gales del Sur. Anteriormente una selección del Reino Unido representaba al país en competiciones internacionales, pero desde 2008 cada nación cuenta con su propia selección de rugby league. El Reino Unido ha sido la sede de la Copa Mundial de Rugby League en seis ocasiones.
El tenis se inventó en la ciudad de Birmingham entre los años 1859 y 1865. Desde 1877, cada verano se celebra en Londres el Campeonato de Wimbledon, que es el tercer Grand Slam del año. A nivel de logros, el Reino Unido ha alcanzado la Copa Davis en diez ocasiones, siendo la última la alcanzada en el año 2015, y ha alcanzado el subcampeonato de la Fed Cup en cuatro ocasiones.

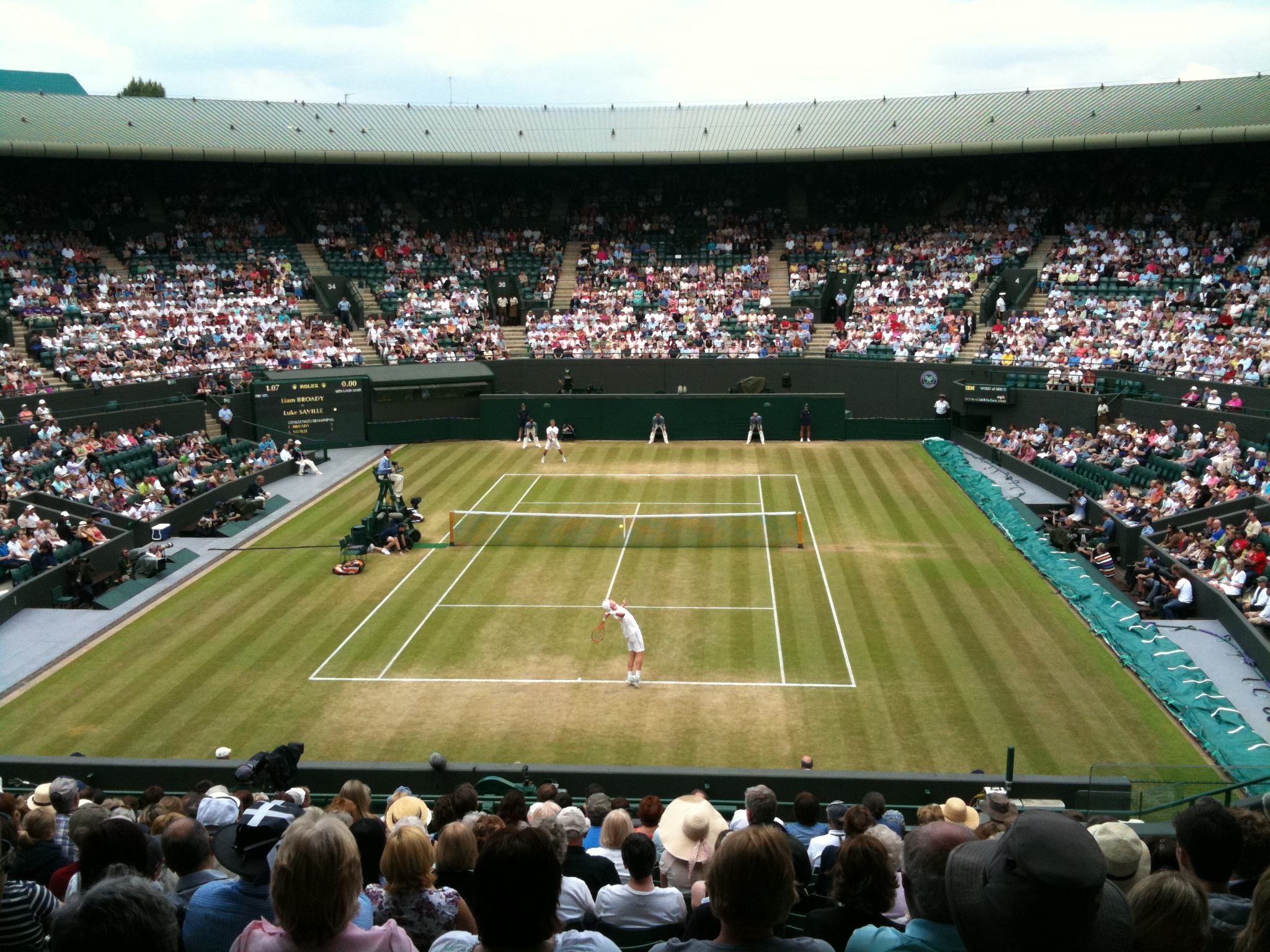
El Campeonato de Wimbledon es el tercer Grand Slam de tenis jugado en el año.

El golf es el sexto deporte más popular del país, en términos de participación. Aunque The Royal and Ancient Golf Club of St Andrews, en Escocia, es la cuna de este deporte, el campo de golf más antiguo del mundo es el Musselburgh Links' Old Golf Course. El shinty (o camanachd) es un deporte muy popular en la región escocesa de Highlands, a veces atrayendo a miles de espectadores de toda la nación, especialmente para ver la final del principal torneo, la Copa Camanachd.
En cuanto al automovilismo, el Reino Unido es uno de los países con mayor participación en este deporte, ya que la mayoría de los equipos de Fórmula 1 tienen su base en el país y los conductores británicos han ganado más títulos en conjunto que ningún otro. En el Circuito de Silverstone se organiza anualmente el Gran Premio de Gran Bretaña, válido para la Fórmula 1. Otros eventos automovilísticos que se organizan en el país son el Campeonato británico de Turismos y una fecha del Campeonato Mundial de Rally. Asimismo, el Reino Unido cuenta con varios de los principales equipos de Fórmula 1, destacándose entre ellos McLaren, Williams Racing, Team Lotus y Red Bull Racing. En el caso de esta última, a pesar del origen austríaco de la marca de bebidas propietaria del equipo, posee sus cuarteles generales en el Reino Unido, debido a la adquisición que hiciera de la franquicia del exequipo Jaguar F1 para poder ingresar al Campeonato Mundial de Fórmula 1.
Otros deportes populares a escala nacional incluyen las carreras de caballos y el hockey sobre césped. Particularmente en Irlanda del Norte, sobre todo dentro de la población católica, son muy populares el fútbol gaélico y el hurling, ambos regidos por la Asociación Atlética Gaélica.

### Fútbol

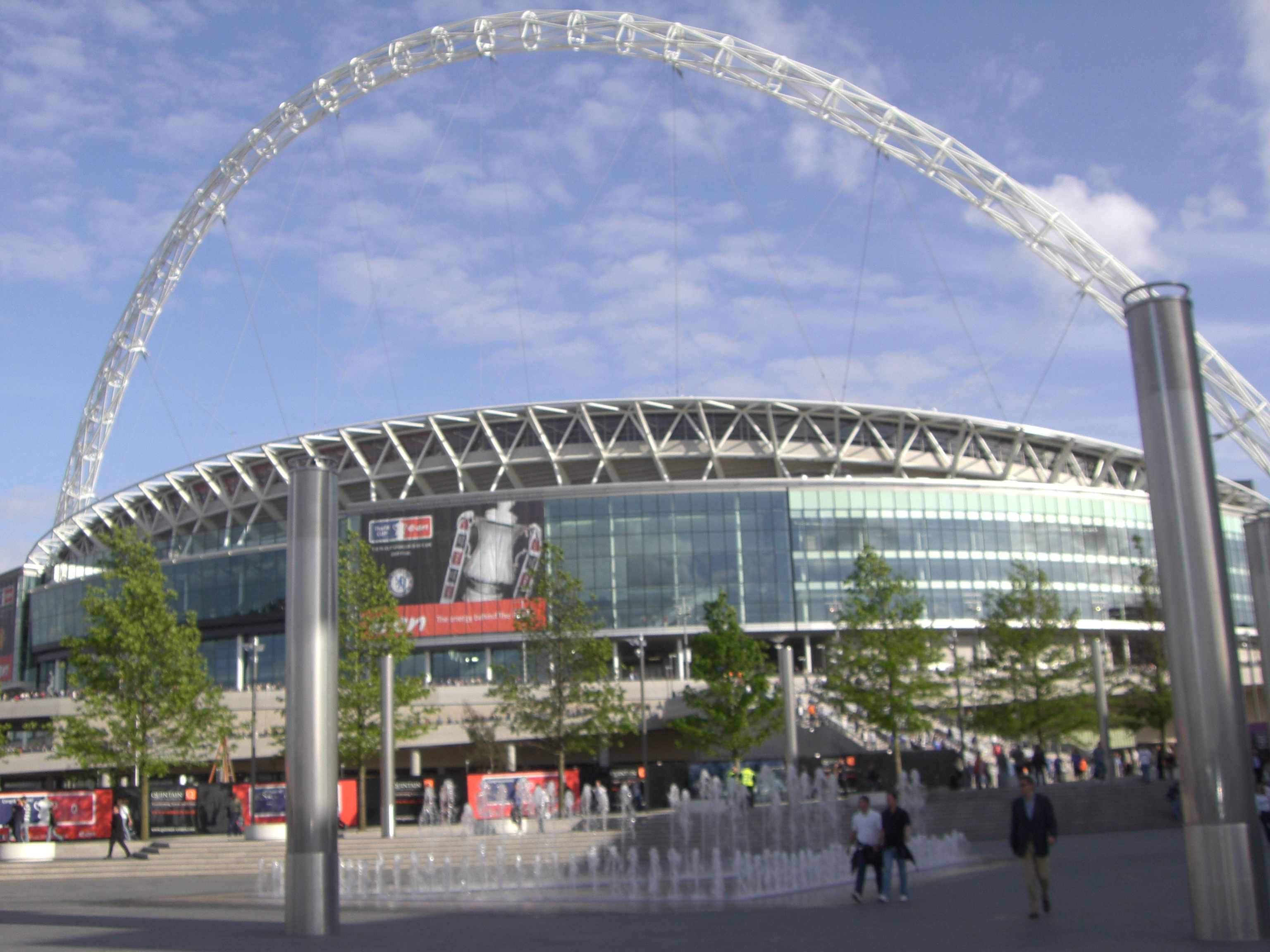
El Estadio de Wembley, en Londres.

El fútbol tiene sus orígenes en el Reino Unido, además de que fue en este país donde se formalizó y estandarizó, convirtiéndose en el deporte más popular. Cada uno de los países constituyentes posee su propia asociación de fútbol, selección nacional y sistema de ligas independiente, aunque algunos clubes compiten fuera de sus países de origen debido a razones históricas o logísticas.
La cuestión por la que las selecciones de fútbol de Inglaterra, Gales, Escocia e Irlanda del Norte pueden disputar las competiciones internacionales por separado, y no sucede lo mismo con otras regiones europeas, es por un motivo histórico. En el momento en el que la FIFA fue creada, en 1904, ya existía la Asociación de Fútbol de Inglaterra (Football Association, 1863), la Asociación de Fútbol de Escocia (Scottish Football Association, 1873), la Asociación de Fútbol de Gales (Football Association of Wales, 1876) y la Asociación Irlandesa de Fútbol (Irish Football Association, 1880), cuyas selecciones ya habían disputado partidos internacionales y contaban con sus propias competiciones domésticas. Por eso, en cuanto la FIFA —así como la UEFA, más de cuarenta años después— solicitó a esas federaciones que se afiliaran, estas aceptaron, pero siempre y cuando se mantuvieran intactos sus estatutos, cada uno por separado.
Distinta es la situación durante los Juegos Olímpicos. El Comité Olímpico Internacional dejó en claro desde su fundación, en 1894, que solo iba a permitir la participación de estados soberanos. Existen otros deportes en los que ingleses, escoceses, galeses y norirlandeses van por separado, todos ellos de enorme tradición, y que no son olímpicos, por ejemplo el cricket o el rugby. Es por este motivo que la isla ha disputado a través de una selección unificada los Juegos Olímpicos realizados entre 1908 y 1972 (bajo el nombre oficial de Gran Bretaña e Irlanda del Norte) y el de 2012, ocasión para la cual se conformó una selección olímpica compuesta mayoritariamente por futbolistas ingleses y algunos galeses, aunque sin escoceses ni norirlandeses.
Cada nación constitutyente tiene su propio sistema de ligas. A su vez, el sistema de ligas de Inglaterra incluye cientos de ligas interconectadas con miles de divisiones. La máxima categoría, la Premier League, es la liga de fútbol con mayor audiencia en el mundo. Bajo la Premier League está la Football League, que consiste en tres divisiones, y luego la Football Conference, que consiste en una división nacional y dos divisiones regionales. Los equipos ingleses han obtenido buenos resultados en las competiciones europeas, incluyendo los que han ganado la Liga de Campeones de la UEFA: Liverpool en seis ocasiones, Manchester United en tres ocasiones, Nottingham Forest y Chelsea en dos y Aston Villa en una. En total, los clubes de Inglaterra han ganado cuarenta competiciones internacionales de la UEFA. El principal coliseo deportivo de Inglaterra es el Estadio de Wembley, donde juega de local la selección de fútbol de Inglaterra, que cuenta con una capacidad para 90 000 personas.

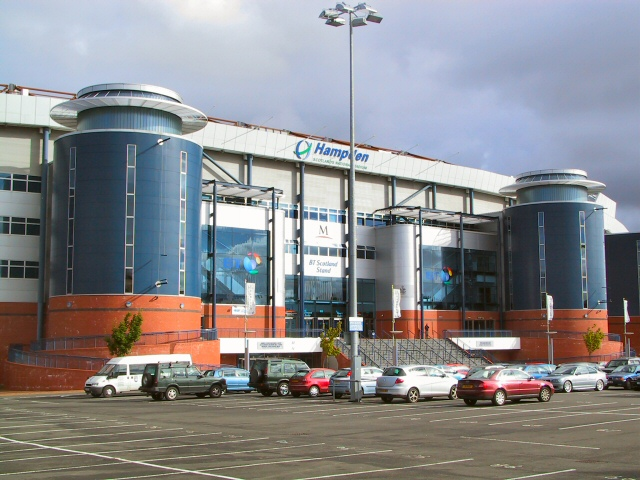
Hampden Park de Glasgow, sede de la selección de fútbol de Escocia.

El sistema de ligas de Escocia tiene dos ligas nacionales: la Scottish Premiership, máxima categoría, y la Football League de Escocia, que tiene tres divisiones. Un club de Inglaterra, el Berwick Rangers, compite en el sistema escocés de fútbol. Los equipos más importantes de Escocia son el Celtic Football Club y el Rangers Football Club, ambos de Glasgow: el Celtic se proclamó campeón de la Liga de Campeones de la UEFA en 1967, siendo el primer equipo británico en hacerlo, y el Rangers fue campeón de la Recopa de Europa en 1972. Además, el Heart of Midlothian es el tercer equipo más importante del país y el Aberdeen también fue campeón de la Recopa y de la Supercopa de Europa en 1983. La selección de fútbol de Escocia juega la mayoría de las veces de local en Hampden Park.
El sistema de ligas de Gales se compone de la Welsh Premier League y varias ligas regionales. El equipo de la Welsh Premier League, The New Saints, juega sus encuentros de local en Oswestry, ciudad fronteriza de Inglaterra, mientras tanto, algunos equipos de Gales como el Cardiff City, el Swansea City y el Wrexham, entre otros, compiten bajo el sistema de ligas de Inglaterra. El Millenium Stadium de Cardiff es el estadio en el que juega de local la selección de fútbol de Gales.
El sistema de ligas de Irlanda del Norte incluye la IFA Premiership, que es la máxima división. Un equipo de Irlanda del Norte, el Derry City, compite fuera de las fronteras del Reino Unido, en el fútbol de la República de Irlanda. La selección de fútbol de Irlanda del Norte juega sus partidos de local en el Windsor Park de Belfast.